# 水曜どうでしょう
『水曜どうでしょう』（すいようどうでしょう、How do you like wednesday?）は、北海道テレビ（HTB）制作のバラエティ深夜番組。通称は「どうでしょう」・「水どう」・「どうリタ（どうでしょうリターンズ）」・「どうクラ（水曜どうでしょうClassic）」など。シンボルキャラクターは福助人形。
レギュラー放送が終了した2002年9月以降は、再放送の『どうでしょうリターンズ』・『水曜どうでしょうClassic』・『水曜どうでしょうプレミア』（水曜どうでしょうシリーズ参照）が全国各地で放送されており、2007年には全国47都道府県すべてでの放送を達成した。
現在も数年に1回のペースで『水曜どうでしょう』自体の新作が撮影・作成されており、こちらも北海道での本放送開始を皮切りに順次全国各地で放送されている。また、番組を再構成・再編集したDVD『水曜どうでしょうDVD全集』も発売されている。

## 概要
1996年10月10日（10月9日深夜）に放送を開始。レギュラー出演者の鈴井貴之と大泉洋、ロケーション同行ディレクターの藤村忠寿と嬉野雅道の4人（例外として安田顕らゲストが加わり出演人数が増えることがある。詳細は後述）が過酷な旅を行い、その模様を放送する。
前身は毎週月曜日から木曜日まで放送された帯番組『モザイクな夜V3』であるが、局内外から「低俗番組」の烙印を押され、打ち切りとなった。しかし当時の制作陣が「1曜日だけでも番組を残してくれ」と懇願した結果、水曜日の深夜帯に自社制作番組枠が残されて、本番組がスタートした。しかし、4月改編まで半年間のつなぎ番組の予定であり、会社からは全く期待されていなかった。制作陣としても、「半年しかできないんなら好き勝手やろう」という思いがあったという。期待されていないところからの天邪鬼な考えで、「北海道じゃないところでロケする番組を作ろうじゃないか」というところから番組スタイルが作られていった。ところが、このような番組スタイルに人気が出て、番組は半年で終了することなく、続行されることとなったうえ、後述するような人気ぶりから四半世紀以上続くHTBの重要コンテンツとなっている。
放送開始当時は固定の出演者・企画を設定せず、前身番組『モザイクな夜V3』の延長線上として様々な企画を行っていた。しかし、その中の一つである「鈴井・大泉による旅メインの企画」が人気となったことから、1997年後半からは放送する企画のほとんどが旅企画となり、現在の出演者・ディレクターがひたすら会話を繰り広げていくスタイルとなった。1999年12月8日の放送では深夜23時の放送にも関わらず、レギュラー放送時代の最高視聴率となる18.6%を叩き出し、年末にはゴールデンタイムでのスペシャル番組も放送された（詳しくは後述）。
番組開始当初から「低予算」「低姿勢」「低カロリー」のいわゆる「3低」をモットーにしている。初期は数回分の制作予算を使って、日本国内での企画が多かった。しかし、中期から後期になると数か月分の制作予算を一気に使い、日本国外への旅がメインとなった。鈴井はのちのインタビューで『進め!電波少年「ユーラシア大陸横断ヒッチハイク」』（日本テレビ）が同時期に放送されていたことを引き合いに出された際に、日テレは予算があって、ユーラシア大陸横断はできたが、どうでしょうは本当に予算がないところから始めており、1本単価だと番組が作れないため、10本分の予算で遠いところに行って10本分撮ろうという策をとった。これらもあり『カテゴリーとしてはバラエティ番組だが、出演しているどうでしょう班にとってはドキュメンタリー。いろいろ演出の手が加わっている番組は少なくないが、「うちはガチでいこう」』と決めたという。事実、海外ロケも行きの飛行機で旅先のレンタカーを借りて、その道中で帰りのフライトを予約することしか決めていない。鈴井曰く『本当にそうしたいわけじゃなくて、「そうなってしまった」』とのこと。
2002年9月25日にレギュラー放送を終了。その際に「今後、一生続けられるペースで『水曜どうでしょう』をやっていく」と宣言（いわゆる『一生どうでしょうします』宣言）。レギュラー放送終了後は、不定期での新作放送や、過去に放送された企画の再放送・DVD化が行われている。また、テレビ放送以外の形でファンを楽しませることを目的として、『どうでしょう本』の制作や『水曜天幕團』による演劇公演など、さまざまな番組関連企画が行われている。

### 影響・反響
それまで地方局制作の番組といえば、基本的にその土地に根差したグルメや観光情報を中心とした番組が多かったが、その枠にとらわれない制作スタイルが口コミやインターネットなどで話題を呼び、各地のテレビ朝日系列局や独立局への番組販売による放送が開始されるようになり、他の地方局でも似たようなスタイルの番組が制作されるようになった。また、藤村はYouTubeで、編集の仕方や、テロップ・SEの入れ方の影響を受けた動画がいくつも見受けられると指摘している。
本番組の成功を機に、大泉が出演している『おにぎりあたためますか』（HTB）や『1×8いこうよ!』（STV）など、北海道の民放局で制作されるバラエティ番組が道外で放送されるようになった。また、番組内で登場した北海道テレビのマスコットキャラクター・onちゃんは、安田顕が着ぐるみのスーツアクターとして活躍し、ローカル局のマスコットキャラクターでは異例の全国的な知名度を得ることとなった。また、大泉が所属する演劇ユニットTEAM NACSは、公演に番組を見た人達も大泉目当ての客が集まり、北海道で人気を得た。2004年には東京進出を果たし、大泉や安田ら各メンバーが全国区のテレビドラマや映画に出演するきっかけにもなった。
著名人や芸能人、業界関係者にファンが多いことでも知られる。北海道テレビのキー局であるテレビ朝日の『くりぃむナントカ』で行われた「テレビ朝日社員が好きな番組ランキング」では『タモリ倶楽部』『めちゃ×2イケてるッ!』に次ぎ3位にランクインした。
雑誌『Quick Japan』Vol.52（太田出版）で水曜どうでしょう特集が組まれた際には、吉川晃司・つのだ☆ひろ・佐藤友哉・清野とおるがファンとしてコメントを寄せた。この他、番組のファンである著名人には映画監督の本広克行・元プロ野球選手の武田勝・高坂希太郎・下野紘・山田孝之・小杉竜一・伊野尾慧・
松村北斗・ さだまさし・松尾諭・佐々木久美 (日向坂46)・あfろ・関太などがいる。
番組販売・DVD・グッズ等の売上による北海道テレビへの営業面での貢献も大きく、北海道テレビの放送外収入は2008年度で約20億円、2014年度は本番組単体で約24億円にも達している。特にDVDについては、減価償却済みの映像を二次使用する形のため、利益貢献が極めて高いという。DVDの累計出荷数は500万枚を突破し、オリコン週間DVDランキング1位を「バラエティ・お笑い」ジャンルでは最多となる14作品で獲得している。

### 番組タイトル
企画段階では「花と筋肉」という案などが提案された。しかし、全て却下された後に鈴井が「放送日が水曜日だから」と『水曜ロードショー』（日本テレビ『金曜ロードショー』の前身番組、およびTBS系列での2期）から、「水曜どうでしょう」と決定。番組作りの姿勢「こんな番組作ってみました。どうでしょう?」を表現している。そのため番組タイトルは「どう-でしょう」とは発音せず、「どうで-しょう」（『ロードショー』と同じアクセント）と発音する。

### 制作スタイル
第1回に放送された「東京でのアンルイスへのインタビュー企画」の撮影が終わった時、「せっかく東京に来たのにそのまま帰ってはもったいない」と、鈴井が「サイコロの旅」（サイコロの出た目で次の行き先と移動手段を決定し、東京から北海道まで帰る）を企画した。これが実質的に『水曜どうでしょう』の始まりとなり、これをきっかけとして「特殊な旅番組」というスタンスが生まれた。この考えも「北海道に来てください」ではなく「帰りたくても帰れない」というローカル番組では考えにくい視点からのもの。
撮影用の機材は、基本的にソニーの家庭用ビデオカメラを使用し、基本的に嬉野が撮影しているが、前枠・後枠においては放送用カメラを使用し、本職のカメラマンが撮影している。
レギュラー放送後半になると、出演者を撮影せずに風景ばかり撮影することが多くなった。これは、嬉野がカメラを回したまま寝てしまい、出演陣の会話をBGMにただただ車窓からの風景が撮れていた事があり、それを藤村Dが「これおもしろい」「意外とこっちのほうがいい」と多くカットに採用したことがきっかけとなっている。これについては、嬉野曰く「風景のなか声がしてくる方が緊張感なく見られる」とのことで、大泉も「車のなかでカメラを向けてほしくない、話しにくい」と語っている。また、嬉野は、主にドラマや映画で用いられる、小津安二郎のロー・ポジションからのアングルを意識して撮影しているという。
旅番組の要素が盛り込まれているものの、低予算を逆手にとり、移動には「深夜バス」やレンタカー、鉄道を多く利用した。道中に繰り広げられるタレントとディレクターのケンカ、罵り合い、座席や料理をめぐる醜い争い、トークなどをそのまま放送したところ、口コミなどで「面白い番組」という噂が広がっていった。愚痴や罵り合いは主に企画の詰めの甘さ（無さ）に起因しており、鈴井や大泉の説教、インチキ（やらせ）を計画・実行までの様子もそのまま「ネタ」として放送する。観光の要素は一部に含むが、食事や買い物にクローズアップされることはほとんどない。下ネタを含むトークも例外はあるものの、基本的にはカットされている。藤村D曰く、レギュラー放送当時に放送されていた『進ぬ!電波少年』（日本テレビ）の手法を参考にした、という。この流れについても、普通に景色や食事シーンをとっても面白くないというところからきており、狙うのはそこで起きるハプニングを自分から取りに行く、その仕掛けが「旅」だったというだけであり、局からは三脚も持たずにロケに出ることを問われ、藤村Dは「僕らは雄大な景色を撮るわけじゃない。どれだけ身軽にハンディに、鈴井さんと大泉さんの表情を逃さずとらえられるか」ということを意識していることを語った。
開始当初は、鈴井を軸にした会話が繰り広げられていたものの、次第に藤村が会話に加わる場面が多くなり、番組中期にもなると、大泉・藤村の会話を中心に展開されるようになった。同時に鈴井の心境にも変化が生まれ、番組の作風も初期のころと比較すると様変わりしている。この制作スタイルの変化における過程は「ミスターのいいじゃないか!運動」として、大泉と藤村のトークのネタになっている。
藤村D曰く「はっきり言って出演者は誰でもよかった」が、いざ実際に大泉がやってみたら想像以上に面白かった。また嬉野Dによれば、「彼はね、しゃべりに独特の抑揚があるんですよ。独特の抑揚があったから、それをいかしてテンポよく編集していくなかで「どうでしょう」のスタイルができあがっていった」という。
番組でいがみ合っていることの多い大泉と藤村だが、大泉が本当に困った時に頼るのは藤村である。『アメリカ合衆国横断 第4夜』にて、宿泊先のレストランで4人で夕食を摂っていたところ、体調の優れなかった大泉は先に一人で部屋へ戻ろうとした。しかし、あまりの体調不良に大泉はレストランを出る直前に行き倒れてしまった。その時、近くをウェイトレスが通りかかり、大泉は助けを求めたが、ウェイトレスは無視してそのまま通り過ぎてしまった。死を覚悟した大泉は最後の力を振り絞り、『ふじむらさぁ〜ん』と情けない声で藤村に助けを求め、それに気がついた藤村がすぐに介抱をしたことを、翌朝のVTRで語られている。その他、番組に人気の秘密を問われ、「番組を始めたときからの、大泉洋・鈴井貴之、彼らに指示を出す藤村と撮影ディレクターの嬉野の4人の「人間関係」こそがすべて」と藤村は語る。
1998年6月3日の放送回（十勝二十番勝負）からは安田顕が準レギュラーとして出演を開始している。YouTubeの「水曜どうでそうTV」で語ったところによれば、放送開始以来、「サイコロの旅」に代表されるようにレギュラーの4人が常に一つにまとまって行動している中で「当時すべての矛先を向けられるも、後年のように藤村らに反論するほどの立ち位置ではなかった大泉のガス抜きが必要であったことと、鈴井と大泉という〝微妙な関係性〟を鑑みたときに『違う軸をもってこよう』と考えた」（藤村）、「知らない環境に入ってきてまず何かしようとしない分、何か手詰まりのときに矛先を向けて対応してくれる彼の体質」「『焼き鳥屋で黙って呑んでいるときに、店主が話しかけてくるときがある。その時の僕は話すんだ』という安田なりの対話法がある」（嬉野）があり、さらに「onちゃん」という殻をかぶらせて、「喋らなくていい」というディレクションでかつ大泉とは対立的な位置にいるキャラクターが活きていると語る。
編集では入れられるテロップや効果音も多用する。番組開始当初は横書きの青文字のテロップが使用され、特徴的な発言や言動には赤文字にされていたが、その後は主に縦書きの白文字または黒文字のテロップが入れられている。特徴的な発言や言動があった際には、フォント違いかつ大きな文字で表示されたテロップが出される。

### 放送時間
| 期間       | 期間       | 放送曜日         | 放送時間（日本時間）  |
| ---------- | ---------- | ---------------- | --------------------- |
| 1996.10.10 | 1998.03.26 | 木曜（水曜深夜） | 00:50 - 01:20（30分） |
| 1998.04.01 | 2000.03.29 | 水曜             | 23:25 - 23:55（30分） |
| 2000.04.05 | 2001.09.26 | 水曜             | 23:09 - 23:39（30分） |
| 2001.10.03 | 2002.09.25 | 水曜             | 23:15 - 23:45（30分） |

## 企画
企画内容及びその他企画は、水曜どうでしょうの企画も参照。

### 主な企画
- サイコロの旅 - 全6作。海外（韓国）でもサイコロの旅を行っているが、国内と一部ルールが異なる。
- 北海道212市町村カントリーサインの旅 - 全2作。
- マレーシアジャングル探検 - 全2作。
- ヨーロッパ21ヵ国完全制覇 - 全4作。
- 絵ハガキの旅 - 全2作。
- シェフ大泉シリーズ - 全2作。
- 試験に出るどうでしょうシリーズ - 全3作。
- 四国八十八ヵ所シリーズ - 全3作。
- 釣りバカ対決 - 全4作。
- 原付（カブ）シリーズ - 全4作（国内3、海外1）。

### 企画会議
基本的に番組の企画会議は、藤村・嬉野両ディレクターと企画も兼ねる鈴井の「首脳陣」3人で行われている。一方、大泉は参加を許されていないばかりか、会議の内容・結果についても十分に伝えられない。このため、大泉はほぼ毎回、ロケ初日に行き先及び企画内容を初めて知る事になる。企画概要を知った大泉の驚いた顔とリアクションは、番組の見所の一つになっている。
レギュラー放送当時、大泉のパスポートは北海道テレビへ「局預かり」となっていたため、大泉にとってはロケのスケジュール（ロケ開始日や終了日など）しか判断材料がなく、「決め打ち」と称して荷物を用意していた。しかし、その決め打ちは裏目に出る事が多く、代表的な例として、「北極圏突入 〜アラスカ半島620マイル〜」では、マントを羽織っただけの上半身裸に海パン姿で旅立ち、「ヨーロッパ・リベンジ」では、北極圏を越えるノルウェーで、最後まで短パンにTシャツで旅をした。
一部例外として、「四国八十八ヶ所シリーズ」や「ユーコン」などは、前企画の罰ゲームとして企画されており、事前に行き先と大まかな内容は明かされていた。また、「ヨーロッパ21カ国完全制覇」では"人道上の配慮"により、あらかじめ大泉本人と両親にヨーロッパへ行く旨を伝えている。「オーストラリア大陸縦断」では、パスポート発給申請の際、鈴井の失言によって大泉に行き先を知られてしまった。
他にも、「対決列島」はD陣2人のみ、「試験に出るどうでしょう 日本史」は大泉・D陣の3人で企画会議が行われ、これらの企画は鈴井にも内容が知らされなかった。また、「onちゃんカレンダー」は、ターゲットの安田を除いた全員が企画構成に関わっている。
視聴者も大泉と同じく、企画発表で全貌を知る事になるため、番組公式ウェブサイトでは新作を遅れて放送する地域を考慮し、ネタバレに慎重な態度を示している。実際に、2006年新作で行った枠撮りでは、観衆にネタバレ防止に関して釘を刺しているほか、2011年新作で行ったインターネット配信では、視聴開始前に企画名がバレてしまうことを嬉野が報告し、企画名を伏せるように変更した。

### 初期企画
番組開始当初は複数の企画が存在し、ビシバシステム（住田隆・布施絵里）のコントや、鈴井・大泉に加え、安田や藤村、岩村真人、堂島孝平（ゲスト）も出演する特撮ドラマ『雅楽戦隊ホワイトストーンズR』（のちに、鈴井・大泉・安田らが出演する、HTBの『ドラバラ鈴井の巣』でリメイク）、歌手を迎えた『アーティストインタビュー』などが放送された。アーティストインタビューのゲストとして、アン・ルイス、嘉門達夫、GLAY、ボーボーズ、古内東子、忌野清志郎らが出演している。
これは、水曜どうでしょうの前身番組『モザイクな夜V3』で放送していた企画の延長である。権利の関係で、『リターンズ』や『Classic』では再放送されていない。その後、番組開始1周年を境に鈴井・大泉の旅企画1本に絞り、現在の『水曜どうでしょう』が確立された。

### どうでしょう班と四国
水曜どうでしょうの歴史上、どうでしょう班と四国地方の間には深い繋がりがある。
番組開始当初は、「ちっちぇなぁ」と四国を小バカにしていたが、「サイコロの旅1」で最初に訪れた愛媛・松山を皮切りに、「サイコロ2」では四国 - 九州間を行き来する羽目になった。
そして「日本全国絵ハガキの旅」では、四国の絵ハガキを2枚引いてしまい、"四国に呼び寄せられている"と恐れるようになってしまった。四国を「死国」などと言って揶揄したり、「オーストラリア縦断」でも大陸の形が四国に似ているとネタにしていたのが祟った結果だと一同は苦笑。また移動中に「逆打ち（札所を88番側から逆回りすること）」の話が出た際、鈴井が「僕らは3回転しよう!」と冗談で発言するが、後に登場する企画「四国八十八ヶ所完全巡礼」シリーズを本当に3回行うことになる。
大泉は四国に行くと必ず悪霊に憑かれるのがお決まりとなっている。「四国八十八箇所II」では厄除けの数珠を大泉が紛失してしまい、怪奇現象が続出する事態となった(このエピソードに一部が『四国R-14』の元ネタになっている)。後年「試験に出る日本史」シリーズ内において藤村Dが「去年は（四国に行かなかったから）随分調子良かったそうじゃない」と大泉に言っている。
また「サイコロ6」では、四国を"四天王"と呼ぶようになっている。この企画でも大泉の悪い予感が的中し、鈴井の投げたサイコロによって、高知・松山に行くことになってしまった。
後に、「四国八十八ヶ所」シリーズや「四国R-14」など、四国を舞台にした企画も行われた。「四国八十八ヶ所」が終了した2002年以降、番組では久しく四国に上陸していなかったが、2010年に「原付日本列島制覇」のロケで8年半ぶりに上陸し、徳島県と高知県を走っている。
なお、四国における『どうでしょう』の放送は、愛媛朝日テレビ（愛媛県、テレビ朝日系）・瀬戸内海放送（香川県・岡山県）・テレビ高知（高知県、TBS系）の各局で行われており、2023年9月現在、愛媛、高知では『プレミア』を放送中である。徳島県では、唯一の民放局である四国放送（日本テレビ系列）でのネットはされていない。
香川県で開催されている「さぬき映画祭」では、『四国R-14』や四国ロケのシリーズが上映され、藤村・嬉野両ディレクターもゲストで登場し、トークショーも行われた。

## 出演者
「どうでしょう班」と呼ばれるのは、出演者2人と同行ディレクター2人の計4人。番組のディレクターの2人は「ディレクター陣（D陣）」と呼ばれることが多い。番組立ち上げ時点では、鈴井を除いてテレビ番組の出演・制作経験が1〜2年程度と浅いチームでもあった。
当初の藤村Dの企画書では、出演者としてロンドンブーツ1号2号と越前屋俵太を挙げていた。

### レギュラー出演者

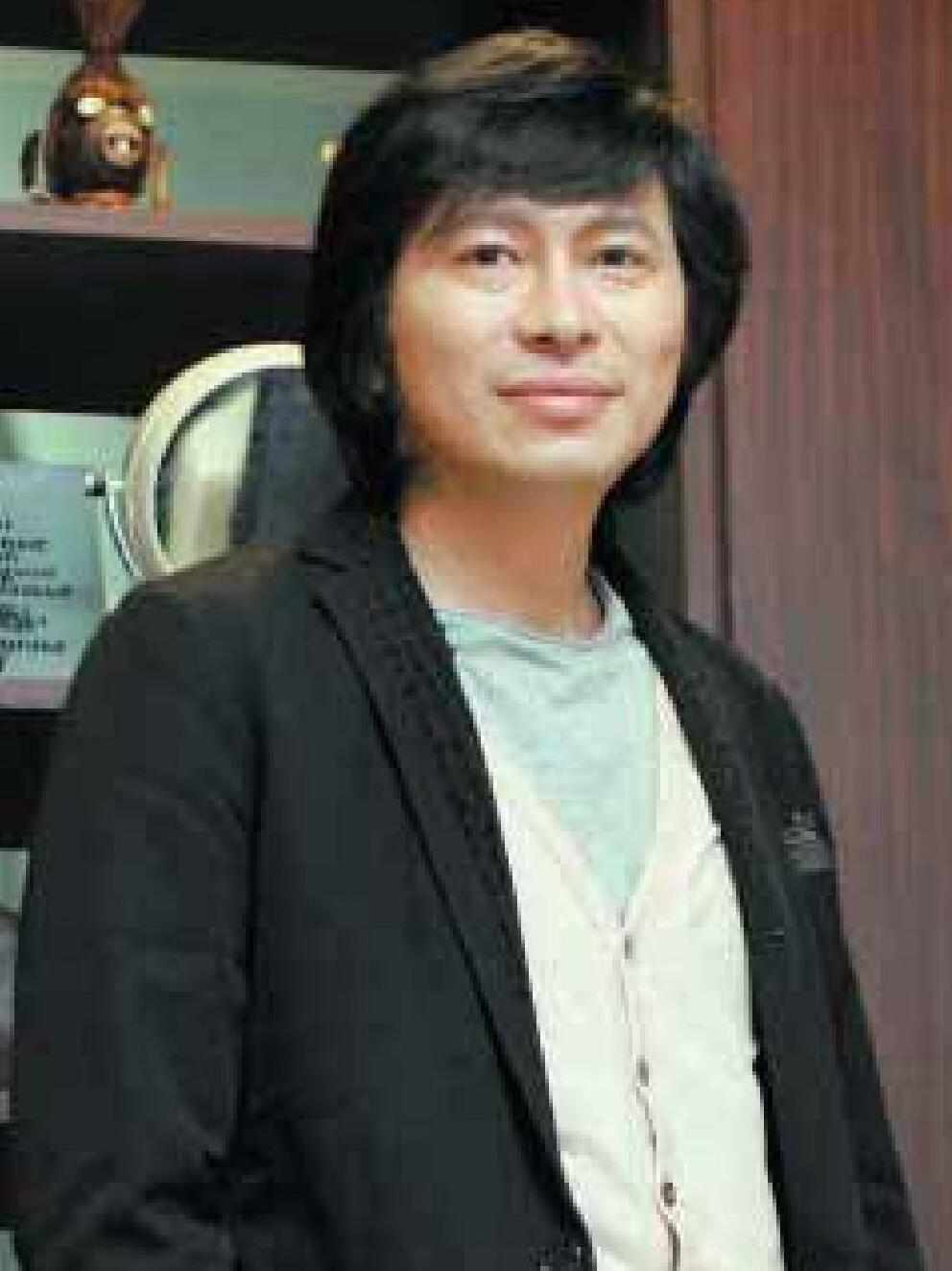
鈴井貴之（2007年）

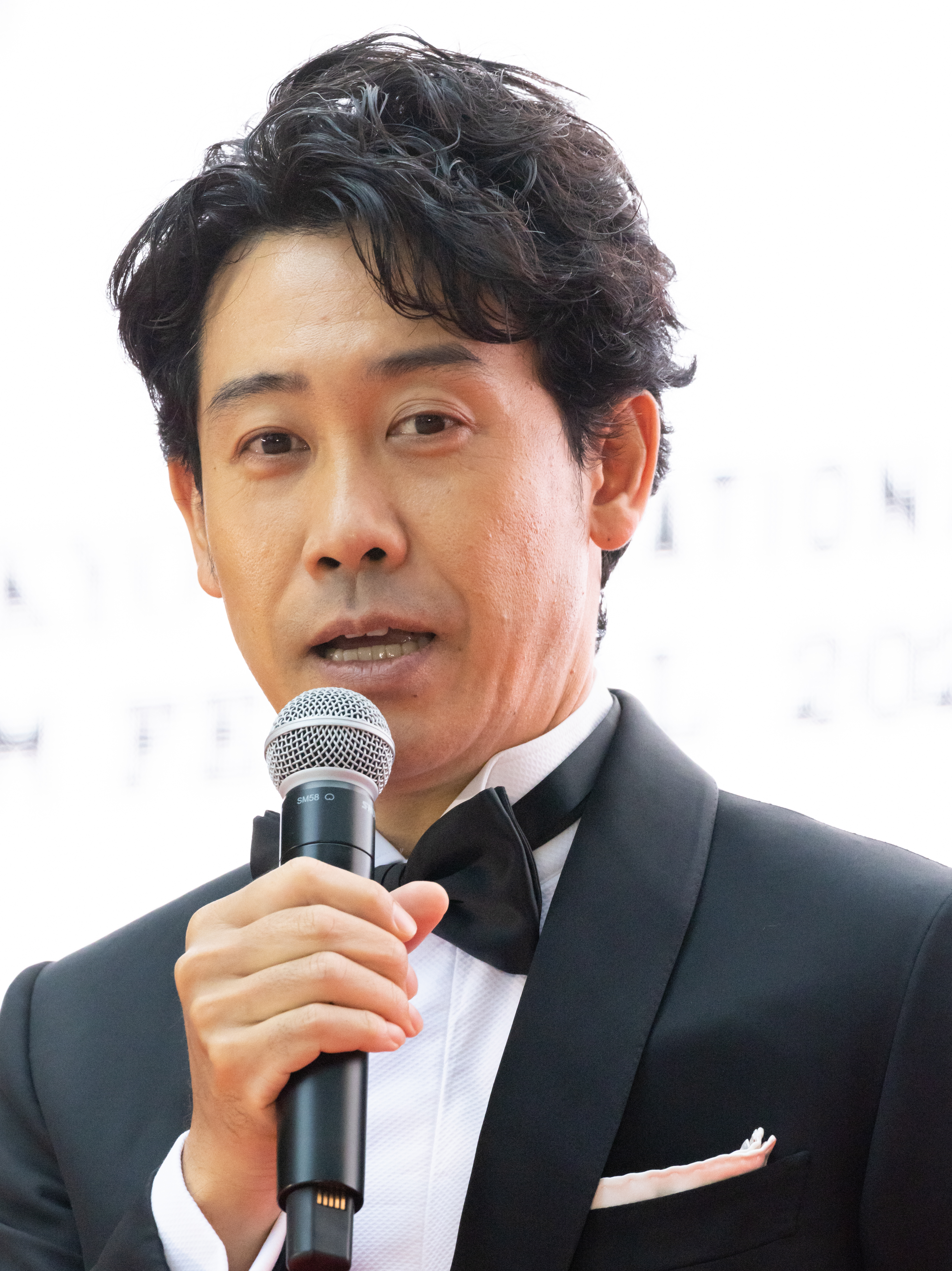
大泉洋（2022年）

- 鈴井貴之

番組の企画・構成（構成は『リターンズ』のみ）も兼務。芸能事務所「CREATIVE OFFICE CUE」会長（2012年まで社長）。ローカルタレント。
前身番組の『モザイクな夜V3』でも企画・構成・出演を行っており、その手腕が知れていたことから起用された。通称「ミスター」、「社長」、「ミスタさん」、「ダメ人間」。甘い物（特に餅・餡子）が苦手で、番組内では大量に食べさせられたり、甘い物が好きな藤村と早食い対決をしたりする（いわゆる「生き地獄」）。
- 大泉洋

演劇ユニットTEAM NACSのメンバー。芸能事務所「CREATIVE OFFICE CUE」所属（道外に関してはアミューズが担当）。通常は「大泉くん」と呼ばれることが多いが、藤村からは「スズムシ」や「にょういずみにょう」などと呼ばれることもある。
番組開始当初、現役の北海学園大学の学生で、「水曜どうでしょう」の前身番組である『モザイクな夜V3』にアルバイトで出演していた。その時の緊張感のなさや「ディレクターの指示待ちでない態度」が逆に面白いということから藤村に見出され、起用が決まった。なお、藤村が大泉の起用案を提案した際、鈴井は当時プロ意識の薄かった大泉の起用に対し、やや難色を示したという。その後、ローカルタレントとしてHTBを中心に他番組にも出演するようになり、現在は全国区の俳優・タレントとして活躍している。

### ディレクター
基本的にディレクター陣は主に声だけの出演であり、2人の姿は、ほとんど意図的に映されていないが、画面上によく見切れる。また、この2人でVTRの編集作業、DVD等のグッズや『どうでしょう』関連イベントの仕事も担当する。藤村は北海道テレビ本社の社員、嬉野は子会社であるHTB映像（エイチ・テー・ビー映像）の社員だったが、2010年4月1日の組織改編で嬉野が本社に移籍し、共にコンテンツ事業室の所属となった。
- 藤村忠寿

チーフディレクター。通称「魔神」、「藤やん」。大泉からは「ヒゲ」、「ゲンゴロウ」、「藤村くん」などと呼ばれることがある。ロケ以外では編集やナレーションなども担当し、2020年現在は、北海道テレビの提供アナウンスも読み上げている。実家は、かつて名古屋市中区で喫茶店「ラディッシュ」を経営しており、番組で訪れた事がある。ロケ中は積極的に会話に参加し、トークで爆笑することが多く、また大泉との罵り合いのバトルも多い。
- 嬉野雅道

撮影担当ディレクター。通称「うれしー」、「嬉野先生」。どうでしょう班の中で最年長。スチル写真が趣味で、大学時代に自主制作映画を作ったことがあるため、カメラマンを自ら買って出た。番組内ではカメラ撮影をするため、発言の機会は藤村Dに比べて少ないが、その一言が名言となることもある。撮影中は大泉と藤村の絡みがほとんどだが、カメラが回ってないところでは大泉と行動することが多い。そのため、大泉が小ボケをした時に一緒にいる嬉野がカメラを急遽回し、番組中に大泉のみのカットインが入ることも多々ある。

### その他の出演者

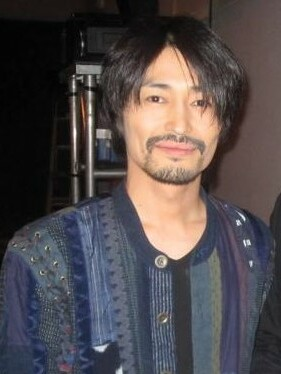
安田顕（2011年）

TEAM NACS
『四国R-14』と前後企画（『ドラマ四国R-14を100倍楽しく見る方法』『メイキング・オブ・四国R-14』）、「対決列島」の前・後枠にはメンバー全員が出演。大泉も所属する演劇ユニットで、同じくCREATIVE OFFICE CUEに所属する。
- 安田顕

どうでしょう班以外では、最も出演回数が多い準レギュラー的存在。レギュラー最終回でのエンディングでは、鈴井・大泉と同じ扱いを受けた。初期企画『雅楽戦隊ホワイトストーンズR』では北郷誠役で鈴井・大泉らとともに出演していた。その後の旅企画などに登場する際は、HTBのマスコットキャラクター・onちゃんのスーツアクターとして登場することが多かった。その際、紹介テロップは「安田さん onちゃん」の表記になり、安田自身も「onちゃん」と呼ばれる（詳細は後述）。また、『どうでしょうリターンズ』では、番組ナビゲーター「DNA（「どうでしょうナビゲートあんちゃん」の略）」として出演した。
「シェフ大泉 夏野菜スペシャル」を始め、「シェフ大泉 クリスマスパーティー」や「対決列島」など、安田が参加した企画はいずれも番組内で人気が高い。藤村は「いつもは大泉さんとミスターの2人がメインだけど、そこへ全く違う爆弾を投入することによってテンポが出る」と評している。本編への出演は2005年の「激闘!西表島」を最後に遠ざかっているが、それ以降も2013年の「水曜どうでしょう祭 UNITE2013」・2019年の「水曜どうでしょう祭 FESTIVAL in SAPPORO 2019」にゲスト出演しており、番組との関係は続いている。
- 音尾琢真

noちゃんのスーツアクターとして「釣りバカ対決」に出演（詳細は後述）。安田と同じく、テロップでは「チームナックス音尾さんnoちゃん」と表記されている。
- 森崎博之

「四国八十八ヵ所III」で鈴井・安田の代理として出演。彼がカメラの回っていない際に車中で呟いた「『どうでしょう』の旅って、あんまり面白くないんですね」という言葉は、影の名言として語り継がれている。『リターンズ』では鈴井と共に、ナビゲート部分の台本構成を手がけた。
- 佐藤重幸（現：戸次重幸）

TEAM NACSのメンバーでは唯一、鈴井・大泉による本編の旅企画で出演がなく、顔写真が数回出たのと「対決列島」の前枠・後枠で出演しただけである。そのため、「ラストラン」におけるエンディングも、佐藤だけは『四国R-14』出演時の映像が使われている（他メンバーは本編出演時の映像）。
ビシバシステム
お笑いコンビ。初期企画のコントに出演していた。
- 住田隆
- 布施絵里（現：ふせえり）

ふせは、大泉が主演、藤村Dが演出、嬉野Dと四宮康雅元Pがプロデューサーを手掛けた、HTB制作・テレビ朝日系全国ネットの単発ドラマ『歓喜の歌』に出演している。
「水曜どうでしょうプロジェクト2000『四国R-14』」における出演者は『四国R-14#キャスト』を参照、その他の初期企画の出演者に関しては初期企画を参照のこと。また、企画に際して、ロケ先のガイド（アラスカ・コスタリカ・ユーコン川・ベトナム・西表島・アフリカ）や、HTBのアナウンサー（吉田みどり・金子のりとし・佐藤良諭など）も重要な役割を果たした。前枠・後枠では、平岸高台公園で遊ぶ子供達をエキストラとして"引き入れる"こともあった。

## スタッフ
- 企画：鈴井貴之（『リターンズ』では構成も兼任）
- 構成：鈴井貴之・森崎博之（『リターンズ』のみ）
- スタイリスト：小松江里子[注 35]
- 美術：BgBee / 坂谷ゆう子
- CG：BgBee / 前田育宏・松尾裕介・畠山幸太
- 題字：浜田次朗（BgBee）
- 音響効果：工藤哲也（FIXE→オンビート）
- MA：沢里憲壮（「懐かしの西表島」）
- ナレーション：原田俊夫（HTBアナウンサー、「ホワイトストーンズ」）
- ヘアメイク：小坂波（「ホワイトストーンズ」）
- 特殊美術：吉田ひでお（「四国R-14」、「ヨーロッパ20ヵ国完全制覇」）
- ENG撮影：鈴木武司・坂本忠昭・佐々木耕・橋本庸嗣
- ENG音声：松澤聡・末永大輔・中田靖・藤本修一・小林博史
- 撮影：佐々木耕（「粗大ごみで家を作ろう」、「クイズ!試験に出るどうでしょう」）、鈴木武司（「四国R-14」、「原付日本列島制覇」）
- 音声：松澤聡（「原付日本列島制覇」以降）
- 制作担当・ドライバー：松倉和哉（「四国R-14」、「原付日本列島制覇」以降）
- 編集：西村静志（三新ビデオセンター、『リターンズ』のみ）
- オープニングテーマ：川岸秀樹「水曜どうでしょうタイトル」[29]
- 番組イメージソング（エンディングテーマ）：樋口了一「1/6の夢旅人」／「1/6の夢旅人2002」（「原付ベトナム縦断1800キロ」以降）
- 音楽：本間昭光（「原付日本列島制覇」以降、予告編のみ）[注 36]
- 協力：CREATIVE OFFICE CUE
- ディレクター：杉山順一（「サイコロ3」同行、初期企画（旅企画除く）担当D）、福屋渉（「激闘!西表島」、「初めてのアフリカ」）、多田健（「30時間テレビ」）、清水浩（「東北2泊3日生き地獄ツアー」、「クイズ!試験に出るどうでしょう」、「中米・コスタリカで幻の鳥を激写する!」同行）、加藤朋秀（「粗大ごみで家を作ろう」）、牧有太（テレビマンユニオン、「初めてのアフリカ」撮影補助）
- CAD：大井友美（「懐かしの西表島」）
- アシスタントディレクター→GED：佐野良太（「初めてのアフリカ」以降。編集業務の一部を藤村・嬉野から引き継いでいる）
- チーフディレクター：藤村忠寿
- ディレクター（デジタルビデオ撮影）：嬉野雅道
- プロデューサー：土井巧[注 37]（初代）、四宮康雅（2代目・4代目）、川筋雅文（3代目）、明田晋弥（5代目）、矢澤浩（6代目）、福屋渉・杉山順一（いずれも7代目）
- 制作著作：北海道テレビ

DVD制作スタッフについては、水曜どうでしょうDVD全集の項目を、四国R-14のスタッフについては、四国R-14の項目を参照。

## 年表

### 1996年
- 3月20日、前身番組『モザイクな夜V3』内で『古畑任三郎』のパロディーコント「占畑任三郎」で鈴井・大泉が初共演。藤村が監督、嬉野も警官役で出演しており、4人が初めて同じ仕事をした企画となった[30]。
- 9月12日、番組初のロケを実施。
- 10月10日、番組第1回を放送開始。放送内容は、「アン・ルイスのアーティストインタビュー」と「サイコロの旅」。深夜24時50分開始にも関わらず、初回視聴率4.4%と高視聴率でスタート。
- 10月24日、ビシバシステムによるコント企画の放送開始。

### 1997年
- 1月6日、オーストラリアで初の海外ロケ収録。
- 3月6日、『雅楽戦隊ホワイトストーンズR』がスタート。
- 3月13日、コントの放送を終了（全7回）。この回に番組史上最低の視聴率1.5%を記録した。
- 7月、北海道内で午前に番組の再放送を行う。
- 10月、番組1周年を機に、アーティストインタビューやドラマ『雅楽戦隊ホワイトストーンズR』をすべて終了[注 38]。鈴井・大泉の旅企画を中心にした現在の形が確立する。

### 1998年
- 4月、放送時間が深夜から23時台に繰り上げられ、同時間帯の『ネオバラエティ』水曜枠は繰り下げとなる。以後、『大相撲ダイジェスト』の放送期間中は放送休止となり、番組のクオリティーを確保しやすくなる[31]。
- 12月2日、海外企画第6弾「アラスカ半島620マイル」で、放送100回を突破。

### 1999年
- 1月5日、北海道テレビで番組を再構成した再放送番組『どうでしょうリターンズ』の放送を開始。
- 4月、「釣り企画第2弾 氷上わかさぎ釣り」からSUBARUが提供メインスポンサーとなる（レギュラー放送終盤まで）。
- 8月、秋田朝日放送で『どうでしょうリターンズ』が放送開始。以後、全国各地の放送局へ番組販売される。
- 11月20日 - 12月4日、札幌パルコで「水曜どうでしょう写真展」及び「今世紀最後の大・大泉洋展」を開催。
- 12月8日、「ヨーロッパ・リベンジ」最終夜で、レギュラー放送の最高視聴率18.6%を記録。
- 12月15日、初のゴールデンタイム進出。「サイコロ6 ゴールデンスペシャル」を放送。同日には30時間に渡って生放送の告知CMを放送した。

### 2000年
- 7月、鈴井が監督を務める映画『man-hole』製作に伴い、レギュラー放送を2001年1月末まで休止。
- 11月29日、藤村演出、嬉野脚本、TEAM NACS主演によるドラマ『四国R-14』の放送開始。

### 2001年
- 2月7日、レギュラー放送復活。
- 11月7日、海外企画第10弾「ユーコン川160キロ」で、放送200回を突破。

### 2002年
- 7月24日、レギュラー放送終了と「一生どうでしょうします」宣言を発表。
- 9月4日、この日を最終回としていたが、編集作業の結果、尺が増えたことに伴い、「全7夜のうち、ただの第6夜」となる。
- 9月25日、レギュラー放送最終回。1時間スペシャル。

### 2003年
- 1月15日、DVD第1弾の発売を記念した、総集編「6年間の事件簿!今語る!あの日!あの時!」を放送。
- 3月5日、番組を再編集・再構成したDVD作品『水曜どうでしょうDVD全集』第1弾を発売。オリコン初登場5位を記録。
- 5月21日、DVDと写真集の発売記念した、特番「プチ復活!思い出のロケ地を訪ねる小さな旅」を放送。
- 8月5日、HTB開局35周年記念特別番組『onちゃん夢パワー大冒険!』を放送。番組とのコラボレーションが行われ、本人役で鈴井・大泉が出演。
- 10月10日 - 19日、『北海道テレビ開局35周年記念 水曜どうでしょうpresents 藤村忠寿・嬉野雅道×TEAM-NACS 水曜天幕團旗揚げ公演2003 蟹頭十郎太』上演。

### 2004年
- 5月26日、北海道テレビで新作第1弾「ジャングル・リベンジ」放送開始。全7夜。
- 7月14日、北海道テレビで番組を再構成した再放送番組『水曜どうでしょうClassic』放送開始。
- 10月28日、北海道厚生年金会館で、「祝 水曜どうでしょう8周年&銀のエンゼル キックオフ そして…ミスター大壮行会」開催。

### 2005年
- 10月14日 - 16日、番組開始9周年を記念し、過去最大の大型イベント「水曜どうでしょう9th presents 祭 UNITE2005 in Sapporo Makomanai Arena & Stadium」開催。
- 10月19日、北海道テレビで新作第2弾「激闘!西表島」放送開始。全8夜。

### 2006年
- 9月29日 - 10月9日、番組10周年記念イベント「水曜どうでしょうEXPO 渋谷パルコ小祭」を開催。

### 2007年
- 1月17日、北海道テレビで新作第3弾「ヨーロッパ20ヵ国完全制覇 完結編」放送開始。全9夜。
- 4月4日、福井テレビジョン放送で『Classic』放送開始。福井で放送が始まったため、全都道府県が何らかのシリーズを放送したことになり、『水曜どうでしょう』は全国制覇を達成。放送免許上、徳島県と佐賀県を放送地域とする放送局（四国放送、サガテレビ）で放送されていないが、徳島県は朝日放送または瀬戸内海放送、佐賀県は九州朝日放送または熊本朝日放送で事実上視聴可能[32]。
- 7月1日、初の海外放送として『Classic』がアメリカ・ロサンゼルスのユナイテッド・テレビジョン・ブロードキャスティング・システムで放送開始。鳥取砂丘

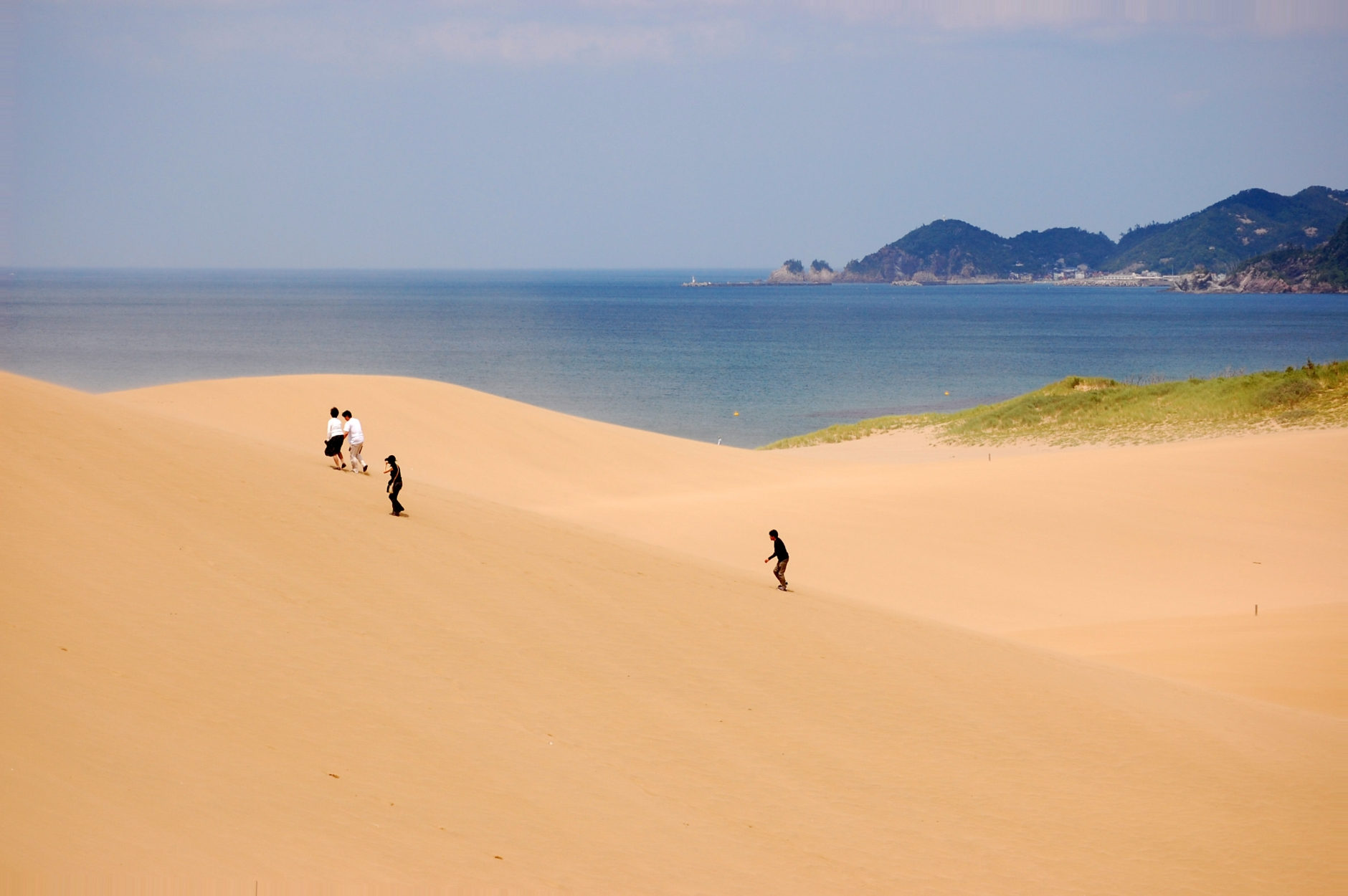
鳥取砂丘

- 8月7日、鳥取県内で「原付西日本制覇（第2夜）」が放送された際、このロケで鳥取砂丘の砂を採取したことが自然公園法で禁止された行為であったことが地元の視聴者により指摘され発覚、新聞等で報じられた。HTBはウェブサイト上で謝罪コメントを発表した。
  - 8月10日、公式サイトに藤村・嬉野の連名で謝罪コメントを掲載。
  - 8月23日、環境省近畿地方環境事務所から文書にて厳重注意を受けたことをウェブサイト上で発表。砂の採取に関しては特に注意はなかったものの、砂丘に番組名を大書したことが規定違反であると明かされた[注 39]。

### 2008年
- 9月7日、D陣に持ち込まれた『歓喜の歌』ドラマ化の話を「どうでしょう」元プロデューサーの四宮康雅らと共に製作。主演は大泉が担当し、「HTB開局40周年記念番組」として全国ネットで放送。以後もD陣はHTB制作ドラマに携わる。

### 2009年
- 4月6日、BS朝日で『Classic』放送開始。衛星波での放送により、日本全国で視聴可能となった[注 40]。
- 4月29日、北海道テレビで『Classic』再放送開始。
- 5月8日、テレ朝チャンネルで『Classic』放送開始。
- 10月7日、北海道テレビで慣例的に継続されていたネオバラエティ水曜枠の繰り下げが終了し[注 41]、枠交換の形で木曜日0:15（水曜日深夜）開始に変更。以降、新作放映時のみ23:15スタートとなる。
- 11月11日、『水曜どうでしょう放送事典』を発売。
- 12月19日、安田主演でD陣製作のドラマ『ミエルヒ』を放送。

### 2010年
- 1月31日、『Classic』が台湾の國興衛視で海外放送開始。
- 7月25日、ワンダーフェスティバルにユニオンクリエイティブと共同で「水曜どうでしょうフィギュア専用ブース」を出展。藤村・嬉野も参加。
- 9月21日、翌日の『DVD全集』第14弾発売を記念し、藤村と嬉野によるUstreamでのトークショーを開催。このイベントは媒体を変えながら現在も継続。

### 2011年
- 3月2日、北海道テレビで新作第4弾「原付日本列島制覇 東京-紀伊半島-高知」の放送開始。全12夜。この新作からインターネットによる有料配信を実施[33]。
- 3月16日、藤村がWEBサイト上の日記において、2回目となる「どうでしょう祭」の開催を表明。

### 2012年
- 4月2日、HTB onデマンドで配信開始。配信内容は復活第4弾と『Classic』4作（「原付ベトナム縦断」、「ジャングル・リベンジ」、「激闘!西表島」、「ヨーロッパ20カ国完全制覇〜完結編〜」）、外伝1作（「ビシバシステム」傑作選）の計6作[注 42]。

### 2013年
- 2月20日、ビデオマーケットで配信開始。配信内容は2011年最新作（「原付日本列島制覇」）と『Classic』4作（「原付ベトナム縦断」、「ジャングル・リベンジ」、「激闘!西表島」、「ヨーロッパ20カ国完全制覇〜完結編〜」）の計5作。
- 4月9日、新作「初めてのアフリカ」ロケを行う。約3年ぶりのロケとなった[34][35]。
- 9月6日 - 8日、2005年以来となる大型イベント「水曜どうでしょう祭 UNITE2013 in Sapporo Makomanai Arena & Stadium」を開催。
- 10月2日、北海道テレビで新作第5弾「初めてのアフリカ」放送開始。全13夜[36]。

### 2014年
- 8月1日 - 17日、東北6県でグッズ販売会「水曜どうでしょう TOHOKU CARAVAN」を開催。新グッズ及び2013年に行われた「水曜どうでしょう祭り」で作りすぎたグッズ、大人の事情で販売出来なかったものをこっそり販売と銘打ったイベントとして、藤村及び嬉野の撮影会を合わせた企画。キャラバンではタイアップとして、ニコニコ動画での生放送及びニコニコ生放送でのアーカイブ放送を実施する。

### 2015年
- 7月24日 - 8月9日、昨年の東北6県に新潟県も加えて、「水曜どうでしょう TOHOKU CARAVAN2015」を開催。

### 2016年
- 3月30日、DVD第24弾「ユーコン川160キロ〜地獄の6日間〜」の発売を記念し、渡辺いっけいをゲストとしたスペシャル番組「新作DVD第24弾発売記念スペシャルトーク 水曜どうでしょうを語ろう」を北海道ローカルで放送[37]。その後、順次全国各局でも放送された。
- 7月29日 - 8月14日、東北6県・新潟県・栃木県・群馬県・長野県・富山県で「水曜どうでしょう DODESYO CARAVAN2016」を開催。

### 2017年
- 1月8日 - 1月9日、新作「北海道で家、建てます」ロケを行う。約4年ぶりのロケとなった[38]。
- 9月6日 - 24日、東北6県・新潟県・茨城県・千葉県・山梨県・静岡県で「水曜どうでしょう DODESYO CARAVAN2017」を開催。また、最終日の静岡開催において、藤村から新作が2018年放送予定である事が発表された[39]。

### 2018年
- 7月12日 - 29日、「水曜どうでしょう DODESYO CARAVAN2018」を開催。この年は初めて兵庫県から東北方向へ向かうルートとなった。また、最終日は『CUE DREAM JAM-BOREE 2018 -リキーオと魔法の杖-』会場に中継を繋いで藤村と嬉野がサプライズ出演、大泉に旅に出ることを告げた[40]。
- 8月1日、新作「21年目のヨーロッパ21ヵ国完全制覇」のロケを行う[41]。

### 2019年
- 1月2日、新作の編集を開始したことをテレビCMで発表。
- 2月18日、藤村と嬉野が『藤やんうれしーの水曜どうでそうTV』を開設し、YouTuberデビュー。
- 3月18日 - 22日、鈴井・TEAM NACS出演でD陣製作のドラマ『チャンネルはそのまま!』を放送[42]。
- 3月28日、平成に胃の痛くなる局面を乗り越え活躍した人や団体を称える「朝日新聞 平成胃痛大賞 ローカル部門賞」の受賞が発表された[43]。
- 10月4日 - 6日、6年ぶりとなる大型イベント「水曜どうでしょう祭 FESTIVAL in SAPPORO 2019」をさっぽろばんけいスキー場で開催[44]。6日には全国47都道府県204館を結んだ初のライブビューイングが行われ、約7万人が視聴。新作の第1夜・第2夜の先行上映も行われた[45]。
- 12月5日、『週刊少年チャンピオン』（秋田書店）2020年1号より、番組内で披露された大泉によるホラ話を、星野倖一郎が劇画調で漫画化した「水曜どうでしょう〜大泉洋のホラ話〜」の連載が開始[46][47]。
- 12月25日、北海道テレビで新作第6弾「北海道で家、建てます」放送開始。全11夜[48]。

### 2020年
- 2月26日 - 4月1日、『共闘ことばRPG コトダマン』（ミクシィ）で、番組とのコラボイベントを実施[49]。
- 10月3日 - 4日、「水曜どうでしょうエアキャラバンin 赤平2020」を無料生配信で開催。本来は9月に全国12会場を回る「どうでしょうキャラバン」を開催する予定だったが、新型コロナウイルスの感染状況から開催を断念し、新作第6弾で作られた「どうでしょうハウス」からの無観客配信を実施することになった[50]。
- 10月28日、北海道テレビで新作第7弾「21年目のヨーロッパ21ヵ国完全制覇」放送開始[51]。全7夜。
- 11月14日、『(16:30頃)を全国の劇場とストリーミング配信で実施[52]。

### 2021年
- 2月24日、特別番組『水曜どうでしょう4人だけのスペシャル裏トーク』を、大泉がCMに出演している、サントリー「ティーチャーズ」の協賛により、番組公式YouTubeにて配信開始[53][54]。
- 3月31日、『水曜どうでしょうClassic』の過去の放送内容を可能な限りデジタルリマスターを行い、未公開シーンを追加再編集した『水曜どうでしょうプレミア』を製作、HTB北海道onデマンドで「ヨーロッパ21ヵ国完全制覇」シリーズの独占先行配信を開始[55]。
- 4月30日、HTBが平岸高台公園の園名碑を寄贈した。前面には、嬉野が揮毫した園名の彫刻、onちゃんのデザインがあり、背面には、公園が『水曜どうでしょう』のロケ地であったことが記されている[56][57]。
- 6月27日、『水曜どうでしょうDVD全集』第31弾の副音声収録現場の公開生中継を全国の劇場とストリーミング配信で実施[58]。
- 8月29日、「水曜どうでしょうエアキャラバン2021」を無料生配信で開催。本来はエアキャラバンとともに9月に全国6会場を回る「水曜どうでしょうキャラバン2021」を開催する予定だったが、新型コロナウイルスの感染状況から開催を断念し、札幌市内にある紅桜公園より無観客配信を実施することになった[59]。

### 2022年
- 3月30日、北海道テレビで番組を再構成した再放送番組『水曜どうでしょうプレミア』の放送開始。
- 9月17日より「2022水曜どうでしょうキャラバン」を全国11県11会場で開催[60]。
- 9月25日、レギュラー放送最終回から20周年となったこの日に緊急生配信を実施。大泉は東京都内、鈴井は赤平市内の自宅、藤村と嬉野はこの日のどうでしょうキャラバン開催地の茨城県鉾田市の鹿島灘海浜公園からそれぞれリモートで出演し、レギュラー最終作「原付ベトナム縦断1800キロ」の思い出話や記念グッズの紹介のあとに、既に新作の収録が完了していること、2023年春以降を目処に放送を予定していることを明らかにした[61][62]。

### 2023年
- 7月2日 - 新作第8弾をライブビューイング形式で全国の映画館で全編先行上映するイベントを実施[63]。このイベントにおいて、新作の放送・配信開始日が発表された[64]。
- 8月30日 - 北海道テレビで新作第8弾「懐かしの西表島」がこの日より放送開始。全6夜。放送終了後にhodでの配信も開始[64]。

### 2024年
全国13会場で2025水曜どうでしょうCARAVANを開催。日程は 9月10日（木）～10月5日（土）。

### 2025年
全国12会場で2025水曜どうでしょうCARAVANを開催予定。日程は 9月13日（土）～10月5日（日）。

## 水曜どうでしょうシリーズ
1999年1月に開始された、「再放送版」の『どうでしょうリターンズ』は、全国テレビ局に販売・放送された。北海道テレビでは『どうでしょう』本放送の一時中断後、同枠で『リターンズ』を放送していたが、2004年5月に「原付ベトナム縦断」までの放送を終え、『リターンズ』の放送が終了。その後、2004年の新作「ジャングル・リベンジ」の放送を経て、「再々放送版」となる『水曜どうでしょうClassic』が第1回から放映開始された。なお、北海道テレビ同様に各ネット局でも『リターンズ』終了後には『Classic』が開始されているが、北海道テレビでの『Classic』開始（2004年7月14日）以降新たに『どうでしょう』を放送開始した局は、『リターンズ』ではなく『Classic』の第1回から放送開始となっている。2022年3月30日、HTBで『水曜どうでしょうプレミア』を放送予定（HTBのclassicは3月23日の原付日本列島制覇最終夜をもって終了）。
なお、いずれも「大泉・鈴井の旅企画」以外の「初期企画」については放送されない。それ以外についても、各々の放送局の判断、北海道テレビの意向により放送されない企画がある（主に「大泉の拉致」や「パブリシティに関わる」企画など）。
北海道テレビは、新作放送について『リターンズ』『Classic』の放送枠で放送するため、この間再放送は一時中断する形を採っており、他の放送局も同様の形で放送するところが多い。

### どうでしょうリターンズ
1999年1月5日 - 2004年5月5日（サイコロ1〜原付ベトナム1800キロ）放映、全209回。『どうでしょう』の再放送版。当初は火曜日深夜のみの放送だった。
放送枠
放送時間を23時台に変更した1998年4月以降の『どうでしょう』は、キー局のテレビ朝日による「『大相撲ダイジェスト』を放送する奇数月のみネオバラエティ枠を休止する」制度に則って番組を休止し、その期間に編集作業を充てるスケジュールを編成していた。しかし、1999年4月改編でテレビ朝日が方針を転換して「『大相撲ダイジェスト』の後にネオバラエティ枠を30分繰り下げ放送」というタイムテーブルに変更。それに伴いD陣から「番組制作をしていく上で定期的に休みが欲しい」という要望が出たことで、夏場所以降の改編に合わせた5月12日から隔月で番組を2週間休止させる代わりに、『リターンズ』が休止中の『どうでしょう』枠に昇格した。この編成は、『大相撲ダイジェスト』がネオバラエティ枠より遅い時間帯へ変更された2000年4月の改編後も続けられ、同年7月に鈴井が映画製作のため番組を休止した際も「休暇中の穴埋め番組」として放送された（『四国R-14』の放送期間中を除く）。
なお、『リターンズ』は前述の水曜放送に加えて金曜日深夜にも放送されていたため、当該月は原則週2回の放送となったが、2002年4月2日から再び火曜日深夜のみの週1回放送に戻る。『どうでしょう』本放送終了の翌週である2002年10月2日からは、正式な"後番組"として『どうでしょう』の枠に移動。後述の『Classic』開始まで放送された。
2009年1月、全国で最後まで『リターンズ』を放送していた琉球朝日放送が放送回を全て消化し、『リターンズ』の放送は終了した。
内容
タイトルは火曜日放送だった時代の名残りのほか、「水曜日の放送を前提としていないため」「『なぜ水曜ではないのに番組名が"水曜"なのか』という指摘・批判を避けるため」などから、「水曜」を外した『どうでしょう』の名称を使用している。そのため、オープニング冒頭の英語表記も「Do you know? how do you like wednesday?（水曜どうでしょうを知っていますか?）」に変更された。
本放送との主な違いは、企画の案内・紹介などの追加や、本放送当時に拡大放送された回は30分に収まるように分割・再構成がされていることなど。放送される企画は「日本全国サイコロの旅（サイコロ1）前編」から「原付ベトナム1800キロ第8夜」（本放送時の再編集）まで。2003年に放送されたDVD発売特番やレギュラー放送終了以降の新作は放送されない。本放送と同じVTRソースを使用しているため、実質的には「『Classic』よりも本放送の再放送」だが、エンディングテーマには樋口了一「1/6の夢旅人」（『リターンズ』後期では「1/6の夢旅人2002」）が使用されている。
番組をよく知らない視聴者への説明役として、安田が前枠・後枠に「どうでしょうナビゲートあんちゃん（DNA）」として出演、出演者や企画についての説明を行っている。これは、本放送当時は前枠・後枠でイベントや視聴者プレゼントの告知、エンディングテーマに2PLATOON、島谷ひとみなどのアーティストのプロモーションビデオなどを放送していたため、その差し替えとして放映された。安田によって読み上げられるナビゲートは、鈴井・森崎による台本である。
前枠・後枠
本放送で使用される平岸高台公園ではなく、HTBのスタジオ内で撮影が行われていた。初期はリターンズ用に作られたセット・中期は副調整室・後期は照明以外に何も無い黒をバックにしたスタジオと、回を重ねるにつれ簡素になったほか、"DNA"の安田による企画説明もシリアスな口調から趣旨と関係ない行動（扮装や大食いなど）が増えていった。また、"DNA"の肩書きも中期以降は特別表記されなくなったほか、本放送時の前枠・後枠をそのまま放送することが増えたため、後期になると出演は減少している。
ごくわずかの最初期には鈴井・大泉が出演し、企画の感想や当時の思い出など放送回の補完として語るVTRも放送された（例としてサイコロ3の大泉ヘリ嘔吐事件についての振り返りトーク）。

### 水曜どうでしょうClassic
2004年7月14日 - 2009年4月22日（サイコロ1〜ヨーロッパ20ヶ国完全制覇）、2013年5月22日‐2013年8月14日（原付日本列島制覇）、2017年12月13日 ‐ 2018年3月14日（初めてのアフリカ）放送（初回放送分）、全243回。
全ての放送を終えた『リターンズ』の後釜として、2004年の新作（ジャングル・リベンジ）を挟んで開始された「再々放送版」。こちらも『どうでしょう』の再放送版ではあるが、『リターンズ』との大きな違いは「オリジナルソースからのデジタルリマスタリング製作」、「できるだけ完全な形での再放送」、「D陣（主に嬉野）による再編集」の3点で、初期の企画では2002年1月以降に本放送で導入されたフォントによって、新たにテロップの挿入が行われている。音声はレギュラー放送時代の企画はモノラル放送（モノステレオ）になっているが、2004年以降の新作はステレオ放送で行われている。
タイトルは『リターンズ』と同様、必ずしも水曜日放送とは限らないが、番組名の広まりに鑑みて『水曜どうでしょう』の名称を用いた。また、当初では水曜日以外の放送だったネット局でも、放送する曜日を水曜日に変更した局も複数ある。代表的な例として、東京メトロポリタンテレビジョン（TOKYO MX）では、それまでの月曜日放送から水曜日へ移動された。
放送される企画は「サイコロ1（本放送時の再編集）」から「原付ベトナム1800キロ第8夜（本放送時の再編集）」、およびDVD発売特番を除いた「2004年以降の新作」まで。エンディングテーマソングは『リターンズ』後期と同じく、「1/6の夢旅人2002」。2004年以降の新作は、放送され次第ラインナップに順次追加されており、HTBでは「現時点での新作を再放送した時点で、再び『サイコロ1』から放送を始める」システムが採られている。
また、『リターンズ』と同様に30分枠で収まるように再構成が施されているが、『リターンズ』ではカットされた本放送時の前枠・後枠や、イベント開催やグッズ販売の告知、視聴者プレゼントなどのお知らせは、「当時の雰囲気を再現するため」テロップでの注意や但し書きを挿入した上で放映している。再編集で2週分に分割された回や、どうしても放送できない前枠・後枠には新たに撮影した映像がインサートされる。
撮影当時はあまり問題視されなかった一般人の映像も、肖像権や個人情報保護の観点から問題とされる場合もあり、ネット配信やソフト化の障害にもなり得るため、空港やバス車内・街中などで周囲に映る一般人の姿や、車での移動中に前方車窓に映っていた車のナンバープレートがぼかし処理されるなど、『リターンズ』までは施されていなかった画像処理が『Classic』から行われるようになった。また、挿入歌・音楽（BGM）も権利関係で差し替えているケースが存在したり、著作権の関係で映像・画像が一部ぼかし・モザイク処理されていたりする。
公序良俗に反している場面があるもの、企画が大泉や安田などの「拉致」から始まるものなど、『リターンズ』では放送された企画が『Classic』では放送されないケースがあり、一部の「総集編」も放送されていない。また、『Classic』で一度放送された企画でも後から放送される放送局やHTBの都合で放送されなくなったケースもあり、「クイズ!試験に出るどうでしょう」や「原付西日本制覇」に関しては、前の放送回にて製作局側によってさらに編集が加えられている。
2009年4月22日には、北海道地域で「ヨーロッパ20ヶ国完全制覇」の最終回を放送し、既存の作品はすべて『Classic』での放送が終了した。その次週の4月29日から再放送として「2周目」に突入し、「サイコロ1」から再び放送を開始した。また、2周目からは2011年の新作「原付日本列島制覇」、3周目の放送では2013年の新作「初めてのアフリカ」が『Classic』として新たに放送されるようになった（こちらは再放送扱いではない）。制作局のHTBでは2013年8月14日まで2周目を放送し、2013年8月21日から2018年3月14日まで3周目を放送し、2018年3月22日から2022年3月22日まで4周目を放送（「原付日本列島制覇」最終夜まで。「初めてのアフリカ」以降の放送はなし）。

### 水曜どうでしょうプレミア
2022年3月30日放送開始。
『どうでしょう』の「再々々放送版」で、オリジナルソースからほぼ全面に渡って修正されているのが特徴。字幕テロップ・キャプションの刷新に加え、未公開シーンを加えた再編集がなされており、『Classic』では省かれた一部企画（『桜前線捕獲大作戦』『十勝二十番勝負』）も放送ラインナップに再び加えられた。また、新作を含め『どうでしょう』初の字幕放送が採用されており、Netflixでの配信版は字幕の表示選択が可能となっている。オープニング映像は2011年の「原付日本列島制覇」以降と同じく16:9の画角のものが使われ、本編など4:3の映像においては画面左右にピラーボックスが挿入されている。既存シリーズ同様「サイコロ1」から順次放送され、第1回には鈴井とD陣による特別前・後枠も放送される。
放送に先駆け、「ヨーロッパ21ヵ国完全制覇」「ヨーロッパ・リベンジ」「ヨーロッパ20ヵ国完全制覇 完結編」については「hod（旧：HTB 北海道 on デマンド）」やNetflixにおいて独占先行配信が行われた。

### 『水曜どうでしょう』としての再放送
1997年7月8日から2週間、朝の時間帯に『水曜どうでしょう』が再放送された。この再放送は、レギュラー放送時の企画、そして番組史において『水曜どうでしょう』の原形そのものが再放送された唯一の例である。当時、朝の時間帯におけるドラマ再放送枠で放送する作品がなかったため、「とりあえず"どうでしょう"を流そう」ということだったらしい。この再放送は、1997年6月18日放送「宮崎シーガイア・第二夜」の後枠で告知された。この時、この放送のため新たに収録された前枠・後枠では、鈴井が頻繁に『のりゆきのトークDE北海道』（当時の裏番組）のタイトルを連呼していた。また、第2回の後枠では放送日が水曜日だったこともあり、その日の本編（「サイコロ韓国食い道楽の旅」第1夜）の告知も行われた。この時、放送された企画は「サイコロ1」、「粗大ゴミで家を作ろう」、「闘痔の旅」、「サイコロ2」、「サイコロ3（前編のみ）」の5つ。エンディングテーマは、藤村がほぼ同世代の「奥様」に向けた1980年代の洋楽を中心に選曲された。
その後、2014年1月2日から3日の2日間、『新春お年玉スペシャル "おせち"もいいけど どうでしょうで相棒をサンドイッチしてみた』内で『相棒』の再放送と併せて、2013年新作の再放送（第12夜まで）を実施。朝の放送ではないものの、1997年以来約17年ぶりに『水曜どうでしょう』が再放送された。2020年1月2日の午後にも『ぶちぬき水曜どうでしょう 今年のお正月はずっとどうでしょうします!』で、Classic版「ヨーロッパ・リベンジ」の一挙放送と共に、2019年新作が第2夜まで再放送されている。
また、北海道テレビと同じテレビ朝日系列局のメ〜テレ（中京広域圏）も、2011年8月1日から3週間、2011年新作の再放送を行っていた（初期のものではないが、1997年の再放送とは「朝の時間帯に放送」「Classicなどの冠が付いていない」といった共通点がある）。これは、同局が夏休み期間中は『ワイド!スクランブル』を11時台からネットするため、30分の放送枠が確保できたことにより放送されたもので、このような措置は異例中の異例である。

### インターネット配信
- インプレス運営の「インプレスTV」において、2002年以降の本放送分が『水曜どうでしょう』として配信されていたが、2008年9月30日にインプレスTVがサービスを終了し、同時に番組の配信も終えている。
- 北海道テレビの動画配信サイト「南平岸 ユメミル広場」にて2002年以降の放送分、並びに2004年以降の最新作が配信されていたが、2009年9月30日に有料配信を終了。現在は視聴不可。
- 動画配信サイト「viena」においても2002年分以降の放送分が配信されていたが、サービス縮小に伴い2009年11月27日をもって配信を終了することが発表された。
- 現在はHTB運営の「HTB 北海道 onデマンド」において、「サイコロ」シリーズを始めとする初期企画を中心としたレギュラー企画に加え、2004年以降の新作が有料配信されている[注 57]。また、最初期に放送されたビシバシステムによるコントも『水曜どうでしょう 外伝』として一部を有料配信している。

## 前枠・後枠
番組では、オープニング後に挿入される映像を前枠（まえわく）、本編終了後に挿入される映像を後枠（あとわく）と呼んでいる。レギュラー放送時は毎週木曜日に撮影していた。
当初はいろいろな場所で撮影する計画で、初回の放送は北海道札幌市の円山公園で収録。その後も、ロケ先の宿泊地や局内の空いているスタジオ、大道具室などで収録していたが、「東京ウォーカー」第3夜以降は、HTB社屋の隣にある、札幌市豊平区の平岸高台公園での撮影が常態化され、「北極圏突入 〜アラスカ半島620マイル〜」第3夜以降は、現在の"定点観測"に近い撮影方法となった。また、数本を撮り溜めするため、企画の放送時期が春でも、前枠・後枠の収録時期が冬の場合、雪景色の映像が流れる。
基本的に出演するのは鈴井・大泉のみであるが、安田などのTEAM NACSのメンバーや「アーティストインタビュー」に出演した堂島孝平、猿岩石が出演したこともある。
初期は、モノクロに一部カラーの画面に「How do you like wednesday?」の文字を載せ、鈴井・大泉が前述のようにいろいろな場所で企画の感想などを語っていた。そして、番組開始1年を過ぎたころに放送された「ヨーロッパ21ヶ国完全制覇」あたりから画面がフルカラーとなり、鈴井が企画内容及び前回までのあらすじを説明、大泉はあまりしゃべらず、意味のない（ときには企画とも一切関係ない）扮装を行うようになる。番組が23時台の放送になるころには、鈴井・大泉のどちらか、または二人が扮装するスタイルが確立し、どうでしょうの人気コーナーとなる。
番組開始以降、スケジュールの都合により、鈴井・大泉のどちらか1人で前枠・後枠を行う回があったものの、その後も「説明の鈴井・扮装の大泉」というスタイルがしばらく続いた。しかし、「日本全国絵ハガキの旅」の前枠において、旅人の中年男性にセクハラをされる女将姿に女装した鈴井がノリノリで女装したり、雪面にダイブしたりした。その企画を境に「扮装の鈴井・説明の大泉」が基本的な前枠・後枠のスタイルとなっていった。
なお、撮影地が平岸高台公園の場合、撮影中に敷地内で遊んでいる子供や通行人も収録し、放映される。また、D陣・カメラマン・音声・スタイリスト小松などの影が見切れることが多々ある。大泉は「（撮影中に人の流れを）止めたりしないのか?」と苦情を述べたほか、扮装した際に近くにいた子供をふざけて追い回して、泣かせてしまったことがある。
収録には本職のカメラマン・音声スタッフらが参加しており、嬉野は雑用全般を担当、藤村は収録中の映像をモニター越しで確認している。
番組中期までは『リターンズ』の項で述べたように、後枠の後にエンディングとしてアーティストのプロモーションビデオが流されていたが、末期には後枠の中で提供クレジットとエンドマークを出すようになった。この構成はレギュラー放送終了後の企画でも踏襲されている。
『Classic』では、オリジナル版の前枠・後枠を可能な限り使用しているが、どうしても使用できない場合や企画が編集によって1週分増えた場合に限り、鈴井・大泉が出演する『Classic』版の前枠・後枠が追加される。最初期の企画に関しては、2004年放送の「ジャングル・リベンジ」（前枠・後枠）と同じ衣装であるほか、その他企画ではHTBのスタジオ内で収録が行われた。

### キャラクター
前枠・後枠に登場するキャラクターの扮装は、主にスタイリストの小松が持ってきたり、作ったり、パチンコで取ったりしたものである。また、本編や総集編、さらに一部企画内でもキャラクターが登場する。ここで登場するキャラクターは、グッズとして商品化されることもある。
主に鈴井
- 「ミスター」シリーズ（30時間テレビ等）
  - Mr.マリック（初披露は｢2周年記念!秘蔵VTR一挙公開!」）
  - 長嶋茂雄（初披露は上記と同じ｡ベトナム最終夜｡ミスター長嶋）
  - ミスタースポック（これも初披露は上記と同じ｡）
  - Mr.ビーン（「未公開VTR&NG集一挙放出!!」にて登場｡ただし、大きな豆の着ぐるみで登場）
  - ミスタードーナツ（「過去のマル秘映像一挙公開!」にて登場。頭に巨大なドーナツをつけて登場）
- カブシリーズ（原付西日本制覇等）
  - カブト虫（原付西日本制覇第2夜前枠で登場。）
  - カブとりじいさん（原付西日本制覇第4夜前枠で登場。元ネタは日本昔話「瘤取り爺さん」）
  - カブちゃん（原付西日本制覇第3夜後枠&原付ベトナム縦断第2夜後枠で登場。元ネタはサブちゃん（北島三郎）。ベトナムの第2夜後枠では事故を起こす。「カブちゃん事故!」）
  - カブや姫（原付西日本制覇第4夜後枠で登場。元ネタは日本昔話『かぐや姫』）
  - カブ（原付西日本制覇第3夜前枠。魔法使いサリーに出てくるサリーちゃんの弟。スタイリスト小松の発案）
  - テントウムシ（転倒虫。原付西日本制覇第2夜後枠で登場。）
- 「星人」シリーズ（ジャングル・リベンジ等）
  - タコ星人（屋久島グラウンドチャンピオン大会第2夜後枠&ジャングル・リベンジ第1夜前枠・後枠で登場）
  - ピロピロ星人（ジャングル・リベンジ第3夜前枠・後枠で登場）
  - つる星人（「未公開VTR&NG集」で登場。）
  - はてな星人（屋久島グラウンドチャンピオン大会第1夜前枠で登場。）
  - かぶとむし星人（屋久島グラウンドチャンピオン大会第1夜後枠で登場。キャラクター名は特に決まってない。）
  - にわとり星人（屋久島グラウンドチャンピオン大会第2夜で登場。）
- 鬼太郎シリーズ（四国八十八ヶ所II）
  - 鬼太郎（第1夜〜最終夜）
  - 目玉おやじ（第1夜と最終夜）
  - 子泣きじじい（第2夜で登場。見た目だけ。声真似できず、発した声も目玉のおやじのモノマネと同じだった）
  - ねずみ男（第3夜で登場。後に映画で大泉が演じた）
- ダイビング女将（日本全国絵ハガキの旅、第2夜で登場。）
- くそ坊主（四国八十八ヶ所、前枠・後枠傑作選などで登場。たっくんと混同されがちだが、鈴井曰く別キャラクターである。たっくんとの違いは、青い服（絵はがき2の「びっくり劇場」では黒いジャージ）を着ていることと眼鏡をかけていないことである）
- ムーミン（ヨーロッパ・リベンジ、30時間テレビで登場。）
- ムーン（onちゃんカレンダー、30時間テレビで登場。）

主に大泉
- 大泉王子（サイコロ4等で登場）
- 登山家（サイコロ4、アラスカ、30時間テレビで登場）
- 写真家（onちゃんカレンダー、コスタリカで登場）
- シェフ大泉（シェフ大泉シリーズで登場）
- 大泉校長（試験に出る石川・富山、試験に出る日本史。で登場。クイズ!試験に出るどうでしょうの時は「大泉先生」）
- 陶芸家・半角斎（シェフ大泉夏野菜スペシャルで登場。読みは「はんかくさい」。北海道方言で間抜け・ばかの意味）。『半角斎』と『胡散く斎（鈴井）』、『白菜（安田）』、『く斎（藤村）』、『心気く斎（陶芸の先生）』で「半角斎一門」）
- 大泉記者（ジャングル・リベンジなどで登場）
- 若旦那（春を満喫グルメと出湯 ぶら〜り京都の旅→原付西日本制覇の前フリで登場）
- 土井善晴・西部警察・はぐれ刑事純情派・黒柳徹子（30時間テレビで登場）
- マジシャン（サイコロ5の枠で登場）
- ガイドの洋さん（マレーシアジャングル探検で登場）
- 福助（2周年記念!秘蔵VTR一挙公開!で登場）
- ヅラ感が強いオーストラリアの番組の司会者（2周年記念!秘蔵VTR一挙公開!で登場。元ネタはオーストラリア大陸縦断3,700キロの際見た､現地の番組の司会者）
- ドラマ「マグロ」の坂崎竜男（ヨーロッパ20ヵ国完全制覇 完結編で登場）
- ムンクさん（ヨーロッパ・リベンジ、「どうでしょうビデオ」第1弾の宣伝で登場）※ムンクの「叫び」をモチーフとした風船人形。大泉が人形の操作と声優を担当。
- 西川きよし（四国八十八ヶ所III・日本全国絵ハガキの旅2。西川きよしびっくり劇場で登場）
- 板東英二（日本全国絵ハガキの旅2。板東英二びっくり劇場で登場）
- なまはげ（原付東日本縦断オープニングで登場）

主に安田
- ストッキング刑事・ブリーフ刑事・モロ出し刑事（『リターンズ』版「カントリーサインの旅2」の枠で安田が扮した。モロ出し刑事は企画が終わってしまったので未放送。3兄弟という設定）
- ザ・デストロイヤー（ヨーロッパ・リベンジなどで登場。「待ちなさーい!」と叫び、大泉と殴り合いをする）
- onちゃん（十勝二十番勝負、釣りバカなど多数。簡易onちゃんでの登場が多い）
- ダイビングお遍路（東北生き地獄ツアー2泊3日で登場。鈴井の代わりに上半身裸でダイビングし、顔に傷を負った）
- 受験生（試験にでるどうでしょう 石川・富山&日本史で登場）
- 石川五右衛門風（対決列島での企画発表で登場）

複数人・その他人物
- ペンギン（鈴井）とオオカミ（大泉）（サイコロ1、ビデオ第1弾「サイコロ1完全版」 『Classic』版はキャラクター登場なし）
- 青空シンク・タンク（オーストラリア縦断・サイコロ韓国で登場。コンビ漫才を披露した。名前にもなっている「シンクタンク」は、企画の際に利用した旅行代理店の名前）
- 青タイツ（鈴井）・茶タイツ（大泉）（DVD第2弾「サイコロ1/粗大ごみ/闘痔の旅」、2005年新作「激闘!西表島」第1夜前編。ペンギンとオオカミのタイツのままでシンク・タンクのキャラに扮したことによる）
- 青タイツ（鈴井）・茶タイツ（大泉）・黄タイツ（安田）（トリオ・ザ・タイツ）（激闘!西表島 第1夜後編以降。茶タイツさんが師匠で、青タイツさんが一番弟子、黄タイツが新しく入った二番弟子）
  - 3人が履いている靴は、スタイリストの小松がどうでしょう本の企画で韓国にて購入した革靴。
- ダジャレ好きの奥さん（鈴井）と八百屋（大泉）
- アメリカの有名人 私は誰でSHOW エマニエル坊や、サンコンさん、Mr.ビーン、ジョイナー、ミッキー（マウス）（鈴井）・ケント・デリカット（大泉）[注 68]（アメリカ横断）
- バンジョー兄弟 バンジョー玉三郎（鈴井、兄）・バンジョー英二（大泉、弟）・ヌオウ（森崎、友情出演、『いばらのもり』キャラクター）（ユーコン160km）※ユーコン第4夜では、ポンチョ兄弟になった（雨天バージョン）。
- W秀樹（DVD第3弾「サイコロ2」）
- 機長（大泉）と鈴ぴょん（鈴井、スチュワーデス）
- 昔話シリーズ - 三匹の子豚 、アリとキリギリス 、白雪姫、鶴の恩返し、ウサギとカメ 、金太郎 、裸の王様（大泉・鈴井、ヨーロッパ・リベンジ）
- CUEレンジャー（鈴井）・怪獣ウラバングミ・お兄さん（大泉）（サイコロ6、30時間テレビ。CUEレンジャーの名前の由来は鈴井と大泉が所属しているCREATIVE OFFICE CUEから）
- 伊達政宗（大泉）・松（鈴井）、牛（大泉・鈴井）、赤鬼（鈴井）・青鬼（大泉）、花瓶（大泉）（東北生き地獄）
- 演歌プロレス（大泉・安田、原付東日本。本放送時に流れていた曲は島谷ひとみのデビュー曲「大阪の女」）
- けんちゃん（安田）・たっくん（鈴井）（試験にでる石川・富山、試験に出る日本史。けんちゃんが兄で、たっくんが弟）
- 体操ブラザーズ（鈴井&TEAM NACS（大泉以外）、対決列島）
- ケンタカユッキー☆フライド事件（鈴井と安田のデュオで「ユーコン160km」最終夜に宣伝目的で登場）
- 5年1組（鈴井・大泉・安田・音尾、屋久島魚取り対決）
- noちゃん（音尾、釣りバカシリーズ）
- 魔神（藤村、西日本制覇・列島対決）
- チーム40（鈴井・嬉野、原付ベトナム）
- ドラマ「ハケンの品格」大前春子（鈴井）、東海林武（大泉[注 69]）（ヨーロッパ20ヵ国完全制覇）
- ドラマ「龍馬伝」坂本龍馬、岩崎弥太郎（鈴井・大泉、原付日本列島制覇）
- ドラマ「ノーサイド・ゲーム」君嶋隼人（大泉[注 69]）、利一（鈴井）（北海道で家、建てます）

### 主な撮影地
- 平岸高台公園（東京ウォーカー 第3夜以降、札幌市）
- 円山動物園（サイコロ1、札幌市）
- 北星学園大学の学園祭（欧州完全制覇、札幌市）
- 北海道文化放送社屋横（宮崎シーガイア、札幌市）
- 真駒内屋外競技場（真駒内オープンスタジアム）（激闘!西表島・初めてのアフリカ、2005・2013どうでしょう祭会場、札幌市）
- 北海道テレビ社屋のスタジオの一角や物置・倉庫・駐車場（サイコロ3など、札幌市）
- JALプライベートリゾート オクマ（激闘!西表島、沖縄県国頭郡国頭村）
- 山﨑ワイナリー（初めてのアフリカ、北海道三笠市）
- さっぽろばんけいスキー場（北海道で家、建てます、2019どうでしょう祭会場、札幌市）
- どうでしょうハウス（北海道で家、建てます・21年目のヨーロッパ21ヵ国完全制覇、北海道赤平市）
- 寿しの松川、珍来（北海道で家、建てます、北海道赤平市）

## onちゃんの活躍
一部の前枠・後枠や「第1回水曜どうでしょうカルトクイズ世界大会」などの例外を除き、HTBのマスコットキャラクター・onちゃんが『どうでしょう』に出演する際のスーツアクターは安田顕が務める。安田が中に入ったonちゃんが登場する場合、「安田さん」と書かれた字幕の上に「×印」を付け、その続きに「onちゃん」という表記を用いている。また、登場時の前フリとして、画面に登場する前から「シューシュー」と空気穴から空気の出る音がしたり、字幕が黄色に変わったりするので、視聴者はこれから誰が出てくるのか分かる場合が多い。
onちゃんの着ぐるみは、後ろのファスナーから人間が入り、送風機で左後方の送風口から空気を送り込み、膨らます方式である。また、着ぐるみを膨らませた後は、内蔵されているバッテリーで送風機を作動させ続け、その「膨らみ」を維持する。この着ぐるみは、帽子の色や北海道テレビの社名ロゴが異なるものなど数体が存在するが、そのうち1体は「安田専用」ということになっている。実際にレギュラー放送時には、一般イベント用（帽子が緑色）と安田用（帽子が青色）の2体が存在した。しかし、「シェフ大泉 夏野菜スペシャル」（第3夜以降）の時は、「石狩浜での営業とバッティング」してしまい、安田が使用する分も持っていかれてしまったために、黄色い全身タイツに「簡易onちゃん」（後述）という姿で登場した。
なお、同局開局40周年記念イベントに合わせて、着ぐるみonちゃんに限りなく同じ仕様の「寝ぐるみonちゃん」を限定品として一般発売した。ただし、これはその名の通り「onちゃん型の寝袋」であり、空気で膨らませる機能や膨らみを維持させる機能はない。

### 番組初登場
onちゃんの初登場シーンは、ぬいぐるみの置物が「北海道212市町村カントリーサインの旅II」第3夜前枠（1998年初放送）、着ぐるみとしての初登場は前述の「どうでしょうカルトクイズ世界大会」だが、撮影当時イベントを中心に細々と活動していた「onちゃんメイツ」の一員としての出演のため、同番組の「onちゃん」の代名詞である安田は入っていなかった。
本格的な登場は、「十勝二十番勝負」である。本来、企画の趣旨は『GOLGO』（AIR-G）の生放送中の大泉をどうでしょう班が拉致し、そのまま番組ロケに出発という手筈だったが、大泉と番組に出演していた安田も行きがかり上、同時に連れ去られてしまい、扱いに困った挙句、「とりあえずonちゃんの着ぐるみに入ってろ」と言われ、この時に初めて安田が中に入ったのである。

### 番組内での扱い
『水曜どうでしょう』では、HTBのマスコットにも関わらず、大泉・藤村Dから時々「on」と呼び捨てにされ、安田がonちゃんに入るようになってからは、大泉から殴る蹴るの暴力行為を受けたり、更には鈴井から蹴られることもあった。onちゃんが大泉に反撃して殴りかかったこともあるものの、ほとんどの場面で大泉に返り討ちに遭っている（「十勝二十番勝負」など）。
局のマスコットでありながらかなり雑な扱いを受けており、ミミズを見つけた鈴井からは「食べる?」と訊かれ、大泉からは「バカみたいに膨らんでないでたまにはなにか動きつけろよ、バカ!」と罵倒を受け、挙げ句の果てには「誰よりもやる気ないのはこいつ」、「じゃあ何でそんなに黄色いんだよ」と言いがかりをつけられている。
しかし、そのぞんざいな扱いと愛嬌ある顔立ちのギャップ、そして安田の荒れっぷり（後述）から、水曜どうでしょうの枠を超え日本全国でも屈指の名物かつ人気キャラクターに成長する。元々onちゃん自身はHTB開局30周年のために1年間限定で使われる予定だったが、人気の高まりと共にその期限も無くなり、同社のマスコットキャラクターになるまで昇進した。

### 簡易onちゃん
『どうでしょう』では企画の都合上、もしくは局のイベント等で着ぐるみが貸し出し済みのため使用できないときには「簡易型onちゃんマスク」（通称・簡易onちゃん）を安田が着用する。簡易onちゃんは『どうでしょう』のスタイリスト・小松江里子の母が作成した「onちゃんの姿をした黄色い頭巾」であり、安田の顔が露出している。場合によっては、黄色の全身タイツを着用することがある。
簡易onちゃんの初登場は、「シェフ大泉 車内でクリスマス・パーティー」（1998年）である。それ以前は、安田がそのままの姿で企画に参加するものの、編集で顔に直接モザイク処理された上、onちゃんの画像が被せられるというもので、番組上で安田の顔が出ることはなかった。ただしDVD版においては、モザイク処理されていない安田の顔が一瞬だけ見切れる場面がある。「プレミア」では編集されておらず、安田の顔がそのまま登場する。
簡易onちゃんになった時の安田は、飲酒（特に日本酒）・喫煙を藤村に咎められ逆ギレする、「いや実際問題ね、この社長んとこじゃ食えないですよ」と所属事務所社長（当時）である鈴井本人の前で愚痴や不満を吐くなど、時にテレビ局のマスコットとは思えないような言動を見せ、この荒れっぷりが後に人気を得ることになった。
後に、「簡易onちゃん」は2007年1月に市販化された。「HTBオンラインショップ」では初回が即日完売、3日後に販売が再開されたが、それもすぐに売り切れ、同年の4月まで生産が追いつかない状態となった。サイズは「大」か「小」のいずれかで、パッケージに入っている新品時には、顔の見える部分の台紙に安田の顔が印刷されている。
2008年11月にも再発売（サイズは「大」のみで）されたが、わずか2日で完売となった。その後、2012年、2016年にも再発売されている。

### 車への搭乗時
登場初期は、着ぐるみを膨らませるのに時間がかかってしまうため、着ぐるみを膨らませたまま車に乗り込んでいた。その際、onちゃん慣れした安田による最大の見せ場として「膨らんだまま車に乗車するシーン」があり、基本的には、背中から無理矢理体を押し込むか、体を少し萎ませて前から乗車する。この乗車方法を、後に登場するnoちゃんに手本として見せ付ける場面がある。
しかし、常に膨らませているとバッテリーが切れてしまうので、VTRが回っていない時などは、バッテリー切れ防止のために送風ファンのスイッチを停止するようになった。
しかしながら、上述の着ぐるみを膨らませない（空気を循環させない）状態は、着ぐるみ内部を蒸し風呂のようにしてしまうため、安田は一度脱水症状になったことがある。

### noちゃんの登場
安田・大泉と同じTEAM NACSのメンバーである音尾琢真が、ブラックnoちゃんとして、onちゃんのライバルで、同じくHTBマスコットキャラクターの「noちゃん」の着ぐるみまたは「簡易noちゃん」（簡易onちゃんと同様、企画の都合上着ぐるみが着用できないとき）を着用して、登場する。
「簡易noちゃん」は、防寒用のフルフェイスマスクをベースに、目の位置にある「n」「o」と口の部分に穴が開けられ、マスクの後ろには尻尾が付いている。ただし、見た目は目出し帽となっており、「簡易noちゃん」を被っている限り、音尾の顔が出ることはない。
「チームナックス 音尾さん noちゃん」として登場したのは、2001年「釣りバカ対決! わかさぎ釣りII」と、2002年「釣りバカグランドチャンピオン大会 屋久島24時間耐久魚取り対決」の2回である。

## 番組テーマソング・BGM

### 水曜どうでしょうタイトル
番組冒頭のオープニングで流れるテーマ曲は、番組オリジナルの「水曜どうでしょうタイトル」または「How do you like wednesday?」というタイトルである。作曲者はピアノ調律師を本業とする川岸秀樹。リズムはドドンパ。なお、『5周年記念特別企画 札幌〜博多 3夜連続深夜バスだけの旅』の「水曜どうでしょう5周年記念セレモニー」では、「チャ〜ン…」とメロディラインを口ずさんでテーマ曲を斉唱した。
オープニングのアニメーションは、背景は黒のバックで、横書き・白字の「How do you like wednesday?」が左から1文字ずつ現れる所からスタートし、縦書き・赤字の「水曜どうでしょう」ロゴが左下からフレームイン→「How do…」の文字の文字が消える→「水曜どうでしょう」ロゴの文字の縁が黄色、中は砂嵐に変わり、福助人形が現れる→福助人形がお辞儀し、左目をウィンクする、という内容である。その後、その日の放送内容のダイジェスト映像（本編では未使用の映像が使われることもある）に切り替わり、提供したスポンサーが（ある場合は）表示される（HTBではJR北海道の一社提供となっていた時期もあった。現在、HTBの新作放送時は複数スポンサーとなっており、提供アナウンスは藤村Dが担当）。
HTBのモバイルサイトでは、かつてこの曲の着メロを無料ダウンロードできたが、現在は終了している。

### 1/6の夢旅人
「1/6の夢旅人」は、樋口了一が作詞・作曲を歌唱手掛けており、番組内外のさまざまな場面で使用されている。
1/6の夢旅人
- 水曜どうでしょう イメージソング（挿入歌）
- どうでしょうリターンズ エンディングテーマ（2002年9月（北海道テレビ放送分）まで）

1/6の夢旅人2002
- 水曜どうでしょう「原付ベトナム縦断1800キロ」エンディングテーマ
- 「一生どうでしょうします」テーマソング
- 「水曜どうでしょうDVD全集」テーマソング
- どうでしょうリターンズ エンディングテーマ（2002年10月（北海道テレビ放送分）から）
- 水曜どうでしょう最新作 エンディングテーマ
- 水曜どうでしょうClassic エンディングテーマ
- 水曜どうでしょうプレミア エンディングテーマ

1/6の夢旅人2002 〜sicorne ver.featuring 大泉 洋〜
- 水曜どうでしょう祭 公式イメージソング
- 水曜どうでしょうClassic CM使用曲

### ガメラ
番組内で流れる、緊迫したメロディやスリルを与えるBGM・効果音には、映画『ガメラ』の楽曲が多く使用されている。
番組内で使用されている代表的なBGMは、以下の通り。
- 『ガメラ 大怪獣空中決戦』（1995年）

「ギャオス逃げ去る」（予告編、前週のあらすじ等）
- 『ガメラ2 レギオン襲来』[注 87]（1996年）

「ガメラ出現」（日時・場所の字幕スーパー）
「草体出現」（「リターンズ」前枠）
「戦車部隊移動I」（「四国R-14」）
著作権や音楽使用料の関係で、2010年以降に製作・発売された新作やDVD、インターネット放送においては、BGMの差し替えや自社製作（打ち込みによる演奏）などの対応がされている。

### 水曜どうでしょう予告編
DVDの第10弾以降の予告編BGMは、『どうでしょう』ファンの音楽プロデューサー・本間昭光作曲によるオリジナル音源を使用している。
BGM変更に至った経緯として、藤村が本間に対し、「ガメラ」の音楽を『どうでしょう』のオリジナル風にアレンジするように作曲の依頼を出していた。
しかし、本間からの返答は「だったら、全く新しい曲でやらせてほしい」といった内容で、藤村・嬉野のD陣は「『ガメラ』の音源は『どうでしょう』にとって欠かせない」との認識を持っていた。当初は、ファンからのバッシングを危惧し、BGMの変更に躊躇したが、番組のファンである本間の強い要望から新たな音源が制作された。
この音源の完成当初は無題だったが、ドラマ『歓喜の歌』のサウンドトラックCDに収録されるにあたって、藤村が「水曜どうでしょう予告編」と命名した。イメージは「宇宙戦争」。
予告編BGMの変更に伴い、第10弾以降のDVD及び「原付日本列島制覇 東京-紀伊半島-高知」以降の予告編では、本間作曲による音源が使用されている。

### 『どうでしょう』内のonちゃん登場BGM
- テレビアニメ『はれときどきぶた』サウンドトラック2より「ロック de 浦島」 
  - 主に前半（「シェフ大泉 夏野菜スペシャル」）の頃に使われた。最初と最後の部分をつないで短くしたバージョン。
  - 『Classic』とDVDからは、著作権の関係上オリジナル曲が使われるようになった[注 89]。

### その他
- サイコロの旅等

松本晃彦「G-Groove」（ルート説明等のBGM）
- シェフ大泉シリーズ等

「菊下楼」（シェフ大泉の登場曲）
- 原付シリーズ

ローズマリー・バトラー「汚れた英雄（英題：Riding High）」
- ヨーロッパ・リベンジ

マイケル・ナイマン「Prospero's Magic」（連続テレビ小説「フィヨルドの恋人」テーマ曲）
- 四国R-14 / ユーコン川160キロ〜地獄の6日間〜

In the Soup「川」（エンディングテーマ）
- 対決列島 〜甘いもの国盗り物語〜

小林旭「自動車ショー歌」（西日本編テーマソング・エンディングテーマ）

## 『水曜どうでしょう』シリーズネット局
『水曜どうでしょう』シリーズは現在、北海道を初めテレビ朝日系列局を中心にして多くの地域で放送しており、全国制覇も成している。詳しい放送時間や放送開始時期については公式サイト内の「ひと目でわかる!水曜どうでしょうシリーズを放送している全国テレビ局一覧」に記載されている。
2010年7月以降、アナログ放送においてすべての番組が16:9レターボックス化された。このため、高精細度（HD）映像でないものについては4:3の額縁放送になる（制作局のHTBでは額縁部分が番組特製のフレームになっている）。2011年の新作からは16:9フルハイビジョンの放送となった。
『Classic』を2周放送した局については、サイコロの旅、ジャングルシリーズ、ヨーロッパ編などをダイジェスト版にした総集編を『Classic』として放送しているところもある。

### 放送局一覧
2023年10月現在の情報。備考など詳しい情報は次の表を参照。
2023年最新作放送予定
- ABA 青森朝日放送
- AAB 秋田朝日放送
- IAT 岩手朝日テレビ
- KHB 東日本放送
- YTS 山形テレビ
- KFB 福島放送
- UX 新潟テレビ21
- SATV 静岡朝日テレビ
- HAB 北陸朝日放送
- NBN（メ～テレ）名古屋テレビ放送
- ABCテレビ 朝日放送テレビ[aff 2]
- YAB 山口朝日放送
- KSB 瀬戸内海放送
- eat 愛媛朝日テレビ
- KBC 九州朝日放送
- ncc 長崎文化放送
- KAB 熊本朝日放送
- KKB 鹿児島放送
- QAB 琉球朝日放送
- GYT とちぎテレビ
- GTV 群馬テレビ
- MX TOKYO MX
- tvk テレビ神奈川
- UTY テレビ山梨
- KUTV テレビ高知
- CTC 千葉テレビ

水曜どうでしょうプレミア放送中
- HTB 北海道テレビ放送（制作局）
- YTS 山形テレビ
- GYT とちぎテレビ
- TVS テレビ埼玉
- MXTV 東京メトロポリタンテレビジョン
- CTC 千葉テレビ放送
- tvk テレビ神奈川（Classicと並行放送）
- SATV 静岡朝日テレビ
- NBN 名古屋テレビ放送
- eat 愛媛朝日テレビ
- KUTV テレビ高知
- ABC 朝日放送テレビ
- テレ朝チャンネル2

水曜どうでしょうClassic 4周目放送中
水曜どうでしょうClassic 3周目放送中
- HOME 広島ホームテレビ

水曜どうでしょうClassic 2周目放送中
- GTV 群馬テレビ

### 現在の放送局
2023年9月現在、以下の放送局で放送されている。
表中の記号について
「●」印=すべて放送済（現在は放送されていない）
「△」印=すべて放送済（並行放送）
「○」印=途中まで放送済（現在は放送されていない）
空欄=未放送、放送中
現在の放送状況
プレミア・Classicの欄の背景を以下の色で表示。
| 水曜どうでしょうプレミア 放送中 | 水曜どうでしょうClassic 放送中（2周目ないしそれ以上） | 放送予定 |
新作の放送状況については『Classic』での放送も含む。また、今後の情報・現在の状況などについての詳細は別記。
| 放送対象地域 | 系列           | 放送局                                                                                    | 実績                                  | 放送期間 | 備考                                                                                      |
| ------------ | -------------- | ----------------------------------------------------------------------------------------- | ------------------------------------- | --- | ----------------------------------------------------------------------------------------- |
| 北海道       | テレビ朝日系列 | 北海道テレビ（HTB）                                                                       | リターンズ                            | 1999年1月5日 - 2004年5月5日 | 制作局 （プレミア放送中）                                                                 |
| 北海道       | テレビ朝日系列 | 北海道テレビ（HTB）                                                                       | Classic                               | 2004年7月14日 - 2022年3月22日 木曜 0:15 - 0:45（水曜深夜） | 制作局 （プレミア放送中）                                                                 |
| 北海道       | テレビ朝日系列 | 北海道テレビ（HTB）                                                                       | プレミア                              | 2022年3月30日 - 木曜 0:15 - 0:45（水曜深夜） | 制作局 （プレミア放送中）                                                                 |
| 北海道       | テレビ朝日系列 | 北海道テレビ（HTB）                                                                       | 2004 ジャングル・リベンジ             | 2004年5月26日 - 7月7日 （水曜 23:15 - 23:45） | 制作局 （プレミア放送中）                                                                 |
| 北海道       | テレビ朝日系列 | 北海道テレビ（HTB）                                                                       | 2005 激闘!西表島                      | 2005年10月19日 - 12月7日 （水曜 23:15 - 23:45） | 制作局 （プレミア放送中）                                                                 |
| 北海道       | テレビ朝日系列 | 北海道テレビ（HTB）                                                                       | 2007 ヨーロッパ20ヵ国完全制覇         | 2007年1月17日 - 3月14日 （水曜 23:15 - 23:45） | 制作局 （プレミア放送中）                                                                 |
| 北海道       | テレビ朝日系列 | 北海道テレビ（HTB）                                                                       | 2011 原付日本列島制覇                 | 2011年3月2日 - 5月18日 （水曜 23:15 - 23:45） | 制作局 （プレミア放送中）                                                                 |
| 北海道       | テレビ朝日系列 | 北海道テレビ（HTB）                                                                       | 2013 初めてのアフリカ                 | 2013年10月2日 - 2014年1月8日 （水曜 23:15 - 23:45） | 制作局 （プレミア放送中）                                                                 |
| 北海道       | テレビ朝日系列 | 北海道テレビ（HTB）                                                                       | 2019 北海道で家、建てます             | 2019年12月26日 - 2020年3月11日 （水曜 23:15 - 23:45 ） | 制作局 （プレミア放送中）                                                                 |
| 北海道       | テレビ朝日系列 | 北海道テレビ（HTB）                                                                       | 2020 21年目のヨーロッパ21ヵ国完全制覇 | 2020年10月28日 - 12月9日 （水曜 23:15 - 23:45） | 制作局 （プレミア放送中）                                                                 |
| 北海道       | テレビ朝日系列 | 北海道テレビ（HTB）                                                                       | 2023 懐かしの西表島                   | 2023年8月30日 - 10月4日 （水曜 23:15 - 23:45） | 制作局 （プレミア放送中）                                                                 |
| 青森         | テレビ朝日系列 | 青森朝日放送（ABA）                                                                       | リターンズ                            | 2001年5月5日 - 2005年8月17日 一部を除き放送済 |                                                                                           |
| 青森         | テレビ朝日系列 | 青森朝日放送（ABA）                                                                       | Classic                               | 2005年8月24日 - 2009年11月19日（40週6日遅れ） 一部を除き放送済 （木曜 0:50 - 1:20（水曜深夜）） |                                                                                           |
| 青森         | テレビ朝日系列 | 青森朝日放送（ABA）                                                                       | 2004 ジャングル・リベンジ             | 2004年9月2日 - 10月13日 （木曜 0:46 - 1:16（水曜深夜）） |                                                                                           |
| 青森         | テレビ朝日系列 | 青森朝日放送（ABA）                                                                       | 2005 激闘!西表島                      | 2008年2月13日 - 3月31日 |                                                                                           |
| 青森         | テレビ朝日系列 | 青森朝日放送（ABA）                                                                       | 2007 ヨーロッパ20ヵ国完全制覇         | 2007年5月9日 - 7月4日 （水曜 0:45 - 1:15（火曜深夜）） |                                                                                           |
| 青森         | テレビ朝日系列 | 青森朝日放送（ABA）                                                                       | 2011 原付日本列島制覇                 | 2011年4月7日 - 6月23日 |                                                                                           |
| 青森         | テレビ朝日系列 | 青森朝日放送（ABA）                                                                       | 2013 初めてのアフリカ                 | 2013年10月10日 - 2014年1月9日 （木曜 0:45 - 1:15（水曜深夜）） |                                                                                           |
| 青森         | テレビ朝日系列 | 青森朝日放送（ABA）                                                                       | 2019 北海道で家、建てます             | 2020年5月4日 - 5月27日 （不定期 0:45 - 1:15（深夜）ほか） |                                                                                           |
| 青森         | テレビ朝日系列 | 青森朝日放送（ABA）                                                                       | 2020 21年目のヨーロッパ21ヵ国完全制覇 | 2021年1月2日、3日、4日 （2日 0:25 - 1:55（1日深夜） 3日 1:10 - 2:10（2日深夜） 4日 0:50 - 1:50（3日深夜）） |                                                                                           |
| 青森         | テレビ朝日系列 | 青森朝日放送（ABA）                                                                       | 2023 懐かしの西表島                   | 2023年9月16日 - 10月21日 （土曜 0:20 - 0:50（金曜深夜）） |                                                                                           |
| 宮城         | テレビ朝日系列 | 東日本放送（KHB）                                                                         | リターンズ                            | 放送済 |                                                                                           |
| 宮城         | テレビ朝日系列 | 東日本放送（KHB）                                                                         | Classic                               | 2017年4月9日終了。 『Classic』全国放送開始ネット局（2週遅れ） |                                                                                           |
| 宮城         | テレビ朝日系列 | 東日本放送（KHB）                                                                         | 2004 ジャングル・リベンジ             | 放送済 |                                                                                           |
| 宮城         | テレビ朝日系列 | 東日本放送（KHB）                                                                         | 2005 激闘!西表島                      | 放送済 |                                                                                           |
| 宮城         | テレビ朝日系列 | 東日本放送（KHB）                                                                         | 2007 ヨーロッパ20ヵ国完全制覇         | 放送済 |                                                                                           |
| 宮城         | テレビ朝日系列 | 東日本放送（KHB）                                                                         | 2011 原付日本列島制覇                 | 放送済 |                                                                                           |
| 宮城         | テレビ朝日系列 | 東日本放送（KHB）                                                                         | 2013 初めてのアフリカ                 | 放送済 |                                                                                           |
| 宮城         | テレビ朝日系列 | 東日本放送（KHB）                                                                         | 2019 北海道で家、建てます             | 2020年1月22日 - 4月1日 （木曜 0:20 - 0:50（水曜深夜）） |                                                                                           |
| 宮城         | テレビ朝日系列 | 東日本放送（KHB）                                                                         | 2020 21年目のヨーロッパ21ヵ国完全制覇 | 2020年11月11日 - 12月24日 （木曜 0:20 - 0:50（水曜深夜）） |                                                                                           |
| 宮城         | テレビ朝日系列 | 東日本放送（KHB）                                                                         | 2023 懐かしの西表島                   | 2023年9月14日 - 10月19日 （木曜 0:20 - 0:50（水曜深夜）） |                                                                                           |
| 秋田         | テレビ朝日系列 | 秋田朝日放送（AAB）                                                                       | リターンズ                            | 放送済 『リターンズ』全国放送開始ネット局 | 参照                                                                                      |
| 秋田         | テレビ朝日系列 | 秋田朝日放送（AAB）                                                                       | Classic                               | 放送済 （木曜 0:50 - 1:20（水曜深夜）） | 参照                                                                                      |
| 秋田         | テレビ朝日系列 | 秋田朝日放送（AAB）                                                                       | プレミア                              | 2023年4月13日 - 9月14日 2023年11月9日 - （木曜 0:50 - 1:20（水曜深夜）） | 参照                                                                                      |
| 秋田         | テレビ朝日系列 | 秋田朝日放送（AAB）                                                                       | 2004 ジャングル・リベンジ             | 2004年8月7日 - 2004年9月18日 | 参照                                                                                      |
| 秋田         | テレビ朝日系列 | 秋田朝日放送（AAB）                                                                       | 2005 激闘!西表島                      | 2005年12月10日 - 2006年2月4日 | 参照                                                                                      |
| 秋田         | テレビ朝日系列 | 秋田朝日放送（AAB）                                                                       | 2007 ヨーロッパ20ヵ国完全制覇         | 2007年3月17日 - 2007年5月12日 | 参照                                                                                      |
| 秋田         | テレビ朝日系列 | 秋田朝日放送（AAB）                                                                       | 2011 原付日本列島制覇                 | 2011年3月19日 - 2011年7月30日 （木曜 0:20 - 0:50（水曜深夜）） | 参照                                                                                      |
| 秋田         | テレビ朝日系列 | 秋田朝日放送（AAB）                                                                       | 2013 初めてのアフリカ                 | 2013年10月10日 - 2014年1月9日 （木曜 1:15 - 1:45（水曜深夜）） | 参照                                                                                      |
| 秋田         | テレビ朝日系列 | 秋田朝日放送（AAB）                                                                       | 2019 北海道で家、建てます             | 2020年1月25日 - 5月30日 （第3 - 最終土曜 0:15 - 0:45（金曜深夜）） | 参照                                                                                      |
| 秋田         | テレビ朝日系列 | 秋田朝日放送（AAB）                                                                       | 2020 21年目のヨーロッパ21ヵ国完全制覇 | 2020年11月18日 - 12月30日 （水曜 0:50 - 1:20（火曜深夜）） | 参照                                                                                      |
| 秋田         | テレビ朝日系列 | 秋田朝日放送（AAB）                                                                       | 2023 懐かしの西表島                   | 2023年9月21日 - 11月2日 （木曜 0:50 - 1:20（水曜深夜）） | 参照                                                                                      |
| 山形         | テレビ朝日系列 | 山形テレビ（YTS）                                                                         | リターンズ                            | 一部を除き放送済 | プレミア放送中                                                                            |
| 山形         | テレビ朝日系列 | 山形テレビ（YTS）                                                                         | Classic                               | 放送済（68週遅れ） （木曜 1:15 - 1:45（水曜深夜）） | プレミア放送中                                                                            |
| 山形         | テレビ朝日系列 | 山形テレビ（YTS）                                                                         | プレミア                              | 木曜 1:15 - 1:45（水曜深夜） | プレミア放送中                                                                            |
| 山形         | テレビ朝日系列 | 山形テレビ（YTS）                                                                         | 2004 ジャングル・リベンジ             | 2004年7月6日 - 2004年8月17日 | プレミア放送中                                                                            |
| 山形         | テレビ朝日系列 | 山形テレビ（YTS）                                                                         | 2005 激闘!西表島                      | 2006年1月5日 - 2006年2月23日 | プレミア放送中                                                                            |
| 山形         | テレビ朝日系列 | 山形テレビ（YTS）                                                                         | 2007 ヨーロッパ20ヵ国完全制覇         | 2007年2月8日 - 2007年4月5日 | プレミア放送中                                                                            |
| 山形         | テレビ朝日系列 | 山形テレビ（YTS）                                                                         | 2011 原付日本列島制覇                 | 2011年4月7日 - 2011年6月23日 （木曜 1:15 - 1:45（水曜深夜）） | プレミア放送中                                                                            |
| 山形         | テレビ朝日系列 | 山形テレビ（YTS）                                                                         | 2013 初めてのアフリカ                 | 2013年11月28日 - 2014年2月27日 （木曜 1:15 - 1:45（水曜深夜）） | プレミア放送中                                                                            |
| 山形         | テレビ朝日系列 | 山形テレビ（YTS）                                                                         | 2019 北海道で家、建てます             | 2020年1月29日 - （木曜 1:15 - 2:45（水曜深夜）） | プレミア放送中                                                                            |
| 山形         | テレビ朝日系列 | 山形テレビ（YTS）                                                                         | 2020 21年目のヨーロッパ21ヵ国完全制覇 | 2020年11月11日 - 12月24日 （木曜 1:15 - 2:45（水曜深夜）） | プレミア放送中                                                                            |
| 福島         | テレビ朝日系列 | 福島放送（KFB）                                                                           | Classic                               | 現在未放送 | 75週遅れ                                                                                  |
| 福島         | テレビ朝日系列 | 福島放送（KFB）                                                                           | リターンズ                            | ● | 75週遅れ                                                                                  |
| 福島         | テレビ朝日系列 | 福島放送（KFB）                                                                           | 2004 ジャングル・リベンジ             | ● | 75週遅れ                                                                                  |
| 福島         | テレビ朝日系列 | 福島放送（KFB）                                                                           | 2005 激闘!西表島                      | ● | 75週遅れ                                                                                  |
| 福島         | テレビ朝日系列 | 福島放送（KFB）                                                                           | 2007 ヨーロッパ20ヵ国完全制覇         | ● | 75週遅れ                                                                                  |
| 福島         | テレビ朝日系列 | 福島放送（KFB）                                                                           | 2011 原付日本列島制覇                 | ● | 75週遅れ                                                                                  |
| 福島         | テレビ朝日系列 | 福島放送（KFB）                                                                           | 2013 初めてのアフリカ                 | ● | 75週遅れ                                                                                  |
| 福島         | テレビ朝日系列 | 福島放送（KFB）                                                                           | 2019 北海道で家、建てます             | 2020年3月25日 - 6月3日 （木曜 0:50 - 1:20（水曜深夜）） | 75週遅れ                                                                                  |
| 福島         | テレビ朝日系列 | 福島放送（KFB）                                                                           | 2020 21年目のヨーロッパ21ヵ国完全制覇 | 2020年11月11日 - （木曜 0:15 - 0:45（水曜深夜）） | 75週遅れ                                                                                  |
| 栃木         | 独立協         | とちぎテレビ（GYT）                                                                       | リターンズ                            | ● | プレミア放送中 参照                                                                       |
| 栃木         | 独立協         | とちぎテレビ（GYT）                                                                       | Classic                               | - 2022年12月19日（放送終了） | プレミア放送中 参照                                                                       |
| 栃木         | 独立協         | とちぎテレビ（GYT）                                                                       | プレミア                              | 2022年12月26日 - 月曜 22:00 - 22:30 | プレミア放送中 参照                                                                       |
| 栃木         | 独立協         | とちぎテレビ（GYT）                                                                       | 2004 ジャングル・リベンジ             | ● | プレミア放送中 参照                                                                       |
| 栃木         | 独立協         | とちぎテレビ（GYT）                                                                       | 2005 激闘!西表島                      | ● | プレミア放送中 参照                                                                       |
| 栃木         | 独立協         | とちぎテレビ（GYT）                                                                       | 2007 ヨーロッパ20ヵ国完全制覇         | ● | プレミア放送中 参照                                                                       |
| 栃木         | 独立協         | とちぎテレビ（GYT）                                                                       | 2011 原付日本列島制覇                 | ● | プレミア放送中 参照                                                                       |
| 栃木         | 独立協         | とちぎテレビ（GYT）                                                                       | 2013 初めてのアフリカ                 | ● | プレミア放送中 参照                                                                       |
| 栃木         | 独立協         | とちぎテレビ（GYT）                                                                       | 2019 北海道で家、建てます             | 2020年1月20日 - 3月30日 （月曜 21:55 - 22:25） | プレミア放送中 参照                                                                       |
| 栃木         | 独立協         | とちぎテレビ（GYT）                                                                       | 2020 21年目のヨーロッパ21ヵ国完全制覇 | 2020年11月16日 - （月曜 22:00 - 22:30） | プレミア放送中 参照                                                                       |
| 栃木         | 独立協         | とちぎテレビ（GYT）                                                                       | 2023 懐かしの西表島                   | 2023年9月25日 - （月曜 22:00 - 22:30） | プレミア放送中 参照                                                                       |
| 群馬         | 独立協         | 群馬テレビ（GTV）                                                                         | リターンズ                            | ● | 2周目放送中                                                                               |
| 群馬         | 独立協         | 群馬テレビ（GTV）                                                                         | Classic                               | 現在未放送 | 2周目放送中                                                                               |
| 群馬         | 独立協         | 群馬テレビ（GTV）                                                                         | 2004 ジャングル・リベンジ             | ● | 2周目放送中                                                                               |
| 群馬         | 独立協         | 群馬テレビ（GTV）                                                                         | 2005 激闘!西表島                      | ● | 2周目放送中                                                                               |
| 群馬         | 独立協         | 群馬テレビ（GTV）                                                                         | 2007 ヨーロッパ20ヵ国完全制覇         | ● | 2周目放送中                                                                               |
| 群馬         | 独立協         | 群馬テレビ（GTV）                                                                         | 2011 原付日本列島制覇                 | ● | 2周目放送中                                                                               |
| 群馬         | 独立協         | 群馬テレビ（GTV）                                                                         | 2013 初めてのアフリカ                 | ● | 2周目放送中                                                                               |
| 群馬         | 独立協         | 群馬テレビ（GTV）                                                                         | 2019 北海道で家、建てます             | 2020年4月5日 - 6月14日 （日曜 23:30 - 0:00） | 2周目放送中                                                                               |
| 群馬         | 独立協         | 群馬テレビ（GTV）                                                                         | 2020 21年目のヨーロッパ21ヵ国完全制覇 | 2021年2月3日 - （水曜 19:00 - 19:30） | 2周目放送中                                                                               |
| 埼玉         | 独立協         | テレビ埼玉（TVS）                                                                         | リターンズ                            | ● | プレミア放送中 参照                                                                       |
| 埼玉         | 独立協         | テレビ埼玉（TVS）                                                                         | Classic                               | - 2022年12月14日（放送終了） | プレミア放送中 参照                                                                       |
| 埼玉         | 独立協         | テレビ埼玉（TVS）                                                                         | プレミア                              | 2022年12月21日 - 水曜 22:00 - 22:30 | プレミア放送中 参照                                                                       |
| 埼玉         | 独立協         | テレビ埼玉（TVS）                                                                         | 2004 ジャングル・リベンジ             | ● | プレミア放送中 参照                                                                       |
| 埼玉         | 独立協         | テレビ埼玉（TVS）                                                                         | 2005 激闘!西表島                      | ● | プレミア放送中 参照                                                                       |
| 埼玉         | 独立協         | テレビ埼玉（TVS）                                                                         | 2007 ヨーロッパ20ヵ国完全制覇         | ● | プレミア放送中 参照                                                                       |
| 埼玉         | 独立協         | テレビ埼玉（TVS）                                                                         | 2011 原付日本列島制覇                 | ● | プレミア放送中 参照                                                                       |
| 埼玉         | 独立協         | テレビ埼玉（TVS）                                                                         | 2013 初めてのアフリカ                 | ● | プレミア放送中 参照                                                                       |
| 埼玉         | 独立協         | テレビ埼玉（TVS）                                                                         | 2019 北海道で家、建てます             | 2020年6月3日 - （水曜 22:00 - 22:30） | プレミア放送中 参照                                                                       |
| 埼玉         | 独立協         | テレビ埼玉（TVS）                                                                         | 2020 21年目のヨーロッパ21ヵ国完全制覇 | 2021年1月1日（2020年12月31日深夜） （0:00 - 3:30） | プレミア放送中 参照                                                                       |
| 千葉         | 独立協         | 千葉テレビ（CTC）                                                                         | リターンズ                            | ● | プレミア放送中 参照                                                                       |
| 千葉         | 独立協         | 千葉テレビ（CTC）                                                                         | Classic                               | - 2022年10月19日（放送終了） | プレミア放送中 参照                                                                       |
| 千葉         | 独立協         | 千葉テレビ（CTC）                                                                         | プレミア                              | 2022年10月26日 - 水曜 22:00 - 22:30 | プレミア放送中 参照                                                                       |
| 千葉         | 独立協         | 千葉テレビ（CTC）                                                                         | 2004 ジャングル・リベンジ             | ● | プレミア放送中 参照                                                                       |
| 千葉         | 独立協         | 千葉テレビ（CTC）                                                                         | 2005 激闘!西表島                      | ● | プレミア放送中 参照                                                                       |
| 千葉         | 独立協         | 千葉テレビ（CTC）                                                                         | 2007 ヨーロッパ20ヵ国完全制覇         | ● | プレミア放送中 参照                                                                       |
| 千葉         | 独立協         | 千葉テレビ（CTC）                                                                         | 2011 原付日本列島制覇                 | ● | プレミア放送中 参照                                                                       |
| 千葉         | 独立協         | 千葉テレビ（CTC）                                                                         | 2013 初めてのアフリカ                 | ● | プレミア放送中 参照                                                                       |
| 千葉         | 独立協         | 千葉テレビ（CTC）                                                                         | 2019 北海道で家、建てます             | 2020年10月21日 - （木曜 0:30 - 1:00（水曜深夜）） | プレミア放送中 参照                                                                       |
| 千葉         | 独立協         | 千葉テレビ（CTC）                                                                         | 2020 21年目のヨーロッパ21ヵ国完全制覇 | 2021年4月21日 - （水曜 22:00 - 22:30） | プレミア放送中 参照                                                                       |
| 東京         | 独立協         | TOKYO MX（MXTV）                                                                          | リターンズ                            | ● | プレミア放送中 参照                                                                       |
| 東京         | 独立協         | TOKYO MX（MXTV）                                                                          | Classic                               | - 2022年11月13日（放送終了） | プレミア放送中 参照                                                                       |
| 東京         | 独立協         | TOKYO MX（MXTV）                                                                          | プレミア                              | 2022年11月20日 - 日曜 14:30 - 15:00 | プレミア放送中 参照                                                                       |
| 東京         | 独立協         | TOKYO MX（MXTV）                                                                          | 2004 ジャングル・リベンジ             | ● | プレミア放送中 参照                                                                       |
| 東京         | 独立協         | TOKYO MX（MXTV）                                                                          | 2005 激闘!西表島                      | ● | プレミア放送中 参照                                                                       |
| 東京         | 独立協         | TOKYO MX（MXTV）                                                                          | 2007 ヨーロッパ20ヵ国完全制覇         | ● | プレミア放送中 参照                                                                       |
| 東京         | 独立協         | TOKYO MX（MXTV）                                                                          | 2011 原付日本列島制覇                 | ● | プレミア放送中 参照                                                                       |
| 東京         | 独立協         | TOKYO MX（MXTV）                                                                          | 2013 初めてのアフリカ                 | ● | プレミア放送中 参照                                                                       |
| 東京         | 独立協         | TOKYO MX（MXTV）                                                                          | 2019 北海道で家、建てます             | 2020年1月15日 - 3月25日 （水曜 20:27 - 20:57） | プレミア放送中 参照                                                                       |
| 東京         | 独立協         | TOKYO MX（MXTV）                                                                          | 2020 21年目のヨーロッパ21ヵ国完全制覇 | 2021年1月10日 - （日曜 14:30 - 15:00） | プレミア放送中 参照                                                                       |
| 神奈川       | 独立協         | テレビ神奈川（tvk）                                                                       | プレミア                              | 2022年10月26日 - 月曜 - 木曜 21:00 - 21:30 （ナイター野球中継時は休止） | プレミア/Classic並行放送中 参照                                                           |
| 神奈川       | 独立協         | テレビ神奈川（tvk）                                                                       | Classic                               | △ | プレミア/Classic並行放送中 参照                                                           |
| 神奈川       | 独立協         | テレビ神奈川（tvk）                                                                       | リターンズ                            | ● | プレミア/Classic並行放送中 参照                                                           |
| 神奈川       | 独立協         | テレビ神奈川（tvk）                                                                       | 2004 ジャングル・リベンジ             | ● | プレミア/Classic並行放送中 参照                                                           |
| 神奈川       | 独立協         | テレビ神奈川（tvk）                                                                       | 2005 激闘!西表島                      | ● | プレミア/Classic並行放送中 参照                                                           |
| 神奈川       | 独立協         | テレビ神奈川（tvk）                                                                       | 2007 ヨーロッパ20ヵ国完全制覇         | ● | プレミア/Classic並行放送中 参照                                                           |
| 神奈川       | 独立協         | テレビ神奈川（tvk）                                                                       | 2011 原付日本列島制覇                 | ● | プレミア/Classic並行放送中 参照                                                           |
| 神奈川       | 独立協         | テレビ神奈川（tvk）                                                                       | 2013 初めてのアフリカ                 | ● | プレミア/Classic並行放送中 参照                                                           |
| 神奈川       | 独立協         | テレビ神奈川（tvk）                                                                       | 2019 北海道で家、建てます             | 2020年4月1日 - 6月10日 （水曜 23:00 - 23:30） | プレミア/Classic並行放送中 参照                                                           |
| 神奈川       | 独立協         | テレビ神奈川（tvk）                                                                       | 2020 21年目のヨーロッパ21ヵ国完全制覇 | 2020年11月11日 - （水曜21:00 - 21:30） | プレミア/Classic並行放送中 参照                                                           |
| 山梨         | TBS系列        | テレビ山梨（UTY）                                                                         | リターンズ                            | 放送済 |                                                                                           |
| 山梨         | TBS系列        | テレビ山梨（UTY）                                                                         | Classic                               | 放送済（6週遅れ） （木曜 1:25 - 1:55（水曜深夜）） |                                                                                           |
| 山梨         | TBS系列        | テレビ山梨（UTY）                                                                         | 2004 ジャングル・リベンジ             | すべて放送済 |                                                                                           |
| 山梨         | TBS系列        | テレビ山梨（UTY）                                                                         | 2005 激闘!西表島                      | すべて放送済 |                                                                                           |
| 山梨         | TBS系列        | テレビ山梨（UTY）                                                                         | 2007 ヨーロッパ20ヵ国完全制覇         | 2007年2月15日 - 4月12日 |                                                                                           |
| 山梨         | TBS系列        | テレビ山梨（UTY）                                                                         | 2011 原付日本列島制覇                 | 2011年3月24日 - 6月9日 （木曜 1:25 - 1:55（水曜深夜）） |                                                                                           |
| 山梨         | TBS系列        | テレビ山梨（UTY）                                                                         | 2013 初めてのアフリカ                 | 2013年10月10日 - 2014年1月9日 （木曜 1:33 - 2:03（水曜深夜）） |                                                                                           |
| 山梨         | TBS系列        | テレビ山梨（UTY）                                                                         | 2019 北海道で家、建てます             | 2020年2月5日 - 4月15日 （木曜 0:20 - 1:50（水曜深夜）） |                                                                                           |
| 山梨         | TBS系列        | テレビ山梨（UTY）                                                                         | 2020 21年目のヨーロッパ21ヵ国完全制覇 | 2021年1月13日 - （木曜 1:00 - （水曜深夜）） |                                                                                           |
| 山梨         | TBS系列        | テレビ山梨（UTY）                                                                         | 2023 懐かしの西表島                   | 2023年9月21日 - 10月26日 （木曜 0:55 - 1:25（水曜深夜）） |                                                                                           |
| 新潟         | テレビ朝日系列 | 新潟テレビ21（UX）                                                                        | リターンズ                            | ● | 2周目までは95週6日遅れ 3周目から97週5日遅れ                                               |
| 新潟         | テレビ朝日系列 | 新潟テレビ21（UX）                                                                        | Classic                               | 現在未放送 | 2周目までは95週6日遅れ 3周目から97週5日遅れ                                               |
| 新潟         | テレビ朝日系列 | 新潟テレビ21（UX）                                                                        | 2004 ジャングル・リベンジ             | ● | 2周目までは95週6日遅れ 3周目から97週5日遅れ                                               |
| 新潟         | テレビ朝日系列 | 新潟テレビ21（UX）                                                                        | 2005 激闘!西表島                      | ● | 2周目までは95週6日遅れ 3周目から97週5日遅れ                                               |
| 新潟         | テレビ朝日系列 | 新潟テレビ21（UX）                                                                        | 2007 ヨーロッパ20ヵ国完全制覇         | ● | 2周目までは95週6日遅れ 3周目から97週5日遅れ                                               |
| 新潟         | テレビ朝日系列 | 新潟テレビ21（UX）                                                                        | 2011 原付日本列島制覇                 | ● | 2周目までは95週6日遅れ 3周目から97週5日遅れ                                               |
| 新潟         | テレビ朝日系列 | 新潟テレビ21（UX）                                                                        | 2013 初めてのアフリカ                 | ● | 2周目までは95週6日遅れ 3周目から97週5日遅れ                                               |
| 新潟         | テレビ朝日系列 | 新潟テレビ21（UX）                                                                        | 2019 北海道で家、建てます             | 2020年1月16日 - 3月25日 （木曜 0:50 - 1:20（水曜深夜）） | 2周目までは95週6日遅れ 3周目から97週5日遅れ                                               |
| 新潟         | テレビ朝日系列 | 新潟テレビ21（UX）                                                                        | 2020 21年目のヨーロッパ21ヵ国完全制覇 | 2020年11月11日 - （木曜 0:15 - 0:45（水曜深夜）） | 2周目までは95週6日遅れ 3周目から97週5日遅れ                                               |
| 長野         | テレビ朝日系列 | 長野朝日放送（abn）                                                                       | リターンズ                            | 放送済 |                                                                                           |
| 長野         | テレビ朝日系列 | 長野朝日放送（abn）                                                                       | Classic                               | 2010年8月放送終了（92週1日遅れ） （水曜 1:15 - 1:45（火曜深夜）） |                                                                                           |
| 長野         | テレビ朝日系列 | 長野朝日放送（abn）                                                                       | 2004 ジャングル・リベンジ             | 2004年8月15日 - 9月26日 |                                                                                           |
| 長野         | テレビ朝日系列 | 長野朝日放送（abn）                                                                       | 2005 激闘!西表島                      | 2006年5月24日 - 7月12日 |                                                                                           |
| 長野         | テレビ朝日系列 | 長野朝日放送（abn）                                                                       | 2007 ヨーロッパ20ヵ国完全制覇         | 2007年2月7日 - 4月4日 |                                                                                           |
| 長野         | テレビ朝日系列 | 長野朝日放送（abn）                                                                       | 2011 原付日本列島制覇                 | 2011年4月6日 - 6月22日 |                                                                                           |
| 長野         | テレビ朝日系列 | 長野朝日放送（abn）                                                                       | 2013 初めてのアフリカ                 | 2013年10月24日 - 2014年1月31日 （金曜 1:15 - 1:45（木曜深夜）） |                                                                                           |
| 長野         | テレビ朝日系列 | 長野朝日放送（abn）                                                                       | 2019 北海道で家、建てます             | 2020年4月1日 - 6月10日 （木曜 1:20 - 2:50（水曜深夜）） |                                                                                           |
| 長野         | テレビ朝日系列 | 長野朝日放送（abn）                                                                       | 2020 21年目のヨーロッパ21ヵ国完全制覇 | 2021年1月17日 - （日曜 23:55 - 翌0:55） |                                                                                           |
| 長野         | テレビ朝日系列 | 長野朝日放送（abn）                                                                       | 2023 懐かしの西表島                   | 2023年11月28日 - 12月21日 11月28日 - 30日、12月19日 - 21日 0:15 - 0:45（各前日深夜）） |                                                                                           |
| 石川         | テレビ朝日系列 | 北陸朝日放送（HAB）                                                                       | リターンズ                            | 放送実績なし |                                                                                           |
| 石川         | テレビ朝日系列 | 北陸朝日放送（HAB）                                                                       | Classic                               | 2005年1月13日（サイコロの旅1） - 2006年1月19日（ジャングル探検inマレーシア 第5夜） 2006年3月30日（サイコロの旅5 第1夜） - 2007年2月8日（シェフ大泉 夏野菜スペシャル 第4夜） 2007年4月19日（欧州リベンジ 第1夜） - 2009年6月18日（ヨーロッパ20ヵ国完全制覇〜完結編〜 第9夜） （8週遅れで放送終了） |                                                                                           |
| 石川         | テレビ朝日系列 | 北陸朝日放送（HAB）                                                                       | 2004 ジャングル・リベンジ             | 2004年11月7日 - 12月19日（23週4日遅れで放送） |                                                                                           |
| 石川         | テレビ朝日系列 | 北陸朝日放送（HAB）                                                                       | 2005 激闘!西表島                      | 2006年1月26日 - 3月23日（14週遅れで放送） |                                                                                           |
| 石川         | テレビ朝日系列 | 北陸朝日放送（HAB）                                                                       | 2007 ヨーロッパ20ヵ国完全制覇         | 2007年2月15日 - 4月12日（4週遅れで放送） |                                                                                           |
| 石川         | テレビ朝日系列 | 北陸朝日放送（HAB）                                                                       | 2011 原付日本列島制覇                 | 2011年3月24日 - 6月9日（3週遅れで放送） |                                                                                           |
| 石川         | テレビ朝日系列 | 北陸朝日放送（HAB）                                                                       | 2013 初めてのアフリカ                 | 2013年10月24日 - 2014年1月23日 （木曜 1:30 - 2:00（水曜深夜）） |                                                                                           |
| 石川         | テレビ朝日系列 | 北陸朝日放送（HAB）                                                                       | 2019 北海道で家、建てます             | 2020年3月18日 - 5月27日 （木曜 1:30 - 2:00（水曜深夜）） |                                                                                           |
| 石川         | テレビ朝日系列 | 北陸朝日放送（HAB）                                                                       | 2020 21年目のヨーロッパ21ヵ国完全制覇 | 2020年11月25日 - （木曜 1:55 - 2:25（水曜深夜）） |                                                                                           |
| 石川         | テレビ朝日系列 | 北陸朝日放送（HAB）                                                                       | 2023 懐かしの西表島                   | 2023年9月19日 - 10月24日 （火曜 0:53 - 1:23（月曜深夜）） |                                                                                           |
| 静岡         | テレビ朝日系列 | 静岡朝日テレビ（SATV）                                                                    | リターンズ                            | 放送済 | プレミア放送中                                                                            |
| 静岡         | テレビ朝日系列 | 静岡朝日テレビ（SATV）                                                                    | Classic                               | 2021年6月30日放送終了（6週遅れ） | プレミア放送中                                                                            |
| 静岡         | テレビ朝日系列 | 静岡朝日テレビ（SATV）                                                                    | プレミア                              | 木曜 1:45 - 2:15（水曜深夜） | プレミア放送中                                                                            |
| 静岡         | テレビ朝日系列 | 静岡朝日テレビ（SATV）                                                                    | 2004 ジャングル・リベンジ             | 放送済 | プレミア放送中                                                                            |
| 静岡         | テレビ朝日系列 | 静岡朝日テレビ（SATV）                                                                    | 2005 激闘!西表島                      | 放送済 | プレミア放送中                                                                            |
| 静岡         | テレビ朝日系列 | 静岡朝日テレビ（SATV）                                                                    | 2007 ヨーロッパ20ヵ国完全制覇         | 放送済 | プレミア放送中                                                                            |
| 静岡         | テレビ朝日系列 | 静岡朝日テレビ（SATV）                                                                    | 2011 原付日本列島制覇                 | 放送済 | プレミア放送中                                                                            |
| 静岡         | テレビ朝日系列 | 静岡朝日テレビ（SATV）                                                                    | 2013 初めてのアフリカ                 | 放送済 | プレミア放送中                                                                            |
| 静岡         | テレビ朝日系列 | 静岡朝日テレビ（SATV）                                                                    | 2019 北海道で家、建てます             | 2020年1月16日 - 3月25日 （木曜 0:20 - 0:50（水曜深夜）） | プレミア放送中                                                                            |
| 静岡         | テレビ朝日系列 | 静岡朝日テレビ（SATV）                                                                    | 2020 21年目のヨーロッパ21ヵ国完全制覇 | 2020年11月12日 - （木曜 0:50 - 1:24（水曜深夜）） | プレミア放送中                                                                            |
| 中京         | テレビ朝日系列 | 名古屋テレビ （NBN/メ〜テレ）                                                             | リターンズ                            | ● | 201週6日遅れ 参照                                                                         |
| 中京         | テレビ朝日系列 | 名古屋テレビ （NBN/メ〜テレ）                                                             | classic                               | ● | 201週6日遅れ 参照                                                                         |
| 中京         | テレビ朝日系列 | 名古屋テレビ （NBN/メ〜テレ）                                                             | プレミア                              | 木曜 1:29 - 2:00（水曜深夜） | 201週6日遅れ 参照                                                                         |
| 中京         | テレビ朝日系列 | 名古屋テレビ （NBN/メ〜テレ）                                                             | 2004 ジャングル・リベンジ             | ● | 201週6日遅れ 参照                                                                         |
| 中京         | テレビ朝日系列 | 名古屋テレビ （NBN/メ〜テレ）                                                             | 2005 激闘!西表島                      | ● | 201週6日遅れ 参照                                                                         |
| 中京         | テレビ朝日系列 | 名古屋テレビ （NBN/メ〜テレ）                                                             | 2007 ヨーロッパ20ヵ国完全制覇         | ● | 201週6日遅れ 参照                                                                         |
| 中京         | テレビ朝日系列 | 名古屋テレビ （NBN/メ〜テレ）                                                             | 2011 原付日本列島制覇                 | ● | 201週6日遅れ 参照                                                                         |
| 中京         | テレビ朝日系列 | 名古屋テレビ （NBN/メ〜テレ）                                                             | 2013 初めてのアフリカ                 | ● | 201週6日遅れ 参照                                                                         |
| 中京         | テレビ朝日系列 | 名古屋テレビ （NBN/メ〜テレ）                                                             | 2019 北海道で家、建てます             | 2020年1月16日 - 3月25日 （木曜 1:58 - 2:28（水曜深夜）） | 201週6日遅れ 参照                                                                         |
| 中京         | テレビ朝日系列 | 名古屋テレビ （NBN/メ〜テレ）                                                             | 2020 21年目のヨーロッパ21ヵ国完全制覇 | 2020年11月19日 - （木曜 1:56 - 2:26（水曜深夜）） | 201週6日遅れ 参照                                                                         |
| 中京         | テレビ朝日系列 | 名古屋テレビ （NBN/メ〜テレ）                                                             | 2023 懐かしの西表島                   | 2023年10月5日 - 11月9日 （木曜 1:29 - 2:00（水曜深夜）） | 201週6日遅れ 参照                                                                         |
| 近畿         | テレビ朝日系列 | 朝日放送テレビ（ABC TV）                                                                  | リターンズ                            | 2001年7月4日 - 10月17日 （サイコロの旅3 〜自律神経完全破壊〜 第4夜） 2002年4月2日 - 2003年3月25日 | プレミア放送中                                                                            |
| 近畿         | テレビ朝日系列 | 朝日放送テレビ（ABC TV）                                                                  | Classic                               | 放送実績なし | プレミア放送中                                                                            |
| 近畿         | テレビ朝日系列 | 朝日放送テレビ（ABC TV）                                                                  | プレミア                              | 2023年4月4日 - 火曜 1:38 - 2:14（月曜深夜） | プレミア放送中                                                                            |
| 近畿         | テレビ朝日系列 | 朝日放送テレビ（ABC TV）                                                                  | 2004 ジャングル・リベンジ             | 2005年1月6日 - 2月24日 | プレミア放送中                                                                            |
| 近畿         | テレビ朝日系列 | 朝日放送テレビ（ABC TV）                                                                  | 2005 激闘!西表島                      | 2006年7月9日 - 10月8日 | プレミア放送中                                                                            |
| 近畿         | テレビ朝日系列 | 朝日放送テレビ（ABC TV）                                                                  | 2007 ヨーロッパ20ヵ国完全制覇         | 2008年1月20日 - 3月16日 | プレミア放送中                                                                            |
| 近畿         | テレビ朝日系列 | 朝日放送テレビ（ABC TV）                                                                  | 2011 原付日本列島制覇                 | 2011年5月4日 - 7月20日 | プレミア放送中                                                                            |
| 近畿         | テレビ朝日系列 | 朝日放送テレビ（ABC TV）                                                                  | 2013 初めてのアフリカ                 | 2013年11月4日 - 2014年1月12日 （日曜 1:19 - 1:49（土曜深夜）） | プレミア放送中                                                                            |
| 近畿         | テレビ朝日系列 | 朝日放送テレビ（ABC TV）                                                                  | 2019 北海道で家、建てます             | 2020年1月21日 - 3月31日 （水曜 1:39 - 2:09（火曜深夜）） | プレミア放送中                                                                            |
| 近畿         | テレビ朝日系列 | 朝日放送テレビ（ABC TV）                                                                  | 2020 21年目のヨーロッパ21ヵ国完全制覇 | 2020年11月17日 - （水曜 1:58 - 2:28（火曜深夜）） | プレミア放送中                                                                            |
| 近畿         | テレビ朝日系列 | 朝日放送テレビ（ABC TV）                                                                  | 2023 懐かしの西表島                   | 2023年10月5日 - 11月9日 （木曜 1:38 - 2:14（水曜深夜）） | プレミア放送中                                                                            |
| 鳥取・島根   | 日本テレビ系列 | 日本海テレビ（NKT）                                                                       | リターンズ                            | 放送実績なし |                                                                                           |
| 鳥取・島根   | 日本テレビ系列 | 日本海テレビ（NKT）                                                                       | Classic                               | 放送済 |                                                                                           |
| 鳥取・島根   | 日本テレビ系列 | 日本海テレビ（NKT）                                                                       | 2004 ジャングル・リベンジ             | すべて放送済 |                                                                                           |
| 鳥取・島根   | 日本テレビ系列 | 日本海テレビ（NKT）                                                                       | 2005 激闘!西表島                      | 2005年12月8日 - 2006年2月2日 |                                                                                           |
| 鳥取・島根   | 日本テレビ系列 | 日本海テレビ（NKT）                                                                       | 2007 ヨーロッパ20ヵ国完全制覇         | 2007年3月7日 - 5月2日 |                                                                                           |
| 鳥取・島根   | 日本テレビ系列 | 日本海テレビ（NKT）                                                                       | 2011 原付日本列島制覇                 | 2011年7月7日 - 9月22日 |                                                                                           |
| 鳥取・島根   | 日本テレビ系列 | 日本海テレビ（NKT）                                                                       | 2013 初めてのアフリカ                 | 2014年10月9日 - 12月20日 （10月9日のみ0:59 - 1:59 それ以外土曜 1:55 - 2:25（金曜深夜）） |                                                                                           |
| 鳥取・島根   | 日本テレビ系列 | 日本海テレビ（NKT）                                                                       | 2019 北海道で家、建てます             | 2020年2月3日 - 4月13日 （火曜 2:05 - 2:35（月曜深夜）） |                                                                                           |
| 鳥取・島根   | 日本テレビ系列 | 日本海テレビ（NKT）                                                                       | 2020 21年目のヨーロッパ21ヵ国完全制覇 | 2020年11月16日 - （火曜 2:05 - 2:35（月曜深夜）） |                                                                                           |
| 鳥取・島根   | 日本テレビ系列 | 日本海テレビ（NKT）                                                                       | 2023 懐かしの西表島                   | 2023年11月15日 - （水曜 1:30 - 2:00（火曜深夜）） |                                                                                           |
| 広島         | テレビ朝日系列 | 広島ホームテレビ（HOME）                                                                  | リターンズ                            | 放送済 | 参照                                                                                      |
| 広島         | テレビ朝日系列 | 広島ホームテレビ（HOME）                                                                  | Classic                               | 現在未放送 | 参照                                                                                      |
| 広島         | テレビ朝日系列 | 広島ホームテレビ（HOME）                                                                  | 2004 ジャングル・リベンジ             | 放送済 | 参照                                                                                      |
| 広島         | テレビ朝日系列 | 広島ホームテレビ（HOME）                                                                  | 2005 激闘!西表島                      | 放送済 | 参照                                                                                      |
| 広島         | テレビ朝日系列 | 広島ホームテレビ（HOME）                                                                  | 2007 ヨーロッパ20ヵ国完全制覇         | 放送済 | 参照                                                                                      |
| 広島         | テレビ朝日系列 | 広島ホームテレビ（HOME）                                                                  | 2011 原付日本列島制覇                 | 2011年5月2日 - 2011年7月18日 | 参照                                                                                      |
| 広島         | テレビ朝日系列 | 広島ホームテレビ（HOME）                                                                  | 2013 初めてのアフリカ                 | 2014年4月1日 - 2014年5月13日 （火曜 0:55 - 1:55（月曜深夜）、5月13日のみ0:55 - 1:25） | 参照                                                                                      |
| 広島         | テレビ朝日系列 | 広島ホームテレビ（HOME）                                                                  | 2019 北海道で家、建てます             | 2022年11月16日 - 予定 （木曜 0:55 - 1:25（水曜深夜）） | 参照                                                                                      |
| 広島         | テレビ朝日系列 | 広島ホームテレビ（HOME）                                                                  | 2020 21年目のヨーロッパ21ヵ国完全制覇 | | 参照                                                                                      |
| 山口         | テレビ朝日系列 | 山口朝日放送（yab）                                                                       | リターンズ                            | 放送済 |                                                                                           |
| 山口         | テレビ朝日系列 | 山口朝日放送（yab）                                                                       | Classic                               | 放送済（31週遅れ） |                                                                                           |
| 山口         | テレビ朝日系列 | 山口朝日放送（yab）                                                                       | 2004 ジャングル・リベンジ             | 2004年7月6日 - 8月17日 |                                                                                           |
| 山口         | テレビ朝日系列 | 山口朝日放送（yab）                                                                       | 2005 激闘!西表島                      | 2005年12月15日 - 2006年2月2日 |                                                                                           |
| 山口         | テレビ朝日系列 | 山口朝日放送（yab）                                                                       | 2007 ヨーロッパ20ヵ国完全制覇         | |                                                                                           |
| 山口         | テレビ朝日系列 | 山口朝日放送（yab）                                                                       | 2011 原付日本列島制覇                 | |                                                                                           |
| 山口         | テレビ朝日系列 | 山口朝日放送（yab）                                                                       | 2013 初めてのアフリカ                 | 2013年10月13日 - 2014年1月19日 （日曜 1:42 - 2:12（土曜深夜）） |                                                                                           |
| 山口         | テレビ朝日系列 | 山口朝日放送（yab）                                                                       | 2019 北海道で家、建てます             | 2020年1月15日 - 3月25日 （木曜 0:15 - 0:45（水曜深夜）） |                                                                                           |
| 山口         | テレビ朝日系列 | 山口朝日放送（yab）                                                                       | 2020 21年目のヨーロッパ21ヵ国完全制覇 | 2020年11月11日 - （木曜 0:15 - 1:45（水曜深夜）） |                                                                                           |
| 山口         | テレビ朝日系列 | 山口朝日放送（yab）                                                                       | 2023 懐かしの西表島                   | 2023年10月26日 - ひと月につき1回放送（初日は 0:15 - 0:45（同月25日深夜）） |                                                                                           |
| 香川・岡山   | テレビ朝日系列 | 瀬戸内海放送（KSB）                                                                       | リターンズ                            | 放送済 |                                                                                           |
| 香川・岡山   | テレビ朝日系列 | 瀬戸内海放送（KSB）                                                                       | Classic                               | 放送済（約2年9か月遅れ） |                                                                                           |
| 香川・岡山   | テレビ朝日系列 | 瀬戸内海放送（KSB）                                                                       | 2004 ジャングル・リベンジ             | 放送済 |                                                                                           |
| 香川・岡山   | テレビ朝日系列 | 瀬戸内海放送（KSB）                                                                       | 2005 激闘!西表島                      | 放送済 |                                                                                           |
| 香川・岡山   | テレビ朝日系列 | 瀬戸内海放送（KSB）                                                                       | 2007 ヨーロッパ20ヵ国完全制覇         | 2007年5月5日 - 6月30日 |                                                                                           |
| 香川・岡山   | テレビ朝日系列 | 瀬戸内海放送（KSB）                                                                       | 2011 原付日本列島制覇                 | 2011年3月20日 - 6月5日 |                                                                                           |
| 香川・岡山   | テレビ朝日系列 | 瀬戸内海放送（KSB）                                                                       | 2013 初めてのアフリカ                 | 2013年10月27日 - 2014年2月2日 （日曜 1:15 - 1:45（土曜深夜）） |                                                                                           |
| 香川・岡山   | テレビ朝日系列 | 瀬戸内海放送（KSB）                                                                       | 2019 北海道で家、建てます             | 2020年4月2日 - 6月10日 （木曜 0:55 - 1:25（水曜深夜）） |                                                                                           |
| 香川・岡山   | テレビ朝日系列 | 瀬戸内海放送（KSB）                                                                       | 2020 21年目のヨーロッパ21ヵ国完全制覇 | 2020年11月11日 - 12月24日 （木曜 0:55 - 1:25（水曜深夜）） |                                                                                           |
| 香川・岡山   | テレビ朝日系列 | 瀬戸内海放送（KSB）                                                                       | 2023 懐かしの西表島                   | 2023年9月26日 - 10月31日 （火曜 0:55 - 1:25（月曜深夜）） |                                                                                           |
| 愛媛         | テレビ朝日系列 | 愛媛朝日テレビ（eat）                                                                     | リターンズ                            | ● | 約2年2か月遅れ 参照                                                                       |
| 愛媛         | テレビ朝日系列 | 愛媛朝日テレビ（eat）                                                                     | Classic                               | 木曜 1:20 - 1:50 （水曜深夜） | 約2年2か月遅れ 参照                                                                       |
| 愛媛         | テレビ朝日系列 | 愛媛朝日テレビ（eat）                                                                     | 2004 ジャングル・リベンジ             | ● | 約2年2か月遅れ 参照                                                                       |
| 愛媛         | テレビ朝日系列 | 愛媛朝日テレビ（eat）                                                                     | 2005 激闘!西表島                      | ● | 約2年2か月遅れ 参照                                                                       |
| 愛媛         | テレビ朝日系列 | 愛媛朝日テレビ（eat）                                                                     | 2007 ヨーロッパ20ヵ国完全制覇         | ● | 約2年2か月遅れ 参照                                                                       |
| 愛媛         | テレビ朝日系列 | 愛媛朝日テレビ（eat）                                                                     | 2011 原付日本列島制覇                 | ● | 約2年2か月遅れ 参照                                                                       |
| 愛媛         | テレビ朝日系列 | 愛媛朝日テレビ（eat）                                                                     | 2013 初めてのアフリカ                 | ● | 約2年2か月遅れ 参照                                                                       |
| 愛媛         | テレビ朝日系列 | 愛媛朝日テレビ（eat）                                                                     | 2019 北海道で家、建てます             | 2020年1月22日 - 4月1日 （木曜 1:20 - 1:50（水曜深夜）） | 約2年2か月遅れ 参照                                                                       |
| 愛媛         | テレビ朝日系列 | 愛媛朝日テレビ（eat）                                                                     | 2020 21年目のヨーロッパ21ヵ国完全制覇 | 2021年1月2日、3日、4日 （1/2 0:25 - 1:55（1/1深夜） 1/3 0:40 - 1:40（1/2深夜） 1/4 0:25 - 2:55（1/3深夜）） | 約2年2か月遅れ 参照                                                                       |
| 愛媛         | テレビ朝日系列 | 愛媛朝日テレビ（eat）                                                                     | 2023 懐かしの西表島                   | 2023年9月28日 - 11月2日 （木曜 1:20 - 1:50（水曜深夜）） |                                                                                           |
| 高知         | TBS系列        | テレビ高知（KUTV）                                                                        | リターンズ                            | ● | プレミア放送中 参照                                                                       |
| 高知         | TBS系列        | テレビ高知（KUTV）                                                                        | Classic                               | 月曜 - 金曜 16:20 - 16:50 | プレミア放送中 参照                                                                       |
| 高知         | TBS系列        | テレビ高知（KUTV）                                                                        | プレミア                              | 木曜 1:00 - 1:30 （水曜深夜） | プレミア放送中 参照                                                                       |
| 高知         | TBS系列        | テレビ高知（KUTV）                                                                        | 2004 ジャングル・リベンジ             | ● | プレミア放送中 参照                                                                       |
| 高知         | TBS系列        | テレビ高知（KUTV）                                                                        | 2005 激闘!西表島                      | ● | プレミア放送中 参照                                                                       |
| 高知         | TBS系列        | テレビ高知（KUTV）                                                                        | 2007 ヨーロッパ20ヵ国完全制覇         | ● | プレミア放送中 参照                                                                       |
| 高知         | TBS系列        | テレビ高知（KUTV）                                                                        | 2011 原付日本列島制覇                 | ● | プレミア放送中 参照                                                                       |
| 高知         | TBS系列        | テレビ高知（KUTV）                                                                        | 2013 初めてのアフリカ                 | ● | プレミア放送中 参照                                                                       |
| 高知         | TBS系列        | テレビ高知（KUTV）                                                                        | 2019 北海道で家、建てます             | 2020年2月6日 - 4月15日 （木曜 0:59 - 1:29（水曜深夜）） | プレミア放送中 参照                                                                       |
| 高知         | TBS系列        | テレビ高知（KUTV）                                                                        | 2020 21年目のヨーロッパ21ヵ国完全制覇 | 2021年1月13日 - （木曜 1:00 - 1:30（水曜深夜）） | プレミア放送中 参照                                                                       |
| 福岡         | テレビ朝日系列 | 九州朝日放送（KBC）                                                                       | リターンズ                            | 放送実績なし |                                                                                           |
| 福岡         | テレビ朝日系列 | 九州朝日放送（KBC）                                                                       | Classic                               | 一部のみ放送済 2018年4月5日 - 2019年6月26日（木曜1:55 - 2:25（水曜深夜）） |                                                                                           |
| 福岡         | テレビ朝日系列 | 九州朝日放送（KBC）                                                                       | 2004 ジャングル・リベンジ             | 2004年8月31日 - 9月9日 |                                                                                           |
| 福岡         | テレビ朝日系列 | 九州朝日放送（KBC）                                                                       | 2005 激闘!西表島                      | 2019年5月8日 - 7月3日 |                                                                                           |
| 福岡         | テレビ朝日系列 | 九州朝日放送（KBC）                                                                       | 2007 ヨーロッパ20ヵ国完全制覇         | |                                                                                           |
| 福岡         | テレビ朝日系列 | 九州朝日放送（KBC）                                                                       | 2011 原付日本列島制覇                 | 2018年11月28日 - 2019年2月27日 |                                                                                           |
| 福岡         | テレビ朝日系列 | 九州朝日放送（KBC）                                                                       | 2013 初めてのアフリカ                 | |                                                                                           |
| 福岡         | テレビ朝日系列 | 九州朝日放送（KBC）                                                                       | 2019 北海道で家、建てます             | 2020年1月17日 - 3月27日 （土曜 0:20 - 0:50（金曜深夜）） |                                                                                           |
| 福岡         | テレビ朝日系列 | 九州朝日放送（KBC）                                                                       | 2020 21年目のヨーロッパ21ヵ国完全制覇 | 2021年1月9日 - （日曜 1:02 - 1:30（土曜深夜）） |                                                                                           |
| 福岡         | テレビ朝日系列 | 九州朝日放送（KBC）                                                                       | 2023 懐かしの西表島                   | 2023年10月7日 - 11月11日 （土曜 10:45 - 11:15） |                                                                                           |
| 長崎         | テレビ朝日系列 | 長崎文化放送（ncc）                                                                       | リターンズ                            | 放送実績なし |                                                                                           |
| 長崎         | テレビ朝日系列 | 長崎文化放送（ncc）                                                                       | Classic                               | 現在未放送 |                                                                                           |
| 長崎         | テレビ朝日系列 | 長崎文化放送（ncc）                                                                       | 2004 ジャングル・リベンジ             | |                                                                                           |
| 長崎         | テレビ朝日系列 | 長崎文化放送（ncc）                                                                       | 2005 激闘!西表島                      | |                                                                                           |
| 長崎         | テレビ朝日系列 | 長崎文化放送（ncc）                                                                       | 2007 ヨーロッパ20ヵ国完全制覇         | |                                                                                           |
| 長崎         | テレビ朝日系列 | 長崎文化放送（ncc）                                                                       | 2011 原付日本列島制覇                 | |                                                                                           |
| 長崎         | テレビ朝日系列 | 長崎文化放送（ncc）                                                                       | 2013 初めてのアフリカ                 | |                                                                                           |
| 長崎         | テレビ朝日系列 | 長崎文化放送（ncc）                                                                       | 2019 北海道で家、建てます             | 2020年2月1日 - 4月11日 （日曜 0:40 - 1:10（土曜深夜）） |                                                                                           |
| 長崎         | テレビ朝日系列 | 長崎文化放送（ncc）                                                                       | 2020 21年目のヨーロッパ21ヵ国完全制覇 | 2020年12月28、29、30、31日 （28日 0:05 - 0:35（27日深夜） 29日 0:15 - 1:18（28日深夜） 30日 0:15 - 1:18（29日深夜） 31日 0:40 - 1:43（30日深夜）） |                                                                                           |
| 熊本         | テレビ朝日系列 | 熊本朝日放送（KAB）                                                                       | リターンズ                            | 2004年5月16日（アメリカ横断の旅） - 2007年1月13日 |                                                                                           |
| 熊本         | テレビ朝日系列 | 熊本朝日放送（KAB）                                                                       | Classic                               | 2007年7月7日 - 2009年12月26日（ヨーロッパ20カ国完全制覇〜完結編〜 第9夜） | 「2023 懐かしの西表島」放送終了翌週・2023年11月23日からClassic枠の「激闘!西表島」が放送。 |
| 熊本         | テレビ朝日系列 | 熊本朝日放送（KAB）                                                                       | 2004 ジャングル・リベンジ             | 『リターンズ』終了後 2007年1月20日 - 3月17日 |                                                                                           |
| 熊本         | テレビ朝日系列 | 熊本朝日放送（KAB）                                                                       | 2005 激闘!西表島                      | 2007年3月24日 - 4月21日 |                                                                                           |
| 熊本         | テレビ朝日系列 | 熊本朝日放送（KAB）                                                                       | 2007 ヨーロッパ20ヵ国完全制覇         | 2007年5月5日 - 6月23日 |                                                                                           |
| 熊本         | テレビ朝日系列 | 熊本朝日放送（KAB）                                                                       | 2011 原付日本列島制覇                 | 2011年7月7日 - 9月22日 |                                                                                           |
| 熊本         | テレビ朝日系列 | 熊本朝日放送（KAB）                                                                       | 2013 初めてのアフリカ                 | 2014年1月4日 - 3月8日 （1月4日のみ0:40 - 2:40 それ以外土曜 1:55 - 2:25（金曜深夜）） |                                                                                           |
| 熊本         | テレビ朝日系列 | 熊本朝日放送（KAB）                                                                       | 2019 北海道で家、建てます             | 2020年2月7日 - 5月8日 （土曜 1:20 - 1:50（金曜深夜）） |                                                                                           |
| 熊本         | テレビ朝日系列 | 熊本朝日放送（KAB）                                                                       | 2020 21年目のヨーロッパ21ヵ国完全制覇 | 2020年1月2、3、4日 （2日 0:30 - 1:30（1日深夜） 3日 0:40 - 1:40（2日深夜） 4日 0:25 - 1:55（3日深夜）） |                                                                                           |
| 熊本         | テレビ朝日系列 | 熊本朝日放送（KAB）                                                                       | 2023 懐かしの西表島                   | 2023年10月12日 - 11月16日 （木曜 0:50 - 1:20（水曜深夜）） |                                                                                           |
| 鹿児島       | テレビ朝日系列 | 鹿児島放送（KKB）                                                                         | リターンズ                            | 放送実績なし |                                                                                           |
| 鹿児島       | テレビ朝日系列 | 鹿児島放送（KKB）                                                                         | Classic                               | 2004年10月8日 - 2009年1月22日（ハノイ→ホーチミン 原付ベトナム縦断1800キロ 第8夜） 「原付西日本」は未放送 |                                                                                           |
| 鹿児島       | テレビ朝日系列 | 鹿児島放送（KKB）                                                                         | 2004 ジャングル・リベンジ             | 2004年9月2日 - 9月16日 |                                                                                           |
| 鹿児島       | テレビ朝日系列 | 鹿児島放送（KKB）                                                                         | 2005 激闘!西表島                      | 2005年12月9日 - 2006年2月3日 |                                                                                           |
| 鹿児島       | テレビ朝日系列 | 鹿児島放送（KKB）                                                                         | 2007 ヨーロッパ20ヵ国完全制覇         | 2007年2月22日 - 4月19日 |                                                                                           |
| 鹿児島       | テレビ朝日系列 | 鹿児島放送（KKB）                                                                         | 2011 原付日本列島制覇                 | 2011年3月10日 - 5月26日 |                                                                                           |
| 鹿児島       | テレビ朝日系列 | 鹿児島放送（KKB）                                                                         | 2013 初めてのアフリカ                 | 2013年10月31日 - 2014年2月6日 （木曜 1:45 - 2:15（水曜深夜）） |                                                                                           |
| 鹿児島       | テレビ朝日系列 | 鹿児島放送（KKB）                                                                         | 2019 北海道で家、建てます             | 2020年1月15日 - 3月25日 （木曜 0:50 - 1:20（水曜深夜）） |                                                                                           |
| 鹿児島       | テレビ朝日系列 | 鹿児島放送（KKB）                                                                         | 2020 21年目のヨーロッパ21ヵ国完全制覇 | 2020年11月12日 - （木曜 1:20 - 1:50（水曜深夜）） |                                                                                           |
| 鹿児島       | テレビ朝日系列 | 鹿児島放送（KKB）                                                                         | 2023 懐かしの西表島                   | 2023年10月5日 - 11月9日 （木曜 0:50 - 1:20（水曜深夜）） |                                                                                           |
| 沖縄         | テレビ朝日系列 | 琉球朝日放送（QAB）                                                                       | リターンズ                            | 放送済 |                                                                                           |
| 沖縄         | テレビ朝日系列 | 琉球朝日放送（QAB）                                                                       | Classic                               | 放送終了 日曜 0:00 - 0:30（土曜深夜） |                                                                                           |
| 沖縄         | テレビ朝日系列 | 琉球朝日放送（QAB）                                                                       | 2004 ジャングル・リベンジ             | |                                                                                           |
| 沖縄         | テレビ朝日系列 | 琉球朝日放送（QAB）                                                                       | 2005 激闘!西表島                      | |                                                                                           |
| 沖縄         | テレビ朝日系列 | 琉球朝日放送（QAB）                                                                       | 2007 ヨーロッパ20ヵ国完全制覇         | |                                                                                           |
| 沖縄         | テレビ朝日系列 | 琉球朝日放送（QAB）                                                                       | 2011 原付日本列島制覇                 | |                                                                                           |
| 沖縄         | テレビ朝日系列 | 琉球朝日放送（QAB）                                                                       | 2013 初めてのアフリカ                 | 2014年11月10日 - 2015年1月26日 （月曜 1:00 - 1:30（日曜深夜）） |                                                                                           |
| 沖縄         | テレビ朝日系列 | 琉球朝日放送（QAB）                                                                       | 2019 北海道で家、建てます             | 2020年4月1日 - 6月10日 （木曜 0:15 - 0:45（水曜深夜）） |                                                                                           |
| 沖縄         | テレビ朝日系列 | 琉球朝日放送（QAB）                                                                       | 2020 21年目のヨーロッパ21ヵ国完全制覇 | 2021年4月3日 - 5月15日 （日曜 0:00 - 0:30（土曜深夜）） |                                                                                           |
| 沖縄         | テレビ朝日系列 | 琉球朝日放送（QAB）                                                                       | 2023 懐かしの西表島                   | 2023年11月26日 - （日曜 13:55 - 14:25） |                                                                                           |
| 日本全域     | CS放送         | テレ朝チャンネル1 ドラマ・バラエティ・アニメ ↓ テレ朝チャンネル2 ニュース・情報・スポーツ | リターンズ                            | ● | 参照                                                                                      |
| 日本全域     | CS放送         | テレ朝チャンネル1 ドラマ・バラエティ・アニメ ↓ テレ朝チャンネル2 ニュース・情報・スポーツ | Classic                               | ● | 参照                                                                                      |
| 日本全域     | CS放送         | テレ朝チャンネル1 ドラマ・バラエティ・アニメ ↓ テレ朝チャンネル2 ニュース・情報・スポーツ | プレミア                              | テレ朝チャンネル2 毎日 21:00 - 21:30 | 参照                                                                                      |
| 日本全域     | CS放送         | テレ朝チャンネル1 ドラマ・バラエティ・アニメ ↓ テレ朝チャンネル2 ニュース・情報・スポーツ | 2004 ジャングル・リベンジ             | ● | 参照                                                                                      |
| 日本全域     | CS放送         | テレ朝チャンネル1 ドラマ・バラエティ・アニメ ↓ テレ朝チャンネル2 ニュース・情報・スポーツ | 2005 激闘!西表島                      | ● | 参照                                                                                      |
| 日本全域     | CS放送         | テレ朝チャンネル1 ドラマ・バラエティ・アニメ ↓ テレ朝チャンネル2 ニュース・情報・スポーツ | 2007 ヨーロッパ20ヵ国完全制覇         | ● | 参照                                                                                      |
| 日本全域     | CS放送         | テレ朝チャンネル1 ドラマ・バラエティ・アニメ ↓ テレ朝チャンネル2 ニュース・情報・スポーツ | 2011 原付日本列島制覇                 | ● | 参照                                                                                      |
| 日本全域     | CS放送         | テレ朝チャンネル1 ドラマ・バラエティ・アニメ ↓ テレ朝チャンネル2 ニュース・情報・スポーツ | 2013 初めてのアフリカ                 | ● | 参照                                                                                      |
| 日本全域     | CS放送         | テレ朝チャンネル1 ドラマ・バラエティ・アニメ ↓ テレ朝チャンネル2 ニュース・情報・スポーツ | 2019 北海道で家、建てます             | 2020年6月21日 一挙放送 （10:00 - 16:00） | 参照                                                                                      |
| 日本全域     | CS放送         | テレ朝チャンネル1 ドラマ・バラエティ・アニメ ↓ テレ朝チャンネル2 ニュース・情報・スポーツ | 2020 21年目のヨーロッパ21ヵ国完全制覇 | 2021年4月11日 一挙放送 （17:00 - 21:00） | 参照                                                                                      |

### 放送が終了した放送局
| 放送対象地域                    | 系列                                         | 放送局                                                              | 実績                                  | 放送期間                                                                                  | 備考 |
| ------------------------------- | -------------------------------------------- | ------------------------------------------------------------------- | ------------------------------------- | ----------------------------------------------------------------------------------------- | ---- |
| 関東                            | テレビ朝日系列                               | テレビ朝日（EX）                                                    | リターンズ                            | 放送実績なし                                                                              |      |
| 関東                            | テレビ朝日系列                               | テレビ朝日（EX）                                                    | Classic                               | 放送実績なし                                                                              |      |
| 関東                            | テレビ朝日系列                               | テレビ朝日（EX）                                                    | 2004 ジャングル・リベンジ             | 2004年7月11日 - 8月30日                                                                   |      |
| 関東                            | テレビ朝日系列                               | テレビ朝日（EX）                                                    | 2005 激闘!西表島                      | 放送実績なし                                                                              |      |
| 関東                            | テレビ朝日系列                               | テレビ朝日（EX）                                                    | 2007 ヨーロッパ20ヵ国完全制覇         | 2007年6月24日（第1夜から第5夜） - 7月1日（第6夜から最終夜）                               |      |
| 関東                            | テレビ朝日系列                               | テレビ朝日（EX）                                                    | 2011 原付日本列島制覇                 | 放送実績なし                                                                              |      |
| 関東                            | テレビ朝日系列                               | テレビ朝日（EX）                                                    | 2013 初めてのアフリカ                 | 放送実績なし                                                                              |      |
| 関東                            | テレビ朝日系列                               | テレビ朝日（EX）                                                    | 2019 北海道で家、建てます             | 放送実績なし                                                                              |      |
| 関東                            | テレビ朝日系列                               | テレビ朝日（EX）                                                    | 2020 21年目のヨーロッパ21ヵ国完全制覇 | 放送実績なし                                                                              |      |
| 岩手                            | テレビ朝日系列                               | 岩手朝日テレビ（IAT）                                               | リターンズ                            | ●                                                                                         |      |
| 岩手                            | テレビ朝日系列                               | 岩手朝日テレビ（IAT）                                               | Classic                               | 2023年4月13日放送終了                                                                     |      |
| 岩手                            | テレビ朝日系列                               | 岩手朝日テレビ（IAT）                                               | 2004 ジャングル・リベンジ             | ●                                                                                         |      |
| 岩手                            | テレビ朝日系列                               | 岩手朝日テレビ（IAT）                                               | 2005 激闘!西表島                      | ●                                                                                         |      |
| 岩手                            | テレビ朝日系列                               | 岩手朝日テレビ（IAT）                                               | 2007 ヨーロッパ20ヵ国完全制覇         | ●                                                                                         |      |
| 岩手                            | テレビ朝日系列                               | 岩手朝日テレビ（IAT）                                               | 2011 原付日本列島制覇                 | 2011年3月10日 - 6月9日 木曜 1:15 - 1:45→1:20 - 1:50（水曜深夜）                           |      |
| 岩手                            | テレビ朝日系列                               | 岩手朝日テレビ（IAT）                                               | 2013 初めてのアフリカ                 | 2013年10月24日 - 2014年1月23日 木曜 1:20 - 1:50（水曜深夜）                               |      |
| 岩手                            | テレビ朝日系列                               | 岩手朝日テレビ（IAT）                                               | 2019 北海道で家、建てます             | 2020年1月30日 - 4月8日 木曜 0:50 - 1:20（水曜深夜）                                       |      |
| 岩手                            | テレビ朝日系列                               | 岩手朝日テレビ（IAT）                                               | 2020 21年目のヨーロッパ21ヵ国完全制覇 | 2020年11月12日 - 12月24日 木曜 0:50 - 1:20（水曜深夜）                                    |      |
| 岩手                            | テレビ朝日系列                               | 岩手朝日テレビ（IAT）                                               | 2023 懐かしの西表島                   | 2023年10月8日、15日 日曜 10:00 - 11:30                                                    |      |
| 富山                            | TBS系列                                      | チューリップテレビ（TUT）                                           | リターンズ                            | 放送実績なし                                                                              |      |
| 富山                            | TBS系列                                      | チューリップテレビ（TUT）                                           | Classic                               | 2004年10月7日 - 2006年3月30日（日本全国 絵ハガキの旅 第3夜）                              |      |
| 富山                            | TBS系列                                      | チューリップテレビ（TUT）                                           | 2004 ジャングル・リベンジ             |                                                                                           |      |
| 富山                            | TBS系列                                      | チューリップテレビ（TUT）                                           | 2005 激闘!西表島                      |                                                                                           |      |
| 富山                            | TBS系列                                      | チューリップテレビ（TUT）                                           | 2007 ヨーロッパ20ヵ国完全制覇         |                                                                                           |      |
| 富山                            | TBS系列                                      | チューリップテレビ（TUT）                                           | 2011 原付日本列島制覇                 |                                                                                           |      |
| 富山                            | TBS系列                                      | チューリップテレビ（TUT）                                           | 2013 初めてのアフリカ                 |                                                                                           |      |
| 富山                            | TBS系列                                      | チューリップテレビ（TUT）                                           | 2019 北海道で家、建てます             |                                                                                           |      |
| 富山                            | TBS系列                                      | チューリップテレビ（TUT）                                           | 2020 21年目のヨーロッパ21ヵ国完全制覇 |                                                                                           |      |
| 福井                            | フジテレビ系列                               | 福井テレビ（FTB）                                                   | リターンズ                            | 放送実績なし                                                                              |      |
| 福井                            | フジテレビ系列                               | 福井テレビ（FTB）                                                   | Classic                               | 2007年4月8日 - 2009年10月15日 2015年4月2日 - 9月3日                                       |      |
| 福井                            | フジテレビ系列                               | 福井テレビ（FTB）                                                   | 2004 ジャングル・リベンジ             |                                                                                           |      |
| 福井                            | フジテレビ系列                               | 福井テレビ（FTB）                                                   | 2005 激闘!西表島                      |                                                                                           |      |
| 福井                            | フジテレビ系列                               | 福井テレビ（FTB）                                                   | 2007 ヨーロッパ20ヵ国完全制覇         |                                                                                           |      |
| 福井                            | フジテレビ系列                               | 福井テレビ（FTB）                                                   | 2011 原付日本列島制覇                 |                                                                                           |      |
| 福井                            | フジテレビ系列                               | 福井テレビ（FTB）                                                   | 2013 初めてのアフリカ                 |                                                                                           |      |
| 福井                            | フジテレビ系列                               | 福井テレビ（FTB）                                                   | 2019 北海道で家、建てます             |                                                                                           |      |
| 福井                            | フジテレビ系列                               | 福井テレビ（FTB）                                                   | 2020 21年目のヨーロッパ21ヵ国完全制覇 |                                                                                           |      |
| 滋賀                            | 独立協                                       | びわ湖放送（BBC）                                                   | リターンズ                            | 放送実績なし                                                                              |      |
| 滋賀                            | 独立協                                       | びわ湖放送（BBC）                                                   | Classic                               | 2010年12月30日放送開始（337週1日遅れ） 2011年1月11日よりレギュラー放送へ 2012年2月1日終了 |      |
| 滋賀                            | 独立協                                       | びわ湖放送（BBC）                                                   | 2004 ジャングル・リベンジ             |                                                                                           |      |
| 滋賀                            | 独立協                                       | びわ湖放送（BBC）                                                   | 2005 激闘!西表島                      |                                                                                           |      |
| 滋賀                            | 独立協                                       | びわ湖放送（BBC）                                                   | 2007 ヨーロッパ20ヵ国完全制覇         |                                                                                           |      |
| 滋賀                            | 独立協                                       | びわ湖放送（BBC）                                                   | 2011 原付日本列島制覇                 |                                                                                           |      |
| 滋賀                            | 独立協                                       | びわ湖放送（BBC）                                                   | 2013 初めてのアフリカ                 |                                                                                           |      |
| 滋賀                            | 独立協                                       | びわ湖放送（BBC）                                                   | 2019 北海道で家、建てます             |                                                                                           |      |
| 滋賀                            | 独立協                                       | びわ湖放送（BBC）                                                   | 2020 21年目のヨーロッパ21ヵ国完全制覇 |                                                                                           |      |
| 京都                            | 独立協                                       | 京都放送（KBS）                                                     | リターンズ                            | 放送済                                                                                    |      |
| 京都                            | 独立協                                       | 京都放送（KBS）                                                     | Classic                               | 2011年3月30日放送終了                                                                     |      |
| 京都                            | 独立協                                       | 京都放送（KBS）                                                     | 2004 ジャングル・リベンジ             |                                                                                           |      |
| 京都                            | 独立協                                       | 京都放送（KBS）                                                     | 2005 激闘!西表島                      |                                                                                           |      |
| 京都                            | 独立協                                       | 京都放送（KBS）                                                     | 2007 ヨーロッパ20ヵ国完全制覇         |                                                                                           |      |
| 京都                            | 独立協                                       | 京都放送（KBS）                                                     | 2011 原付日本列島制覇                 | 2014年1月16日 - 4月3日                                                                    |      |
| 京都                            | 独立協                                       | 京都放送（KBS）                                                     | 2013 初めてのアフリカ                 | 2014年7月3日 - 9月25日 （木曜 22:30 - 23:00）                                             |      |
| 京都                            | 独立協                                       | 京都放送（KBS）                                                     | 2019 北海道で家、建てます             |                                                                                           |      |
| 京都                            | 独立協                                       | 京都放送（KBS）                                                     | 2020 21年目のヨーロッパ21ヵ国完全制覇 |                                                                                           |      |
| 兵庫                            | 独立協                                       | サンテレビ（SUN）                                                   | リターンズ                            | 放送済                                                                                    |      |
| 兵庫                            | 独立協                                       | サンテレビ（SUN）                                                   | Classic                               | 放送済（26週3日遅れ）                                                                     |      |
| 兵庫                            | 独立協                                       | サンテレビ（SUN）                                                   | 2004 ジャングル・リベンジ             |                                                                                           |      |
| 兵庫                            | 独立協                                       | サンテレビ（SUN）                                                   | 2005 激闘!西表島                      |                                                                                           |      |
| 兵庫                            | 独立協                                       | サンテレビ（SUN）                                                   | 2007 ヨーロッパ20ヵ国完全制覇         |                                                                                           |      |
| 兵庫                            | 独立協                                       | サンテレビ（SUN）                                                   | 2011 原付日本列島制覇                 | 2012年1月4日 - 3月21日                                                                    |      |
| 兵庫                            | 独立協                                       | サンテレビ（SUN）                                                   | 2013 初めてのアフリカ                 | 2014年10月1日 - 12月24日 （水曜 19:30 - 20:00）                                           |      |
| 兵庫                            | 独立協                                       | サンテレビ（SUN）                                                   | 2019 北海道で家、建てます             |                                                                                           |      |
| 兵庫                            | 独立協                                       | サンテレビ（SUN）                                                   | 2020 21年目のヨーロッパ21ヵ国完全制覇 |                                                                                           |      |
| 大分                            | テレビ朝日系列                               | 大分朝日放送（OAB）                                                 | リターンズ                            | 放送実績なし                                                                              |      |
| 大分                            | テレビ朝日系列                               | 大分朝日放送（OAB）                                                 | Classic                               | 放送済（26週遅れ）                                                                        |      |
| 大分                            | テレビ朝日系列                               | 大分朝日放送（OAB）                                                 | 2004 ジャングル・リベンジ             | 放送済                                                                                    |      |
| 大分                            | テレビ朝日系列                               | 大分朝日放送（OAB）                                                 | 2005 激闘!西表島                      | 放送済                                                                                    |      |
| 大分                            | テレビ朝日系列                               | 大分朝日放送（OAB）                                                 | 2007 ヨーロッパ20ヵ国完全制覇         | 2007年3月15日 - 5月9日                                                                    |      |
| 大分                            | テレビ朝日系列                               | 大分朝日放送（OAB）                                                 | 2011 原付日本列島制覇                 | 2011年4月7日 - 6月23日                                                                    |      |
| 大分                            | テレビ朝日系列                               | 大分朝日放送（OAB）                                                 | 2013 初めてのアフリカ                 | 2013年10月16日 - 2014年1月22日 （水曜 1:15 - 1:45（火曜深夜））                           |      |
| 大分                            | テレビ朝日系列                               | 大分朝日放送（OAB）                                                 | 2019 北海道で家、建てます             | 2020年1月15日 - 3月25日 （木曜 1:50 - 2:20（水曜深夜））                                  |      |
| 大分                            | テレビ朝日系列                               | 大分朝日放送（OAB）                                                 | 2020 21年目のヨーロッパ21ヵ国完全制覇 | 2021年1月17日 - （日曜 23:55 - 翌0:25）                                                   |      |
| 宮崎                            | フジテレビ系列 日本テレビ系列 テレビ朝日系列 | テレビ宮崎（UMK）                                                   | リターンズ                            | 放送実績なし                                                                              |      |
| 宮崎                            | フジテレビ系列 日本テレビ系列 テレビ朝日系列 | テレビ宮崎（UMK）                                                   | Classic                               | 放送実績なし                                                                              |      |
| 宮崎                            | フジテレビ系列 日本テレビ系列 テレビ朝日系列 | テレビ宮崎（UMK）                                                   | 2004 ジャングル・リベンジ             | 2006年7月7日 - 7月15日                                                                    |      |
| 宮崎                            | フジテレビ系列 日本テレビ系列 テレビ朝日系列 | テレビ宮崎（UMK）                                                   | 2005 激闘!西表島                      | 2006年3月4日 - 4月22日                                                                    |      |
| 宮崎                            | フジテレビ系列 日本テレビ系列 テレビ朝日系列 | テレビ宮崎（UMK）                                                   | 2007 ヨーロッパ20ヵ国完全制覇         |                                                                                           |      |
| 宮崎                            | フジテレビ系列 日本テレビ系列 テレビ朝日系列 | テレビ宮崎（UMK）                                                   | 2011 原付日本列島制覇                 |                                                                                           |      |
| 宮崎                            | フジテレビ系列 日本テレビ系列 テレビ朝日系列 | テレビ宮崎（UMK）                                                   | 2013 初めてのアフリカ                 |                                                                                           |      |
| 宮崎                            | フジテレビ系列 日本テレビ系列 テレビ朝日系列 | テレビ宮崎（UMK）                                                   | 2019 北海道で家、建てます             |                                                                                           |      |
| 宮崎                            | フジテレビ系列 日本テレビ系列 テレビ朝日系列 | テレビ宮崎（UMK）                                                   | 2020 21年目のヨーロッパ21ヵ国完全制覇 |                                                                                           |      |
| 日本全域                        | BSデジタル放送                               | BS朝日（BSA）                                                       | リターンズ                            | 放送実績なし                                                                              |      |
| 日本全域                        | BSデジタル放送                               | BS朝日（BSA）                                                       | Classic                               | 2009年4月6日 - 2013年1月13日 2016年4月6日 - 2018年9月23日                                 |      |
| 日本全域                        | BSデジタル放送                               | BS朝日（BSA）                                                       | 2004 ジャングル・リベンジ             |                                                                                           |      |
| 日本全域                        | BSデジタル放送                               | BS朝日（BSA）                                                       | 2005 激闘!西表島                      |                                                                                           |      |
| 日本全域                        | BSデジタル放送                               | BS朝日（BSA）                                                       | 2007 ヨーロッパ20ヵ国完全制覇         |                                                                                           |      |
| 日本全域                        | BSデジタル放送                               | BS朝日（BSA）                                                       | 2011 原付日本列島制覇                 | 2013年1月12日 - 4月06日                                                                   |      |
| 日本全域                        | BSデジタル放送                               | BS朝日（BSA）                                                       | 2013 初めてのアフリカ                 | 2014年10月4日 - 12月27日 （土曜 23:30 - 翌0:00）                                          |      |
| 日本全域                        | BSデジタル放送                               | BS朝日（BSA）                                                       | 2019 北海道で家、建てます             |                                                                                           |      |
| 日本全域                        | BSデジタル放送                               | BS朝日（BSA）                                                       | 2020 21年目のヨーロッパ21ヵ国完全制覇 |                                                                                           |      |
| アメリカ合衆国 カリフォルニア州 | 独立局                                       | ユナイテッド・テレビジョン・ブロードキャスティング・システム（UTB） | リターンズ                            | 放送実績なし                                                                              |      |
| アメリカ合衆国 カリフォルニア州 | 独立局                                       | ユナイテッド・テレビジョン・ブロードキャスティング・システム（UTB） | Classic                               | 放送済 土曜 20:30 - 21:00 （日本時間：日曜 15:30 - 16:00）                                |      |
| アメリカ合衆国 カリフォルニア州 | 独立局                                       | ユナイテッド・テレビジョン・ブロードキャスティング・システム（UTB） | 2004 ジャングル・リベンジ             |                                                                                           |      |
| アメリカ合衆国 カリフォルニア州 | 独立局                                       | ユナイテッド・テレビジョン・ブロードキャスティング・システム（UTB） | 2005 激闘!西表島                      |                                                                                           |      |
| アメリカ合衆国 カリフォルニア州 | 独立局                                       | ユナイテッド・テレビジョン・ブロードキャスティング・システム（UTB） | 2007 ヨーロッパ20ヵ国完全制覇         |                                                                                           |      |
| アメリカ合衆国 カリフォルニア州 | 独立局                                       | ユナイテッド・テレビジョン・ブロードキャスティング・システム（UTB） | 2011 原付日本列島制覇                 | 2011年10月8日 - 12月24日                                                                  |      |
| アメリカ合衆国 カリフォルニア州 | 独立局                                       | ユナイテッド・テレビジョン・ブロードキャスティング・システム（UTB） | 2013 初めてのアフリカ                 |                                                                                           |      |
| アメリカ合衆国 カリフォルニア州 | 独立局                                       | ユナイテッド・テレビジョン・ブロードキャスティング・システム（UTB） | 2019 北海道で家、建てます             |                                                                                           |      |
| アメリカ合衆国 カリフォルニア州 | 独立局                                       | ユナイテッド・テレビジョン・ブロードキャスティング・システム（UTB） | 2020 21年目のヨーロッパ21ヵ国完全制覇 |                                                                                           |      |
| 台湾                            | 独立局                                       | 國興衛視（GSTV）                                                    | リターンズ                            | 放送実績なし                                                                              |      |
| 台湾                            | 独立局                                       | 國興衛視（GSTV）                                                    | Classic                               | 2010年1月31日 - 放送済 日曜 20:00 - 21:00 （日本時間：日曜 21:00 - 22:00）                |      |
| 台湾                            | 独立局                                       | 國興衛視（GSTV）                                                    | 2004 ジャングル・リベンジ             |                                                                                           |      |
| 台湾                            | 独立局                                       | 國興衛視（GSTV）                                                    | 2005 激闘!西表島                      |                                                                                           |      |
| 台湾                            | 独立局                                       | 國興衛視（GSTV）                                                    | 2007 ヨーロッパ20ヵ国完全制覇         |                                                                                           |      |
| 台湾                            | 独立局                                       | 國興衛視（GSTV）                                                    | 2011 原付日本列島制覇                 |                                                                                           |      |
| 台湾                            | 独立局                                       | 國興衛視（GSTV）                                                    | 2013 初めてのアフリカ                 |                                                                                           |      |
| 台湾                            | 独立局                                       | 國興衛視（GSTV）                                                    | 2019 北海道で家、建てます             |                                                                                           |      |
| 台湾                            | 独立局                                       | 國興衛視（GSTV）                                                    | 2020 21年目のヨーロッパ21ヵ国完全制覇 |                                                                                           |      |

※Classic等のレギュラー放送を一旦終了した局は、同じHTB制作で大泉が出演、鈴井が企画・構成の『おにぎりあたためますか』に切り替える局もあれば、全くの別番組に切り替える局等様々である（新作放送時は、『おにぎりあたためますか』等は一旦休止する局もある）。

### インターネット・ブロードバンド配信／ビデオ・オン・デマンド
インプレスTVのインターネット配信により一部企画を放送エリア以外でも観ることができたが、同サービスは2008年9月末に終了。これに代わり、同年9月1日から「HTB on Broadband "南平岸 ユメミル広場"」が配信を開始、2009年11月27日のサービス終了まで配信された。2011年の原付日本列島制覇では北海道テレビでの放送15分後にアクトビラ、ひかりTV、J:COMオンデマンドでのビデオ・オン・デマンド配信が行われた。
2012年4月2日の「HTB 北海道 on デマンド」開設以後は過去作品の配信が同サイトで行われており、2013年の初めてのアフリカでは上記4サービスとTSUTAYA TVが北海道テレビでの放送45分後からの配信を、またGYAO!ストア、テレビドガッチ、ビデオパス、VideoMarket、楽天ShowTime、YNNが1週遅れる形で配信を行っている。
また、2014年7月には「水曜どうでしょう TOHOKU CARAVAN」開催の一環でニコニコ動画に公式チャンネルを開設、ニコニコ生放送にて秋田と青森からのキャラバンの模様を生中継したほか、対決列島の一挙放送も行った。2015年7月17日にはこの公式チャンネルを北海道テレビの公式チャンネルに統合した上で、原付ベトナム縦断1800キロからヨーロッパ20ヵ国完全制覇〜完結編〜までの総集編等を除く過去作品の配信を開始したほか、「DODESYO CARAVAN 2015」の生中継やサイコロの旅1〜3の一挙放送も行った。以降随時イベント開催時にはイベントの生中継と過去作の一挙放送、DVD発売時には藤村と嬉野のトーク番組を配信している。
- 2001年10 - 12月放送：YUKON6DAYS 〜160kmカヌー地獄〜
- 2002年度放送分：（試験に出る日本史〜原付ベトナム縦断1800キロ）
- 2003年1月放送：6年間の事件簿 今語るあの日あの時（総集編）
- 2003年5月放送：プチ復活!思い出のロケ地を訪ねる小さな旅
- 2004年放送：ジャングル・リベンジ
- 2005年放送：激闘!西表島
- 2007年放送：ヨーロッパ20ヵ国完全制覇〜完結編〜

### ニコニコ生放送での放送
ニコニコ生放送では、毎年「水曜どうでしょう どうでしょうキャラバン」開催記念でニコニコ水曜どうでしょう祭りとして放送される。
| 配信日                       | 企画                           | 備考                         |
| Classic                      | Classic                        | Classic                      |
| ---------------------------- | ------------------------------ | ---------------------------- |
| 2014年7月31日 - 2014年8月8日 | 対決列島〜甘いもの国盗り物語〜 | ニコニコ水曜どうでしょう祭り |
| 2015年7月30日                | サイコロ1                      | ニコニコ水曜どうでしょう祭り |
| 2015年7月31日 - 8月1日       | サイコロ2                      | ニコニコ水曜どうでしょう祭り |
| 2015年8月2日 - 8月8日        | サイコロ3                      | ニコニコ水曜どうでしょう祭り |
| 2016年3月12日 - 3月26日      | オーストラリア大陸縦断         | ニコニコ水曜どうでしょう祭り |
| 2016年3月17日 - 3月26日      | ヨーロッパ21ヶ国完全走破       | ニコニコ水曜どうでしょう祭り |
| 2016年8月4日 - 8月13日       | 闘痔の旅                       | ニコニコ水曜どうでしょう祭り |
| 2016年8月6日 - 8月13日       | 韓国食い道楽の旅               | ニコニコ水曜どうでしょう祭り |
| 2016年8月11日 - 8月13日      | サイコロ4                      | ニコニコ水曜どうでしょう祭り |
| 2017年9月11日 - 9月23日      | 初めてのアフリカ               | ニコニコ水曜どうでしょう祭り |
| 2018年7月19日 - 7月28日      | ヨーロッパ21カ国完全走破       | ニコニコ水曜どうでしょう祭り |

### Netflixでの放送
Netflixでは、2016年から随時『Classic』『プレミア』や、『新作』追加し、見られるようになっている。『Classic』は、配信順で各企画が「シーズン○」と表記される。そのため、本来の企画順とは一致しない。また「第○夜」ではなく「エピソード○」と表記される。なお、Netflixでは、『Classic』『プレミア』も含め、タイトルが「水曜どうでしょう」となっている。
| シーズン | 配信日         | 企画                                | 備考                                               |
| -------- | -------------- | ----------------------------------- | -------------------------------------------------- |
| 1        | 2016年6月8日   | 対決列島〜甘いもの国盗り物語〜      |                                                    |
| 2        | 2016年6月8日   | 原付ベトナム縦断1800キロ            | 最終夜エンディング後の後枠部分がカットされている。 |
| 3        | 2016年12月28日 | ジャングル・リベンジ                |                                                    |
| 4        | 2017年8月9日   | シェフ大泉 夏野菜スペシャル         |                                                    |
| 5        | 2017年12月27日 | 原付日本列島制覇 東京―紀伊半島―高知 |                                                    |
| 6        | 2018年5月21日  | 激闘! 西表島                        |                                                    |
| 7        | 2018年12月19日 | サイコロ1                           |                                                    |
| 8        | 2018年12月19日 | サイコロ2                           |                                                    |
| 9        | 2018年12月19日 | サイコロ3                           |                                                    |
| 10       | 2018年12月19日 | サイコロ4                           |                                                    |
| 11       | 2018年12月19日 | サイコロ5                           |                                                    |
| 12       | 2018年12月19日 | サイコロ6                           |                                                    |
| 13       | 2020年4月24日  | ユーコン川160キロ 〜地獄の6日間〜   |                                                    |

| シーズン | 配信日        | 企画                             | 備考 |
| -------- | ------------- | -------------------------------- | ---- |
| 1        | 2021年10月1日 | ヨーロッパ21ヵ国完全制覇         |      |
| 2        | 2021年10月1日 | ヨーロッパ・リベンジ             |      |
| 3        | 2021年10月1日 | ヨーロッパ20ヵ国完全制覇 完結編  |      |
| 4        | 2022年4月1日  | 闘痔の旅                         |      |
| 5        | 2022年4月1日  | オーストラリア大陸縦断3700キロ   |      |
| 6        | 2022年4月1日  | 韓国食い道楽の旅                 |      |
| 7        | 2022年10月5日 | 212市町村カントリーサインの旅    |      |
| 8        | 2022年10月5日 | 212市町村カントリーサインの旅 II |      |

| シーズン | 配信日        | 企画                             | 備考   |
| -------- | ------------- | -------------------------------- | ------ |
| 1        | 2020年10月1日 | 北海道で家、建てます             | [ 82 ] |
| 2        | 2021年10月1日 | 21年目のヨーロッパ21ヵ国完全制覇 |        |

### 携帯電話向け配信
2013年2月20日よりビデオマーケットで携帯電話3キャリア（iモード/EZweb/Yahoo!ケータイ）とスマートフォン（Android/iOS）向けに配信を開始した。
- 2002年放送：ハノイ→ホーチミン 原付ベトナム縦断1800キロ
- 2004年放送：ジャングル・リベンジ
- 2005年放送：激闘!西表島
- 2007年放送：ヨーロッパ20ヵ国完全制覇〜完結編〜
- 2011年放送：原付日本列島制覇 東京−紀伊半島−高知

### アメリカでの放送
アメリカ合衆国のロサンゼルスに拠点を置く日本語テレビ放送ユナイテッド・テレビジョン・ブロードキャスティング・システム（United Television Broadcasting System, UTB）にて放送、現地ローカル局（多言語放送局）であるKSCIデジタル18.2チャンネルを介して視聴できる（以前はロサンゼルス近郊のケーブルテレビでも視聴できた）。放送時間は毎週土曜日20時30分から（現地時間）。

## ウェブサイト
2000年5月に掲示板・ディレクター陣の日記が開設され、2021年現在も続いている。
日記はD陣の出勤時に更新されており、新作やイベント、DVDの告知も行っている。

## どうでしょうグッズ
『どうでしょう』では、ストラップやキーホルダー、カレンダー、写真集など、これまでの企画に関連したさまざまなグッズを発売している。いずれのグッズも数量限定のため、発売直後に完売状態となることが多い。レギュラー放送終了後も新しいグッズが定期的に発売されている。またBANDAI SPIRITS（旧：バンプレスト）の一番くじや、ユニオンクリエイティブ製のフィギュアも発売されている。
グッズは、北海道に数ヶ所あるHTBグッズ取扱店及びHTBオンラインショップで販売されているほか、一部はローソンLoppiで予約購入できる。全国各地では、北海道産の食品やマスコットなどを販売するイベント（物産展）でも扱われたことがある。
以下のグッズについては、それぞれの項目を参照。
- 水曜どうでしょうDVD全集
- どうでしょう本
- 水曜どうでしょう写真集
- 水曜どうでしょう放送事典

## 番組イベント
番組では、大学の学園祭や遊園地でのトークショーや番組関連の品物を揃えた展示会、番組内の企画をモチーフにしたパックツアーなど、視聴者との交流を目的としたイベントを数多く企画・実施している。
東北2泊3日 生き地獄体験ツアー
1998年12月19日から21日まで実施された視聴者参加型ツアー。「桜前線捕獲大作戦」の企画で訪れたロケ地を巡る行程で、ツアーとしては異例ともいえる400人もの参加者を集めた。
このツアーではどうでしょう班4人に加え、安田顕も参加しており、番組の収録やシークレットライブなどを行った。
アメリカ 生き地獄体験ツアー
1999年9月28日から10月2日まで実施されたツアー。「合衆国横断 〜北米大陸 3750マイル〜」の企画で訪れたロケ地のうち、主に西海岸一帯を巡る行程で実施され、およそ120人が参加した。
このツアーは「onちゃんカレンダー」の撮影との同時進行で行われ、どうでしょう班と安田は現地で途中合流し、トークショーを行った。
水曜どうでしょう写真展（同時開催 今世紀最後の大・大泉洋展）
1999年11月20日から12月5日まで札幌市の札幌パルコで、翌2000年3月16日から3月28日まで函館市の丸井今井函館店、同年7月29日から8月16日に三井グリーンランドで開催されたイベント。番組で使用されたさまざまな品々が展示され、開催期間中に2万人の観客を動員した。
藤村忠寿・嬉野雅道×TEAM-NACS 水曜天幕團旗揚げ公演「蟹頭十郎太」
レギュラー放送終了後の2003年10月に、番組放送7周年とHTB創立35周年を記念して開催された演劇公演。
有明トークライブ
DVD第3弾発売記念と鈴井貴之監督・大泉洋主演の映画『river』の東京国際映画祭招待&東京公開記念として2003年11月5日に東京都江東区のディファ有明で行われた4人のトークライブ。
祝 水曜どうでしょう8周年&『銀のエンゼル』キックオフ そして…ミスター大壮行会
番組8周年を記念して、2004年10月28日に北海道厚生年金会館（札幌市中央区北1西12）で開催されたイベント。鈴井貴之監督の映画『銀のエンゼル』の道内ロードショー公開記念と、韓国留学を控えた鈴井の壮行会も併せて行われた。
このイベントの一部は、DVD第5弾の特典映像「ミスター大壮行会」として収録されている。
水曜どうでしょう9th presents 祭 UNITE2005
2005年10月14日から16日にかけて、札幌市南区の真駒内公園で開催されたイベント。
名前の通り「祭」をイメージしたイベントで、大泉の両親や藤村の母ら多彩なゲストを迎えてのトークショー、番組で使用した品々の展示会、番組グッズの即売、2005年新作「激闘西表島」の先行上映、樋口了一のライブなど盛りだくさんのイベントが行われ、3日間で約4万人を動員した。
このイベントの一部は、DVD第8弾の特典映像に収録されている。
水曜どうでしょうEXPO 渋谷パルコ小祭（こまつり）
2006年9月29日から10月9日にかけて、東京都渋谷区の渋谷パルコPART3で、前年のどうでしょう祭りの雰囲気を再現するために行われた展示会。11日間で約3万人の観客を動員し、それまでパルコミュージアムで開催されたイベントで最高記録だった「ペ・ヨンジュン展（2004年5月15日 - 6月6日）」の総観客動員数を大きく上回った。
水曜どうでしょう祭 UNITE2013
2013年9月6日から8日にかけて、札幌市南区の真駒内セキスイハイムアイスアリーナ（屋内競技場）&オープンスタジアム（屋外競技場）で開催されたイベント。UNITE2005以来8年ぶりに開催され、3日間で約5万人を動員した。
前回同様にトークショー、展示会、グッズの即売、2013年新作「初めてのアフリカ」の先行上映、樋口のライブなどが行われた。また、メインステージでのイベントの模様はUstreamで生中継された。
このイベントの一部は、DVD第21弾の特典映像に収録されている。
水曜どうでしょう EXPO 2014 渋谷PARCO小祭
2014年9月26日から10月13日まで、東京都渋谷区の渋谷パルコPART1・パルコミュージアムで行われたイベント。2013年「水曜どうでしょう祭」のミュージアム展示物や映像、「初めてのアフリカ」の衣装が展示された。
水曜どうでしょう TOHOKU CARAVAN→水曜どうでしょう DODESYO CARAVAN
2014年8月に始まった巡業イベント。「今度はこっちからみんなのところへ出掛けて行って、どんなところでもいいから、ぜひうちらの所に来て欲しいと熱望する人たちの催すところへ出掛けて行き、小さくみんなで集まり、翌日には次の町へ行く、そうやって旅をしながら、みんなの町へ出掛けてみたい」という藤村の発案から始まった。
手始めとして、初期の頃から番組を観ている東北6県に出向き、「水曜どうでしょう祭 UNITE2013」で売れ残ったグッズの在庫処分も兼ねて実施した。イベント内容はグッズ販売、藤村・嬉野との撮影会が中心となる。
これらのイベントが好評だったことから、2015年以降も開催されている。2015年は東北6県と新潟県で実施し、この開催から縁日やonちゃんショーの開催、「水曜どうでしょう祭 UNITE2013」にも出演した黒色すみれと打首獄門同好会が帯同してライブを行った。
2016年は「DODESYO CARAVAN」と名称を変更し、東北6県と新潟県、栃木県、群馬県、長野県、富山県で開催。群馬県ではDEPAPEPEのライブも行われた。
2017年は9月に開催。東北6県と新潟県、茨城県、千葉県、山梨県、静岡県で開催された。
2018年は7月に開催。この年は初めて西側の兵庫県から出発し、岐阜県・長野県・静岡県・神奈川県・新潟県・茨城県・埼玉県・福島県・山形県・宮城県・岩手県と東北方向に進む形で開催された。
水曜どうでしょう祭 FESTIVAL in SAPPORO 2019
2019年10月4日から6日にかけて、札幌市中央区のさっぽろばんけいスキー場で開催されたイベント。3日間で約3万人を動員した。
UNITE2013以来、6年ぶりの開催となり、前回同様にトークショー、展示会、グッズの即売、2019年最新作「北海道で家、建てます」の第1夜・第2夜の先行上映、ライブステージ（出演：樋口了一、綾野ましろ、アルクリコール、打首獄門同好会、黒色すみれ、高橋洋子、Chima、DEPAPEPE、NORD、nonoc、古澤剛）が行われたほか、6日開催分は全国204箇所の映画館で、水曜どうでしょう祭初となるライブビューイングが実施された。
グッズは後述の『ゆるキャン△』や『新世紀エヴァンゲリオン』『進撃の巨人』とのコラボグッズも販売された。イベント開催中は、南平岸のHTB旧社屋から会場までのシャトルバスが運行された。
このイベントの一部は、DVD第30・31弾の特典映像に収録されている。

### 腹を割って話そう
DVD発売前日の深夜、藤村・嬉野2人で実施されるライブトーク。タイトルは第1回のみ「腹を割って話そうじゃないか」。主にDVDや同時発売のフィギュア、一番くじについて語る。
| 回     | 放送日時       | サイト                        | 内容等 |
| ------ | -------------- | ----------------------------- | --- |
| 1      | 2010年9月21日  | USTREAM                       | DVD第15弾「アメリカ横断」 フィギュア「其の1」発売記念                                                                          |
| 2      | 2011年10月4日  | USTREAM                       | DVD第16弾「72時間!原付東日本縦断ラリー / シェフ大泉 夏野菜スペシャル」 フィギュア「其の3」発売記念                             |
| 3      | 2012年3月20日  | USTREAM                       | DVD第17弾「ヨーロッパ・リベンジ」 フィギュア「其の4」発売記念                                                                  |
| 4      | 2012年10月9日  | USTREAM                       | DVD第18弾「ゴールデンスペシャル サイコロ6 / onちゃんカレンダー / 30時間テレビの裏側全部見せます!」 フィギュア「其の5」発売記念 |
| 5      | 2013年3月29日  | USTREAM                       | DVD第19弾「試験に出るどうでしょう 石川県・富山県 / 四国八十八カ所II」 フィギュア「其の6」発売記念                              |
| 6      | 2013年10月29日 | YouTube                       | DVD第20弾「原付西日本制覇 / 今世紀最後の水曜どうでしょう」 フィギュア「其の7」発売記念                                         |
| 7      | 2014年6月17日  | USTREAM / ニコニコ生放送      | DVD第21弾「リヤカーで喜界島一周 / 釣りバカ対決!わかさぎ釣り2 / 水曜どうでしょう祭 UNITE2013」 フィギュア「其の8」発売記念      |
| 8      | 2015年1月13日  | YouTube / ニコニコ生放送      | DVD第22弾「中米・コスタリカで幻の鳥を激写する! / 前枠・後枠 傑作選」 フィギュア「其の9」、一番くじ発売記念                     |
| 9      | 2015年9月15日  | YouTube                       | DVD第23弾「対決列島〜甘いもの国盗り物語〜」発売記念                                                                            |
| 10     | 2016年3月29日  | HTBオンデマンド（見逃し配信） | DVD第24弾「ユーコン川160キロ〜地獄の6日間」 一番くじ発売記念                                                                   |
| 11     | 2017年10月25日 | ニコニコ生放送                | DVD第25弾「5周年記念特別企画 札幌〜博多 3夜連続深夜バスだけの旅 / 試験に出るどうでしょう 日本史」発売記念                      |
| 12     | 2017年3月28日  | ニコニコ生放送                | DVD第26弾「四国八十八ヵ所III / 日本全国絵ハガキの旅2」発売記念                                                                 |
| 13     | 2017年10月24日 | LINE LIVE                     | DVD第27弾「釣りバカグランドチャンピオン大会 屋久島24時間耐久魚取り対決 / 一挙公開!!未公開VTR&NG集!」発売記念                   |
| 14     | 2018年10月23日 | YouTube                       | DVD第28弾「ヨーロッパ20ヵ国完全制覇 完結編」発売記念                                                                           |
| 番外編 | 2015年9月15日  | ニコニコ生放送                | DVD第23弾「対決列島〜甘いもの国盗り物語〜」予約開始記念                                                                        |
| 番外編 | 2015年12月16日 | YouTube                       | フィギュア「其の11」発売記念                                                                                                   |
| 番外編 | 2016年7月12日  | ニコニコ生放送                | DVD第25弾「5周年記念特別企画 札幌〜博多 3夜連続深夜バスだけの旅 / 試験に出るどうでしょう 日本史」予約開始記念                  |
| 番外編 | 2017年7月18日  | ニコニコ生放送                | DVD第27弾「釣りバカグランドチャンピオン大会 屋久島24時間耐久魚取り対決 / 一挙公開!!未公開VTR&NG集!」予約開始記念               |

「腹を割って話そう」とは別に、藤村・嬉野が岡山県を訪れ、備前焼や雄町の地酒を探す『藤やん&うれしー「備前おかやま 幻の酒と備前焼を求めて」』が岡山県の公式YouTubeで配信されている。
演出やテロップも本番組と同じものを使用しており、動画の最初では「水曜どうでしょう×岡山県」と表示され、実質的に本番組のスピンオフとなっている。両備ホールディングス両備バスカンパニーによる、両Dと共に同じ場所を巡るツアーも企画された。

## 関連作品
水曜どうでしょう〜大泉洋のホラ話〜
『週刊少年チャンピオン』（秋田書店）で連載された、大泉洋原案、星野倖一郎作画による漫画。2020年1号（2019年12月5日発売）から17号（2020年3月26日発売）にかけて第一部が連載され、2020年47号（2020年10月22日発売）から52号（2020年11月26日発売）に第二部が連載されていた。
この作品は大泉が番組内で語った「喧嘩太鼓」や「登山家」、「チャタレイ夫人」等のホラ話がもととなっている。また、大泉、鈴井、藤村、嬉野による座談会も掲載された。
書誌情報
原案：大泉洋、漫画：星野倖一郎『水曜どうでしょう〜大泉洋のホラ話〜』、秋田書店少年チャンピオン・コミックス刊
1. 2020年11月6日発売、ISBN 978-4-253-25181-5
2. 2020年12月8日発売、ISBN 978-4-253-25182-2
3. 2021年3月8日発売、ISBN 978-4-253-25183-9

### 出演者関連
- エフエム北海道（AIR-G'） - 放送当時は鈴井・大泉・安田がそれぞれラジオ番組を担当していたため、社内でロケを行ったこともある。
- GO・I・S - AIR-G'で鈴井が出演していた生放送のラジオ番組。国内企画の際、鈴井が「月曜の昼過ぎまでに札幌へ帰らないと間に合わない」と頻繁に話していたのは、この番組に出演するためである。ロケ期間が長期に及ぶ海外企画では、代打パーソナリティを立てていた。ヨーロッパ完全制覇の際に樋口了一に代演依頼したことがきっかけで、番組テーマ曲「1/6の夢旅人」が誕生した。
- ドラバラ鈴井の巣 - 鈴井・TEAM NACSが出演。一部企画を『どうでしょう』から引き継いでいる。
- チャンネルはそのまま! - 佐々木倫子の漫画。札幌市内のテレビ局を舞台に、新人社員が奮闘する漫画作品。舞台のモデルはHTBであり、藤村をモデルにしたと思われる情報部部長の小倉が登場する[注 94]。2019年春に北海道テレビ開局50周年記念作品としてドラマ化。藤村が監督と小倉虎也役、嬉野がプロデューサーと山道一徹役を務め、鈴井及びTEAM NACSのメンバーも出演。また、ドラマ劇中では『どうでしょう』の前枠・後枠らしき光景を撮影するシーンが挿入されている。
- パパパパパフィー - HTBのキー局であるテレビ朝日が当時同時間帯に編成していた番組（水曜ネオバラエティ、HTBでは火曜→木曜に放送）。大泉は同番組に準レギュラーとして出演することが多く、本番組が紹介されることもあった。その逆に大泉が本編で『パパパパ』出演時のエピソードを披露することもあった。

### 交流があるまたはコンセプトが近い番組
- saku saku - tvkの音楽情報バラエティ番組。かつては北海道テレビでも放送されており、鈴井・藤村が出演した。
- ぷぁぷぁ金星 - 秋田朝日放送の深夜番組。『どうでしょう』を大いに意識した番組構成となっており、プロデューサーの佐藤AK宣明が番組webサイトで言及している[88]。番組には鈴井・大泉もゲスト出演した。
- 裏影 - 東日本放送の深夜番組。鈴井が数回出演。鈴井本人と大泉のそっくりさん（素人）が仙台市内をホンダ・カブで移動するなど、水曜どうでしょうを意識した演出が見られた。
- 木曜ドォーモ - 九州朝日放送の深夜番組。2013年2月14日放送分で、番組MCの中島浩二らが藤村の元を訪れる。「木曜ドォーモ」のサイドマーク（題字）は藤村の直筆によるものである。
- ゴリパラ見聞録 - テレビ西日本（フジテレビ系列）の深夜番組。2016年2月に開催された「さぬき映画祭」では、出演者のゴリけん・パラシュート部隊と藤村・嬉野両D、両番組のファンである本広克行を交えてのトークイベントが会場のイオンシネマ高松東で開催された。2017年の同映画祭では、コラボ企画として、『ゴリパラどうでしょう』と『水曜見聞録』が上映された。

### 他作品による引用・パロディ
『水曜どうでしょう』を連想させる作品が多数存在している。どうでしょう班による言及やコラボが明示されている主な作品は次の通り。
- ゆるキャン△ - あfろ作による漫画作品。作品の随所に水曜どうでしょうを元にしたネタが登場している。『水曜どうでそうTV』において、藤村・嬉野が作品について触れている[89]。その後、同作テレビアニメ版とのコラボが決定し「1/6の夢旅人2002」を用いた同作アニメMVや「水曜どうでしょう祭FESTIVAL in Sapporo 2019」でのコラボグッズが製作されている[90]。また、2021年2月放送のテレビアニメ第2期第5・6話では藤村と嬉野がゲスト出演している[91]。実写ドラマ版は他系列であるテレビ東京の制作であるため、主要登場人物がそれとなく匂わせる発言（名セリフなど）を除き、関連するシーンはカットされており、藤村・嬉野がゲスト声優出演した登場人物は別の人が演じている（山中湖のキャンプ場管理人はバイきんぐの西村瑞樹が、キャンプ場で出会った飯田さんは細井学が、それぞれ演じた）。
- フィルムエストTV - 2024年6月29日に、HTBが開局した昭和43年（1968年）に、「サイコロの旅」が既にあったという設定の『三東 水曜! いかがでしょう』という動画を公開[注 95]。こちらも『水曜どうでそうTV』において、藤村・嬉野、および制作したフィルムエストのにしいが作品について触れている[92]。昭和14年（1939年）生まれで29歳同士である、HTBアナウンサーの「佐藤弘」（演：にしい）と、札幌生まれで満洲国育ちの浪曲師「虎沢広造[注 96]」（演：実際に浪曲師である、真山隼人）が、1968年10月当時（いわゆる、ヨンサントオ）の時刻表に基づき設定された交通手段および行先[注 97]で、用意したフィルム2ダース（24巻）を使い切るまでに札幌にゴールするというルールで、サイコロの旅を行った。ただし、車内のシーンはさいたま市内にある眼科医師が個人で購入した車両（待合室として利用）を使って撮影した。当初は同じさいたま市にある鉄道博物館にある車両を使うという計画だったが、断られたといういきさつがある（藤村と嬉野もこの件に関しては「（そういうことをしたら）ダメだよ!余計もめるよ」とコメントしている）。

### その他
- ローソン - DVDを始め、関連商品の予約及び発売を行う（Loppiで予約・取り寄せが可能）。
- スタジオジブリ - 関係者にファンが多く[93]、制作作品には大泉・鈴井らが声優として出演している。
- 高坂希太郎 - 映画監督。自他共に認める『どうでしょう』ファンであり、自身が監督を務めた映画「茄子 アンダルシアの夏」では、主人公・ペペ役に大泉を抜擢。続編「茄子 スーツケースの渡り鳥」には、藤村・嬉野も出演した。DVD第10弾のオープニングCG制作も担当している。
- 武田勝 - 元プロ野球選手（現:北海道日本ハムファイターズ1軍投手コーチ）。現役時代、登場曲に「1/6の夢旅人2002」[注 98]を採用したり、鈴井が扮した"タコ星人"姿でHTB制作の『FFFFF』に登場したり、UNITE2013では鶴の着ぐるみを着て平岸高台公園で撮影したビデオレターが上映されたりするほどの熱烈なファン。2016年9月30日の引退セレモニーには、樋口がサプライズゲストとして登場。「1/6の夢旅人2002」を生歌で披露した。
- 打首獄門同好会 - ロックバンド。リーダー（会長）の大澤敦史やメンバーの河本あす香が熱烈なファンで、「四国八十八ヶ所」を元にした「88」など本番組にリスペクトを受けた楽曲を複数リリースしている。D陣との親交もあり、「どうでしょう祭」や「どうでしょうキャラバン」においては複数度ライブアクトを行っている。
- ウェイポイント - 北海道南方沖に、どうでしょう班のメンバー名を冠したウェイポイント（航空路通報点）"YOSAN（ヨーサン）"、"MISTA（ミスタ）"、"FUJIM（フジム）"、"URESY（ウレシー）"、"YASKN（ヤスケン）"が設定され、2017年3月以降に国土交通省発行の航空路誌に掲載されている[94]。さらに、新千歳空港からの出発ルートとして"YOSAN ONE DEPARTURE（RNAV1）"も設定されている。なお、2011年にも半年程度設定されていたが、"YASKN"の設定がなく、"MISTA"の代わりに"SUZUI（スズイ）"が設定されていた。
- 共闘ことばRPG コトダマン - ミクシィ（XFLAG）が運営するスマートフォン向けゲームアプリ。2020年2月26日から4月1日まで本番組とコラボレーションし、番組内に出てきた地名や出来事、名言などが登場するコラボイベントを実施[95]。
- 地球の歩き方（ダイヤモンド・ビッグ社/ダイヤモンド社→地球の歩き方/学研プラス） - 番組で使用することが多く、コラボレーションとして、「一番くじ 水曜どうでしょう 旅のカリスマ」（BANDAI SPIRITS）の景品で「ヨーロッパ21カ国完全制覇シリーズ」を題材とした「水曜どうでしょう×地球の歩き方 上下巻」を制作[96][97]。その後、2020年新作の内容も加味した改訂版が上巻が同年12月、下巻が2021年4月に発売[98]。